# 千日デパート火災
千日デパート火災（せんにちデパートかさい）は、1972年（昭和47年）5月13日深夜に大阪府大阪市南区難波新地（現・中央区千日前二丁目）で起きたビル火災である。
同地の千日デパート（日本ドリーム観光経営、鉄骨鉄筋コンクリート造、建築面積3,770.21平方メートル、延床面積2万7514.64平方メートル、地上7階建、地下1階、塔屋3階建）閉店後の22時27分ごろに同デパート3階から出火し、2階から4階までの8,763平方メートルの範囲に延焼、出火から約9時間後の翌朝7時41分に鎮火した。死者118人・負傷者81人にのぼる人的被害を出し、戦後日本のビル火災として最大の惨事となった
。本件は高層ビル火災という分類においては「千日デパートビル火災」という呼称も使われる。また、地名から「千日前ビル火災」、被害の大きさから「千日前惨事」とも呼ばれた。

## 概要
1972年（昭和47年）5月13日、千日デパートの閉店時刻21時から1時間半ほど経った22時27分ごろ、同デパート3階ニチイ千日前店北東側フロアの布団売場付近より出火した。火は防火シャッターが閉まっていなかったエスカレーター開口部や階段出入口から上下階に燃え広がり、フラッシュオーバーを起こしながら2階から4階までの範囲に延焼した。一方、火災で燃焼した建材や内装材、化繊商品から発生した一酸化炭素と有毒ガスを含んだ多量の煙がエレベーターシャフトや階段、空調ダクトなどの縦穴を通じて上層階へ流れ込み、火災発生当時に7階で営業していたアルバイトサロン「チャイナサロン・プレイタウン（千土地観光経営）」に充満した。同店内に滞在していた181人の客やホステス、従業員らは、火災の通報を受けられずに逃げ遅れ、煙に巻かれて7階に取り残された。その結果、一酸化炭素中毒や窓からの飛び降り、救助袋の誤った使用方法によって脱出途中に地上へ落下するなどして死者118人、負傷者81人（プレイタウン関係者47人、消防士27人、警察官6人、通行人1人）にも及ぶ人的被害を出すに至った。本件火災は、日本のビル火災史上最大の惨事である。
7階からの生還者は、消防隊のはしご車やサルベージシート（救助幕）で救助または救出された者が53人（はしご車50人、サルベージシート3人）、階段またはエレベーターを使用するなどして自力で7階から脱出した者が8人（救助袋の外側を馬乗りになって降下して助かった5人を含む）、7階窓からデパートビル東側の商店街アーケード屋根へ飛び降りて助かった者が2人の合計63人である。大阪市消防局は、管内の全消防車両の3分の1にあたる85台（救急車12台を含む）を消火防御および救助作業に投入した。はしご車は、管内保有8台のうち7台が出場した。消火作業にあたった消防士は596人にのぼった。火災は翌朝14日5時43分に鎮圧した。そして火災発生から9時間14分後の同日7時41分に鎮火した、と一旦は市消防局から発表された。しかし、15日未明に6階で再び小火（再燃火災）が発生したことから消火および防御活動が再開されたため、最終的に鎮火が確認されたのは15日17時30分であった。延焼範囲は2階から4階までで、床面積合計8,763平方メートルが焼失した。
火災の原因は、3階で電気工事を行っていた工事関係者によるタバコの不始末であると推定されたことから、火災発生翌日の14日深夜、電気工事監督の男性が現住建造物重過失失火などの容疑で大阪府警・南署に逮捕された。しかしながら、被疑者による失火の明確な証拠はなく、火災発生時の被疑者の行動が特定できないことや、警察での取り調べに対して供述を二転三転させるなど信用性が疑われたため、最終的に電気工事監督の男性は不起訴処分となった。のちの防火管理者などに対する刑事裁判の判決理由において、出火原因は不明とされた。また日本ドリーム観光・千日デパート管理部の管理部次長と同管理課長、プレイタウンの支配人、プレイタウンの経営会社代表取締役業務部長の計4名が防火管理責任と注意義務を怠ったとして業務上過失致死傷の容疑で書類送検され、その後に同罪で起訴された。公判中に死亡したデパート管理部次長（公訴棄却）を除く3名の被告人が、それぞれ一審で無罪となった。その後、検察側が控訴し、控訴審で原判決破棄により一転して有罪となり、判決を不服として被告人側が上告した。上告審では上告棄却決定により被告人3名の有罪が確定した。
本件火災の犠牲者遺族会および千日デパートに入店していたテナント団体によって、日本ドリーム観光（デパート経営者）やニチイ（出火元）などに対して損害賠償請求訴訟が提起された。また日本ドリーム観光とニチイの双方間でも損害賠償請求訴訟が提起された（提訴と反訴）。遺族会は、日本ドリーム観光などの火災関係4社が91遺族に対して総額18億5000万円の賠償金を支払うことで合意したことを受け、和解に応じた。テナント訴訟は、テナント側が日本ドリーム観光に対して保安管理契約に基づく債務不履行による責任の有無、休業損失とその補償、商品や資産損失に対する賠償、火災以前と同じ条件で再出店できる保証を求めて争った。その結果、中間判決を経て賠償金約8億円と保証が一部を除いて認められ、新ビルオープンの際には以前と同じ条件で再出店できる保証を日本ドリーム観光に認めさせ、双方の間で即決和解が成立した。テナント側とニチイ間の損害賠償請求訴訟も双方が和解し、ニチイがテナント側に慰謝料1億5000万円を支払うことで決着した。日本ドリーム観光とニチイの間で争われた損害賠償請求訴訟は、ニチイ側が日本ドリーム観光に対して解決金として16億5000万円を小切手で支払うことで和解が成立した。
千日デパート火災は、高層ビル火災においては炎による「火害」よりも煙や有毒ガスによる「煙害」こそが最も恐ろしいことを日本国民に知らしめた。閉店後に売場や階段、エスカレーターの防火シャッターを閉めることの重要性が指摘され、火災時にエレベーターシャフトやダクトなどの「竪穴」を閉鎖することも被害軽減には必要不可欠であると認識されたが、本件火災では、そのいずれもが疎かになっていたことで被害が拡大した。多くのテナントがいくつも入店する複合用途として使われる商業雑居ビルでは、異なる管理権限者が共同防火管理を行い、平素から災害時における避難誘導などの対応を協議しておくことが必要であるが、千日デパートでは、ビルの管理者とテナントの間で防火管理者同士の話し合いや取り決めは何も成されておらず、効果を伴う避難誘導訓練もほとんど実施されていなかった。その不手際によってビル管理者から7階風俗店への火災通報の欠如を招き、人的被害拡大に繋がる最大の要因になった。またスプリンクラーなどの消防用設備、救助袋などの避難設備、非常階段や非常扉の建築設備面などに未設置や保守点検の不備が多くあり、7階風俗店の防火管理者や従業員による客らに対する避難誘導の欠落、救助袋の誤った使用なども相俟って人的被害拡大に更なる追い打ちをかけた。
本件ビル火災は、未曾有の人的被害を出したことから日本社会全体に危機感が広がり、雑居ビルや商業ビルを中心に消防当局による緊急の査察が全国規模で実施された。その流れを受けて全国で避難訓練や消防訓練を行う事例が相次ぎ、国民の間で防火および避難に対する関心が高まった。消防当局の査察結果から、ビル火災の再発防止および避難の円滑化、煙害軽減への提言が成され、国や地方自治体が対策に乗り出した。その結果、国会審議などを経て消防法令および規則の改正、建築基準法令の改正が公布、施行されるきっかけとなった。また翌年11月に起こった大洋デパート火災と本件火災を契機に、既存の消防用設備および建築設備を最新の法令や技術基準に適合させるための遡及適用を行う法改正も実施された。
当記事では、冒頭で千日デパートおよび千日デパートビルについて、火災によって多くの犠牲者を出した7階プレイタウンについて説明を加え、その後に火災の詳細を記述する。

## 千日デパートについて
千日デパートは、1958年（昭和33年）12月1日に大阪ミナミの繁華街千日前の千日前交差点・南西角に建っていた初代大阪歌舞伎座を改築し、新装開業した複合商業施設である。経営者は日本ドリーム観光（1958年12月当時の社名は千土地興行。1963年に改称）で、個人店舗が数多く出店して専門店街を形成し、そのほかに劇場、オフィス、催事場、飲食店、遊技場、キャバレーなどがテナントとして入居していた。なおデパートと名乗っているが、旧百貨店法の百貨店業を営む者または百貨店業者には該当しない。火災焼失の1972年（昭和47年）5月14日から全館休業状態になった。その後、一度も営業を再開することなく、1980年（昭和55年）1月14日に千日デパートビルの取り壊しが決まり、千日デパートは、13年5か月あまりの歴史に幕を降ろすこととなった。

## 千日デパートビルについて

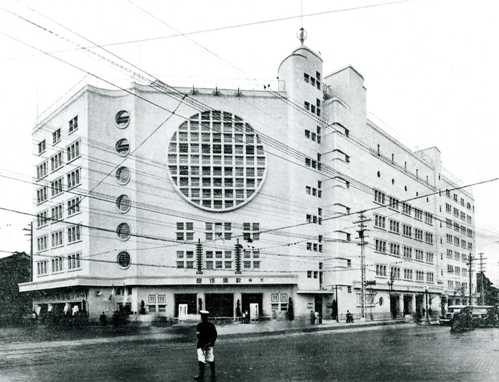
大阪歌舞伎座ビル(後の千日デパートビル)

千日デパートビルは、1932年（昭和7年）9月に竣工した大阪歌舞伎座ビルを1958年（昭和33年）に改築した複合商業ビルである。ビルの構造は鉄骨鉄筋コンクリート屋根構造、地下1階を含む地上7階建てで、屋上に塔屋3階建てを備えていた。建物の所有者は日本ドリーム観光である。建築面積は3,770.21平方メートル、延床面積は2万7514.64平方メートルである。ビルの高さは、地上（GL）から屋上フロア側壁上端までが30.1メートル、屋上塔屋3階までを含めると40.3メートルである。5階から屋上までのビル中央部から西側にかけてのフロアは、その大部分が劇場のエリアで、そのエリアの6階と7階部分は、舞台と客席につき吹き抜け構造になっていた。また劇場エリアの5階部分は客席の床下ピット、屋上部分は舞台と客席の屋根であった。ビルの2階から6階までの北西フロアは、D階段とE階段の間に囲まれたL字型のエリアが中二階構造になっており、独立した別フロアを形成していた。本ビルは、火災発生当時（1972年5月）における消防法施行令の防火対象物区分では特定防火対象物4項に分類されていた。
火災焼失後は約8年の期間、営業再開もされずに外壁には金網が張りめぐらされ野晒し状態のまま放置されていたが、1980年（昭和55年）1月14日に千日デパートビルの取り壊しが決まり、翌2月から解体工事が始まった。翌年4月には解体工事が完了し、千日デパートビルは消滅した。1982年（昭和57年）6月20日、跡地に日本ドリーム観光が新たにエスカールビル（地下2階、地上9階建）を建設する運びとなり、その起工式が執り行われた。新しいビルは1984年（昭和59年）1月13日にオープンし、その翌日にキーテナントであるプランタンなんばの営業が始まった。

### 千日デパートビルのフロア構成
火災発生当時のフロア構成は以下のとおりである。太字は本件火災に関係するテナントまたは設備を表す。床面積の単位は平方メートルである。
| フロア  | 床面積    | テナント・設備など |
| ------- | --------- | --- |
| 塔屋3階 | 134.00    | 企業事務所 電気室 クーリングタワーなど |
| 塔屋2階 | 156.00    | 企業事務所 エレベーター機械室など |
| 塔屋1階 | 200.00    | 売店 園芸店 ペットショップなど計5店舗 |
| 屋上    | 1,290.00  | 屋上遊園地など |
| 7階     | 1,780.00  | プレイタウン 空き事務所（元メキシコ領事館） 文書保管庫 空調機械室など                                                                            |
| 6階     | 3,350.00  | 遊技場（ゲームセンター） 千土地観光事務所 千日劇場跡（ボウリング場へ改装中） 従業員食堂など                                                      |
| 5階     | 2,049.00  | 直営均一スーパー（9店舗） 全国の物産と観光センター 美容室 ニチイ商品管理室 ニチイ店員食堂など                                                    |
| 4階     | 3,520.00  | ニチイ千日前店 ニチイ事務所 ニチイ商品倉庫 電話交換室 空調機械室など                                                                             |
| 3階     | 3,665.00  | ニチイ千日前店 店舗（4店舗） 歯科医院 ニチイ従業員更衣室 ニチイ寝具呉服倉庫 空調機械室など                                                       |
| 2階     | 3,714.00  | 店舗（44店舗） 千日デパート事務所 店舗事務所 テナント店員更衣室など                                                                              |
| 1階     | 3,796.64  | 店舗（63店舗） 外周店舗（19店舗） 出入口（7か所） 保安室 商品荷捌き場など                                                                        |
| 地下1階 | 3,860.00  | ニチイ地下食品街 食料品店・飲食店（25店舗） 直営催事場（人形館） プレイタウン専用エレベーターホール 出入口（1か所） 電気室 機械室 重油タンクなど |
| 合計    | 27,514.64 | 入居テナント数＝176店舗（千日デパート直営店舗と企業事務所を含む）                                                                                |

特筆すべき点は以下のとおりである。
- 千日デパートの管理権原者は、同デパートの店長である[101]。店長は日本ドリーム観光本社の常務取締役の地位にあり、本社総務部長、本社営業企画課長も兼務していた[101]。普段は本社で勤務しており、千日デパート2階に置かれたデパート管理部には週1回程度、短時間顔を出す程度だった[101]。実質的に千日デパートビルの維持管理を統括し、防火管理や設備維持などの業務を担当していたのは千日デパート管理部次長である[102]。また同デパートビルの防火管理者に選任されていたのはデパート管理部管理課長である[103]。同管理課長は、1967年（昭和42年）3月1日から1968年（昭和43年）10月ごろまでと、1969年（昭和44年）4月30日から本件火災当日まで防火管理者の地位に就き、店長および管理部次長の指揮監督を受け、同ビルの防火管理にあたっていた[101]。
- 千日デパートでは、大阪市消防局・南消防署提出の消防計画書に記載されている防火管理責任組織表に従い、防火管理者を7階プレイタウンを除く各階売場の27管理区域に置き、各設備を9つに区分して防火管理を行なっていた[104]。また千日デパートの防火管理規定では、デパートビルに出入りする業者にも当該規定を適用することになっていた[105]。
- 7階プレイタウンを含む各テナントは、千日デパートからフロアを賃借して賃料と保証金を納めて営業していた「賃貸業者」であるが、地下1階の催事場（人形館）と5階「100円200円均一スーパー」は千日デパートの直営である[86]。
- 7階プレイタウンは、千日デパートのオーナー会社である日本ドリーム観光が全額出資（資本金100万円）して1963年（昭和38年）6月に設立した千土地観光が経営するアルバイトサロンである[注釈 8][1]。千土地観光は、営業子会社として日本ドリーム観光の風俗営業部門の経営を担っていた[1]。プレイタウンは、千土地観光が経営する風俗店10店舗のうちのひとつであり、親会社（日本ドリーム観光）が経営する千日デパート7階フロアの一部を賃借して営業していた[1]。またそれらの10店舗は、すべて親会社の日本ドリーム観光の資産であり、子会社の千土地観光が各店舗を親会社から賃借して営業していた[1]。7階プレイタウンは、千日デパートにとって言わば「身内のテナント」であるが、ビル内で独自の管理権限を有することを理由に千日デパートの自衛消防組織および防火管理責任組織からは切り離されており、それらの組織表には組み込まれていなかった[注釈 16][105][107]。また7階プレイタウンは、千日デパートの共同管理上および防火管理上において176テナントのうちの一つであるにもかかわらず、独自の管理権限を有していることから同ビル内で唯一の例外的措置として管理外に置かれていた。
- 火災当日1972年（昭和47年）5月13日の時点で、千日デパートは以下の工事を行っていた。
  - ニチイ千日前店の3階と4階の売場では、同月22日から1週間かけて売場改装に伴う大がかりな電気設備工事が計画されており、火災発生1週間前の5月9日から準備工事が始まっていた。火災当日も準備工事は行われる予定になっており、数回に分けて工事が進められていた[108][109]。準備工事の期間はデパート閉店後の夜間も工事を予定しており、21時から翌朝4時まで作業する手筈になっていた[110]。この電気工事は、ニチイ千日前店が千日デパートから賃借している3階と4階の売場改装工事を計画したことから、1972年（昭和47年）3月に日本ドリーム観光から工事の承認を受けた。しかしニチイ千日前店は、実際の工事に際して日時や内容、人員などに関する届をデパート側に提出していなかった。一方で工事を請け負った元請会社の工事監督は、5月6日から同月26日までは夜間工事になることから配慮を願う旨の「入店願い」を書面で提出していた。またこの一連の電気工事に先がけて千日デパート管理部次長からニチイ千日前店店長に対し、防火の要望書が渡されていた[111]。さらに火災前日の12日には、千日デパート側がニチイと工事業者を集めて工事の要望に関して再度話し合っている[111]。特に喫煙については「所定の場所に水を入れた容器を置き、そこで喫煙すること」「吸殻はその容器に捨てること」と申し渡していた。[1][108]。また「消防設備（消火器）の確保」も指示していた。この措置は、自治省消防局長通達「百貨店等における工事現場の防火指導について（1970年消予第985号）」に基づき、南消防署長が千日デパートに対して指導していたことで実施されたものである[112]。
  - 6階では旧プレイタウン営業エリア（千日劇場跡）をボウリング場に改装する工事が行われていた。この工事は1972年4月28日から開始されていたもので、7階で営業する「プレイタウン」の6階拡張営業エリアを4月17日に廃止したうえで実施されていた。日本ドリーム観光・千日デパート管理部は、ボウリング場改装工事を実施するにあたり、同年3月23日に南消防署に相談を行ったうえで4月15日に工事届を提出した。ところが書類の記載に不備があり、同消防署から再提出を指示され、その準備をしていたところに本件火災が発生した。なおニチイ千日前店の工事も同様に南消防署から工事届を提出するように指示されていて、その準備中であった。火災当日は鉄骨の切断や廃材の積み下ろし作業を中心に22時30分までの予定で工事が進められていた。作業現場には鉄骨の溶断に使用するためのアセチレンガスボンベ1本と酸素ボンベ2本（いずれも重量40キログラム）が置かれていた[13][113][114]。

### 千日デパートビルの設備
千日デパートビルの出入口、階段、エレベーター、エスカレーター、空調設備の設置状況は以下のとおりである（火災事件に関係する設備のみを記述）。

#### 出入口
- 千日デパートビルの出入口は、1階に合計7か所設けられていた[115]。
- 南東出入口を「A」、その西隣の出入口を「B」、南西出入口を「C」、西側出入口を「D」、北西出入口を「E」、北東出入口を「F」と名付けていた[13]。北東正面入口（Sマークの直下）にはアルファベット名称はない[13]。それぞれの出入口のアルファベット名称は、各階段の呼称に対応している[13]。「B出入口」はプレイタウン専用、「D出入口」はデパート従業員通用口である[13]。地下1階には、E階段東側に隣接した位置に「ミナミ地下街・虹のまち」（現・なんばウォーク）に直結した地下出入口が1か所設けられていた[116]。

#### 階段
- 千日デパートビルの主要な階段は、全部で6か所設けられていた[13]。
- それぞれの階段はA、B、C、D、E、Fと名付けられていた。各階段の設置区間は、階段A、Fが1階から屋上まで、階段B、D、Eが地下1階から屋上まで、C階段が1階から4階まで通じていた。7階プレイタウンに直接通じている階段はA、B、E、Fの4階段である[13]。上記の階段のうち「B階段」に関しては、7階プレイタウン従業員専用であり、鉄扉を2枚備えたバルコニー（附室）付きの特別避難階段である。各階段のアルファベット名称は、各出入口の呼称に対応している[13]。

#### エレベーター
- 千日デパートビルのエレベーターは、全部で8基が設置されていた[117]。
- ビル南東側・塔屋直下の「A階段」周辺に4基が設置されていた[118]。「A階段」の西隣に単独で1基（A）、A階段の北側正面に3基（東寄りからA1、A2、A3）が横一列に設置されていた。「南側Aエレベーター（定員9人、以降「Aエレベーター」と記す）」と「北東側A1エレベーター（定員13人、以降「A1エレベーター」と記す）」の2基は、地下1階から7階を直通で結ぶ「プレイタウン」専用エレベーターである[117]。「A」と「A1」は「プレイタウン」直通専用につき、地下1階「プレイタウン」エレベーターホールと7階「プレイタウン」エレベーターホールの2か所以外に各フロアの出入口を設けていない[117]。
- そのほかの塔屋直下の2基「A2およびA3エレベーター（客用・定員10人）」は、地下1階から屋上まで通じるデパート専用エレベーターである。それらは、7階だけに出入口を設けていない[117]。
- ビル南西側のC階段周辺に3基のエレベーター「B1およびB2（客用・定員10人）」、「B3（商品搬入用）」が横一列に設置され（以降3基まとめて「Bエレベーター」と記す）、地下1階から4階まで通じていた[117]。それらの3基はデパート専用エレベーターであるが、そのいずれも4階止まりで7階には通じていない[119]。
- ビル北西側のD階段周辺に地下1階から屋上を結ぶ「デパート従業員専用Cエレベーター（定員11人）」が1基設置されていた（以降「Cエレベーター」と記す）[117]。Cエレベーターは7階にも出入口があるものの、プレイタウン関係者が利用できる場所に設置されていなかった。

#### エスカレーター
- エスカレーターは、ビルのほぼ中央付近に1階から6階までの間に合計8基が設置されていた[117]。地下1階と7階には設置されていなかった[90][120]。1階から4階までの間には、上下方向にエスカレーターが設置されていたが、4階から6階までは上り一方向のみで下り方向の設置はなかった[121]。

#### 空調設備
- 千日デパートビルの空調設備は、地下1階と7階に中央方式（単一ダクト調和方式）による空気調和機（以降「空調機」と記す）が各1台ずつ設置され、合計2台で全館（塔屋および一部階の特定エリアを除く）の給気と排気が行われていた[122]。地下1階の「空調機A」は、地下1階から3階までの給排気を（3階は排気のみ）、また7階の「空調機B」は、3階から7階までの給排気を行っていた。2台の空調機の稼働は、デパート閉店10分前の20時50分までだった[123]。
- 7階設置の「空調機B」については、おもなダクト系統は4つあり、7階「プレイタウン」の空調に関係しているダクト系統は「空調機B・給排気系の北東系統」で、特に同系統の排気系ダクト（リターンダクト）がデパートビルの北側3階、同4階、同6階、同7階に1か所ずつ計4か所設置された排気吸入口を竪穴で垂直につないでいた。7階の排気吸入口は、「プレイタウン」事務所前に設置され、店内の空気を吸入して4階を経由し7階別フロア（E階段西側の空調機械室）に設置された「空調機B」へ戻していた[122]。
- 「北東系排気ダクト（竪穴垂直ダクト）」の内部には、3か所に防火ダンパーが備えられており、4階排気吸入口の上部および5階と6階のスラブ付近に設置されていた。それらの防火ダンパーは、火災の際には摂氏74度で2か所のヒューズが溶断することでダンパーが作動し、ダクト内部を遮蔽する仕組みになっていた[122]。
- 3階および4階の「ニチイ千日前店」では、独自の空調パッケージによる給気が行われており、3階の北側と南側に各1台ずつ、4階の南側に1台が設置されていた。4階に関してはデパートビルからの給気はなく（排気系統はあり）、ニチイ専用の空調パッケージのみで給気が行われていた。また7階「プレイタウン」にも独自の空調パッケージが1台設置され、ホール内の給気を行っていた。「ニチイ千日前店」と「プレイタウン」の空調は、デパートビル専用のものと、テナント独自設置のものとが混在していた[122]。

#### 消防用設備の設置状況
千日デパートビルの消防用設備（消火器、消火栓、火災報知機、火報押しボタン、熱式感知器、スプリンクラー、避難器具、放送スピーカー）の設置状況は、以下のとおりである（表中の「－」は設置なしを表す。また「消火栓」括弧内の数値は消防隊専用栓の数を表す。塔屋2階および3階は省略）。
| フロア          | 消火器 | 消火栓 | 火災報知機 | 火報押しボタン | 熱式感知器 | スプリンクラー | 避難器具            | 放送スピーカー |
| --------------- | ------ | ------ | ---------- | -------------- | ---------- | -------------- | ------------------- | -------------- |
| 屋上（塔屋1階） | 9      | 1(1)   | －         | －             | 5          | －             | 救助袋1             | －             |
| 7階             | 13     | 3(2)   | －         | 3              | 8          | －             | 救助袋1             | (15)           |
| 6階             | 5      | 5(3)   | －         | 3              | 17         | あり           | 救助袋2             | 2              |
| 5階             | 13     | 3(2)   | －         | 3              | 3          | －             | 救助袋1             | 2              |
| 4階             | 18     | 6(3)   | －         | 4              | －         | －             | 救助袋2             | 4              |
| 3階             | 24     | 7(4)   | －         | 4              | －         | －             | 救助袋、縄はしご各1 | 4              |
| 2階             | 23     | 6(3)   | －         | 4              | －         | －             | 縄はしご1           | 5              |
| 1階             | 23     | 6(3)   | 1          | 4              | 1          | あり           | －                  | 6              |
| 地下1階         | 38     | 7(4)   | 1          | 4              | 18         | あり           | －                  | 3              |

- スプリンクラー（散水器）の設置については、基本的にビル全体には設置されていなかったが、一部に例外があり、地下1階と1階のF階段周辺、6階旧千日劇場跡の舞台、楽屋、映写室には設置されていた。これは1958年（昭和33年）のデパートビル改築の際に、当時の大阪府消防法施行条例の基準に従って設置されたものである。また地下1階と1階のF階段出入口周辺に設置されていることについては、右階の階段室に防火区画がないことに対する予防的措置による[126][注釈 17][注釈 18]。
- 避難器具のうちの「救助袋」に関しては、「旧歌舞伎座ビル」時代の1952年（昭和27年）に4階から屋上までの各階に1か所ずつ、移動斜降式救助袋が計5基設置された[80]。その後、1962年（昭和37年）3月15日に3階、4階、6階に各1基ずつ計3基が増設され、ビル全体では合計8基の設置となった。1963年8月17日に4階から屋上の間に設置されていた従来の移動斜降式救助袋は、固定金具を取り付けて「固定式」へと改修された[80]。
- 避難口誘導灯、通路誘導灯、誘導標識については、全館各階フロアの必要な個所に設置されていた（詳細な設置個数は不明）[125]。
- 火災報知器（警報ベル）は、地下1階電気室の主受信機に1台、1階デパート保安室の副受信機に1台が設置されていた。全館に鳴動する火災報知器の設置はなかった[125]。1階保安室と地下1階電気室に設置された火災報知機を鳴動させるための「火報押しボタン」は、屋上および塔屋を除き、各階に3個から4個設置されていた[125]。
- 非常放送用の防災アンプは、1階保安室に設置されていた。しかしながら7階プレイタウンだけはビル全体の非常放送システムの対象から外されており、もし全館一斉の非常放送があったとしてもプレイタウンでは聞くことができない状態だった。また、そのシステムの一部は工事中だった[125]。
- 表中のプレイタウン「放送スピーカー（15）」というのは、プレイタウン店内限定の放送設備である[128]。
- 消防隊送水口と採水口が1階にそれぞれ3ずつ備わっていた[105]。

#### 防火建築設備の設置状況
千日デパートビルの防火建築設備（防火区画、防火区画シャッター、売場防火扉、避難階段、階段室防火区画）の設置状況は以下のとおりである。
| フロア          | 防火区画 | 防火区画シャッター | 売場防火扉 | 避難階段 | 階段室防火区画 |
| --------------- | -------- | ------------------ | ---------- | -------- | -------------- |
| 屋上（塔屋1階） | －       | －                 | －         | 4        | 3              |
| 7階             | 1区画    | －                 | －         | 5        | 5              |
| 6階             | 2区画    | －                 | －         | 5        | 5              |
| 5階             | 2区画    | －                 | －         | 5        | 5              |
| 4階             | 3区画    | 8                  | 3          | 6        | 6              |
| 3階             | 4区画    | 15                 | 2          | 6        | 6              |
| 2階             | 3区画    | 19                 | －         | 6        | 6              |
| 1階             | 3区画    | 19                 | －         | 9        | 8              |
| 地下1階         | 2区画    | 7                  | －         | 7        | 6              |

- 千日デパートビルには排煙設備、非常用照明装置、非常用進入口、非常用エレベーター、防火戸の熱感知自動閉鎖装置、中央集中管理室の設置は無かった[129]。

#### 防火シャッターおよび防火扉
- 1階の各出入口と各外周部には電動式防火シャッターが備えられていた。また各階段の各フロアに通じる出入口には、一部を除いて電動式または半電動式防火シャッターまたは手動式防火扉（鉄扉）が備えつけられていた（1階F階段出入口を除く）[130][131]。C階段およびD階段に関する記述は省略する。
- 「A階段」は、地下1階から6階までの各階フロア出入口に電動式防火シャッター（4階は半電動式＝開放は電動、閉鎖は手動自重降下）および「くぐり戸」が設置され、7階にのみ手動式防火扉2枚（片開き鉄扉。プレイタウン側、空き事務所側に各1枚ずつ）が設置されていた[132]。
- 「B階段」は、1階のプレイタウン出入口（B出入口）には簡易手動式シャッターが備わり、1階B階段昇り口は「木製扉」である。その他の各階フロア出入口は、すべて手動式防火扉2枚（階段室、附室共に片開き鉄扉）が設置されていた。屋上のB階段出入口は高さ3メートルのフェンスを巡らし「常時使用不可」になっていた[133]。
- 「E階段」は、基本的に各階フロア出入口に半電動式防火シャッターと防火扉（手動式両開き鉄扉）の両方が設置されていたが、5階から屋上までの各階フロア出入口に防火シャッターは設置されておらず、防火扉（屋上は片開き鉄扉）のみの設置だった[134]。
- 「F階段」は、地下1階および1階には防火シャッターも防火扉もなく、完全開放状態である。2階はフロア出入口に「くぐり戸」付きの半電動式防火シャッターが設置されていたが、吹き抜け閉鎖用の手動式横引シャッターも設置されていた。3階以上の各階フロア出入口に半電動式防火シャッターと防火扉（手動式両開き鉄扉。6階のみ片開き）が設置されていた（屋上出入口は片開き鉄扉のみ）[130][132]。
- 千日デパートビル内の各防火シャッターと各防火扉の閉鎖および施錠管理については、基本的に千日デパート管理部（保安係）が担当していたが、一部に例外があり、3階と4階についてはニチイ千日前店が階段A、C、E、Fの出入口の防火シャッターおよび防火扉の閉鎖を退社時に担当していた（ただし3階Aと3階Fはデパート管理部が閉鎖）[131][135]。また6階については千土地観光がE階段出入口を退社時に閉鎖し、7階のE階段出入口の閉鎖（21時デパート閉店時）をプレイタウンが担当することになっており[注釈 19][134]、主要な管理権原者は、自社が営業しているフロアの階段出入口の防火シャッターと防火扉の閉鎖管理をデパート側から任されていた[135]。
- エスカレーター開口部については、3階から4階を結ぶ2基（4階部分）、4階と5階を結ぶ1基（5階部分）、5階と6階を結ぶ1基（6階部分）には、手動スライド式の防火カバーシャッターが設置されていた[130][134]。また1階から3階までのエスカレーター開口部には防火カバーシャッターの設置がなかった[134]。エスカレーター開口部の防火カバーシャッターの閉鎖管理は、カバーシャッターが備えつけられている4階から6階のエスカレーターについて、4階部分の閉鎖をニチイ千日前店が、5階から6階までの閉鎖を千日デパート管理部（保安係）が閉店時に行う取り決めになっていた[130][134]。

#### 防火区画シャッターおよび防火扉（売場内）
- 地下1階から4階までは、売場内を防火区画基準1,500平方メートルごとに閉鎖できる防火区画シャッター（手動式）と防火扉（3階と4階）が設置されていた[136]。
- 1階から3階までのエスカレーター周りには、エスカレーター開口部の四方を防火シャッター（手動式）により閉鎖できる防火区画が設定されていた[137]。
- 売場内の防火区画シャッターは、一部を除いて基本的に「手動巻き上げ式」ということもあり、普段から閉店後においても閉鎖されていなかった[138]。
- 3階北側の東西方向に設置されていた4枚の防火区画シャッターは、ヒューズ式自動降下シャッター（摂氏80度以上の熱で自動降下）であった[139]。
- 2階F階段の横引きシャッター（階段吹き抜け閉鎖用）は、1965年（昭和40年）に故障したまま修理をせずに放置されており、平素から戸袋に収納されたままでデパート閉店時に使用していなかった[117]。

### 千日デパートビルの保安管理
千日デパートの保安管理は、デパート管理部に属する保安係が担当していた。保安係は、21時のデパート閉店後から1階出入口および外周部のドアと防火シャッターを閉め、約2時間かけて全館（7階プレイタウンを除く）の客の絞り出しと巡回（7階プレイタウンを除く）、防火シャッターや各扉の閉鎖確認（プレイタウン専用のB階段部分を除く）、火気の点検を行っていた。夜間の巡回は、23時30分から翌午前1時30分までと、5時30分から7時30分まで、それぞれ2時間にわたってデパートビル全館を巡回を行っていた（この時間帯は7階プレイタウンも巡回対象）。また午前2時30分に地下1階から2階までを対象にした1時間の巡回も行っていた。保安係による夜間巡回は、一晩に合計4回行われていた。
保安係の勤務体系は、基本的に24時間勤務で14人の人員で業務を担っていた。そのうちの2人は日勤勤務者で、残りの12人を2班6人に分け、各班が24時間交代（勤務時間は9時30分から翌朝9時30分まで）で隔日勤務に就いていた。火災当日の5月13日は、勤務予定5人の保安係員のうち1人が欠勤しており、4人体制で勤務を行っていた。火災当日のデパートビル当直者は、保安係員4人のほかに電気係と気罐係の2人も勤務に就いており、地下1階に待機していた。
各テナントの宿直は、日本ドリーム観光との間で交わしている賃貸借契約の約定ならびに千日デパート管理部の規則により、基本的には認められていなかった。7階プレイタウンの宿直に関しては例外扱いで、閉店後のプレイタウン店内に独自の宿直員を置くことが認められていた。デパート閉店後の残業は、デパート管理部への届け出制になっていたが、ニチイ千日前店だけは例外で、23時までの残業は届け出なしに行うことが認められていた。

## プレイタウンについて
チャイナサロン「プレイタウン」は、1967年（昭和42年）5月16日に千日デパートビル7階で営業を始めたアルバイトサロンである。同店は、1969年（昭和44年）5月15日に同年4月末で閉鎖になった6階旧千日劇場の一部を利用して同階にも営業エリアを拡張した。火災発生のほぼ1か月前の1972年（昭和47年）4月17日に6階でボウリング場改装工事が開始されるのに合わせて、プレイタウンは6階での営業を廃止した。同月28日に6階旧営業エリアと7階プレイタウンのホールを繋いでいたスロープ状の通路部分をベニヤ板で仮閉鎖し、ボウリング場改装工事が始まった。
プレイタウンの管理権原者は、同店を経営する千土地観光の代表取締役業務部長である。上記同人は1964年（昭和39年）6月に日本ドリーム観光から同社に出向しており、1970年（昭和45年）5月から代表取締役業務部長になり、本件火災当日もその地位に就いていた。また千土地観光の代表取締役にはもう1人、日本ドリーム観光の代表取締役社長である松尾國三も名を連ねており、松尾が同社の社長も兼任していた。
プレイタウンの防火管理者は、同店の支配人（店長）である。上記同人は1970年（昭和45年）9月1日から同店支配人に就任し、本件火災当日もその地位に就いていた。プレイタウン支配人は、1971年（昭和46年）5月に2日間の防火管理者講習を受講し、同月29日に同店の防火管理者に選任された。プレイタウンは消防法令が定める防火対象物の区分では「特定防火対象物・第2項（イ）」に分類されていた。

### 営業形態
プレイタウンの営業時間は、平日が17時から23時まで、土日・祝祭日が1時間前倒しの16時から23時までで、年中無休だった。主婦などの素人の女性がホステスを務め、ワンセット200円の低料金で気軽に楽しめるとあって人気があり、大阪ミナミでは中クラスの大衆サロンだった。
当時のアルバイトサロンは、キャバレーのようにバンドマンの生演奏や歌を聴きながら、またはショーを観ながら飲酒やホステスの接待を受ける形式が一般的だった。プレイタウンもその流れに乗り、毎夜ステージでバンドマンの演奏やダンサーのショーが演じられていた。生演奏に合わせて客とホステスがダンスを踊ることも行われていた。プレイタウンはチャイナサロンと銘打っていたため、ホステスはチャイナドレスを身に着けて接客していた人が多く、店内の装飾も中華風の灯籠やモール、つる草模様の衝立て、深紅の幕で飾られていた。客の収容人数は150人で、ホステスは約100人が在籍し、支配人やボーイなどの従業員は約40人が勤務していた。
火災当日のプレイタウンの集客状況は、客の収容人員150人に対して全体で7割程度、閉店間際の火災発生時で4割弱の客の入りであった。7階プレイタウンへ火災による煙が大量に流入してきた22時40分から43分ごろに在店していたのは客57人、ホステス78人、従業員ら46人（バンドマン10人とダンサー1人の計11人を含む）の合計181人である。
火災発生当日は土曜日夜で、いわゆる半ドンであった。1970年代前半は、まだ週休二日制は一般的ではなかったために、日曜前日にあたったことから、営業時間全体を通して店内には客が多かった。プレイタウンのホステスは子持ちの母親が多く、奇しくも火災が発生したのは母の日の前日でもあった。

### 店内の構成
7階プレイタウン店内の構成は、中央ホールが東西32メートル、南北17メートルの広さがあり、ホールの平面は直角五角形（連続3直角）の形をしていた。ホールにはテーブル117個、ボックスシート141個、衝立37枚が置かれていた。
ホール内の北側・F階段東隣には、扇形のバンド演奏用ステージが設置され、その前面と客席エリアの間がショースペースとなっていた。ステージ裏には、北東側の外窓に面したベニヤ板で間仕切りされた3室の小部屋「ボーイ控室」「バンドマン控室」「タレント控室」が設けられていた。またステージ西隣にF階段出入口が2か所あり、一つはステージ西隣のホールに面したF階段直結部分に「電動防火シャッター」が設置されていた。もう一つのF階段出入口は、調理場配膳室の東隣に直結した場所に、両開きの防火扉で構成された鉄扉が設置されていた。F階段出入口の電動防火シャッターは常時閉鎖され、F階段防火扉も常時施錠されていた。
アーチ状のホール出入口（エントランス）はホールの南側にあり、ホール出入口（ホール内側）の西側にレジとトイレが、またレジの北隣にベニヤ板で間仕切りされた物置があった。この場所は、プレイタウンが6階で営業していたときに使用していたスロープ状の旧連絡通路が設置されていた部分で、火災発生当時は建設資材置場として利用されていた。ホール出入口正面（ホール外側）にクロークと電気室があり、クロークの奥にはカーテンで覆い隠された附室を備えた特別避難階段・B階段の出入口（単一の片開き鉄扉計2枚）があった。B階段を使用するためにクロークの中に入るには、クロークのカウンター西端の天板（高さ90センチメートルに設置された幅50センチメートルの板）を跳ね上げたあと、幅65センチメートルの戸板を押し開く必要があった。
クロークの東隣にエレベーターホールがあり、エレベーターホール南側（クロークの東隣）には「Aエレベーター」が設置されていた。Aエレベーター斜向かいのエレベーターホール東側奥に「A1エレベーター」が設置されていた。これら2基のエレベーターは、プレイタウン専用である。客と従業員は通常、2基の専用エレベーターを使って地下1階の専用ロビーからプレイタウンに出入りしていた。Aエレベーターの東隣に防火扉（片開き鉄扉）を備えたA階段出入口があった。
ホールの西方に調理場（F階段の西隣）、空調機械室、事務所、宿直室、衣装室、ホステス更衣室があり、それらはいずれも北側の外窓に面し、幅1.23メートルから1.8メートルの狭く入り組んだクランク状の廊下で各部屋が結ばれ、廊下の東端でホールに繋がっていた。事務所前の廊下には、3階から7階の各階を垂直に竪穴で繋ぐ空調ダクト（リターンダクト）の吸入口があり、ダクト内の3か所（4階の天井付近および6階と7階のスラブ付近）に防火ダンパーが備えつけられていた。
プレイタウンの最も西側に位置しているホステス更衣室は、E階段に直結した出入口（両開き鉄扉）が設けられていた。北側に面した外窓2か所のうちの1か所がロッカーで完全に塞がれており、窓を開閉することができない状態となっていた。
プレイタウンのホールに面した各外窓は、酔客による転落防止や物品投下などを防止するため、安全上の観点から取っ手に針金を巻き付けたうえで内側に金網窓を填め込んで窓が開かないように二重の安全対策を施していた。それは救助袋が設置してある窓においても同様の状態となっていた。

### 店内の避難設備と消防防災関係設備
プレイタウン店内の避難設備は、ホール北東角の窓下に救助袋（斜降式。内径は縦62センチメートル×横57センチメートル）が1つ備えられていた。1958年（昭和33年）12月に千日デパートビルが新装開業した際、移動式救助袋が4階から屋上までの各階に設置されたが、プレイタウンの救助袋はそのうちの一つである。
1963年（昭和38年）8月17日、固定金具を取りつけるための改修が施され、救助袋は固定式となった。救助袋の全長は30.21メートルで、開口部は一辺が85センチメートルの支持棒に上下で取りつけられており（縦枠は78センチメートル）、平時には倒して収納している上枠支持棒を180度上方へ引き上げることで袋の入口が完全に開く仕組みになっていた。
プレイタウン店内の防火建築設備および消防用設備の設置状況は、消火器14、報知器3、屋内消火栓3、店内放送スピーカー15、誘導灯7、標識板2、防火隊専用栓2、防火区画1、懐中電灯10などが装備されていた。プレイタウンの外窓開口部の大きさは、北側、北東側、東側の各窓共通の寸法で縦102センチメートル×横180センチメートルで、床から78センチメートルの位置に設置されていた。救助袋が設置してある北東角の窓に関しては「観音開き2枚」で構成されていた。そのほかの窓は「外突き出し1枚窓」で各窓共通である。厨房窓は例外的に特殊な構造をしており、横幅が少し狭く、換気扇が窓両脇に2つ填め込まれている関係で固定式だった。地上（GL）から7階プレイタウンの外窓下枠までの高さは、約25.5メートルである。
プレイタウンに通じていた階段は全部で4階段あり、階段「A、B、E、F」が該当する。従業員専用エリアに面していない「階段A、F」の7階出入口は、店の営業中においても常時施錠されていた。
A階段の7階出入口は、普段から防火扉の前に看板を貼り付け、扉の全面を覆い隠した状態になっており、扉の存在が誰の目にも判らないようになっていた。だが扉の上には非常口を示す「誘導灯」が設置されていた。
F階段電動防火シャッターは、通常において電源は切られており、開閉できないようになっていた。シャッター部分の全面にベニヤ板を貼り付けたうえで、その部分を常にカーテンで覆い隠し、その前面にはテーブルとボックス席が置かれていた。
特別避難階段の7階B階段出入口は、プレイタウンの営業中は常時解錠されており、従業員は自由に出入りすることができた。7階B階段出入口については、施錠ならびに解錠の両方をプレイタウンが管理していた。B階段は、普段からプレイタウン専用階段になっており、おもにプレイタウン従業員（ホステス）の退勤時に利用されていた。とりわけ23時過ぎの退勤時に専用エレベーターが混雑する理由から店側は客にエレベーターを優先して使ってもらうために、従業員に対してはB階段を使って帰宅するように推奨していた。
7階E階段出入口は、普段は基本的に施錠されていたが、ホステスたちは扉を任意に解錠してデパート内の売場に出入りしていた。この7階E階段出入口の施錠については、プレイタウンの担当とされており、デパート管理部から管理を任されていた。

### 階段出入口の鍵の保管状況
7階プレイタウンに通じている4階段「A、B、E、F」の7階出入口の鍵の保管状況は、いずれの出入口の鍵もプレイタウン事務所内に保管されていた。B階段出入口については、単一の片開き鉄扉計2枚（階段室および附室）で構成されているため、それぞれに1本ずつ単一キーが存在した。プレイタウン従業員が直接使用できる7階の階段出入口の単一キーは、合計5本が存在した。これらの単一キーは、プレイタウンが1967年（昭和42年）5月から千日デパートビル7階で営業を始めたときに、千日デパート保安室に対し、借用書を提出して借り入れていたものである。
一方、千日デパート保安室は、基本的にマスターキーを保有しているため、プレイタウン7階の各階段出入口をいつでも解錠できる状態にあった。7階A階段出入口については例外で、同出入口はデパート保安室のマスターキーの対象外であり、プレイタウン事務所内に保管してある単一キーが唯一の鍵だった（デパート保安室に予備の単一キーは存在しない）。
プレイタウン関係者が屋上へ避難する場合に使用できる屋上出入口の鍵の保管状況については、E階段の屋上出入口の単一キー1本のみがプレイタウン事務所内に保管されていた（保安室保有のマスターキーの対象）。残りの「階段A、F」の屋上出入口の鍵は、プレイタウン事務所内に保管されておらず、千日デパート保安室にのみ単一キーが各1本ずつ保管されていた（A、Fは保安室保有のマスターキーの対象外）。階段Bの屋上出入口についても同様で、プレイタウン事務所内に屋上出入口の鍵は存在しなかった。プレイタウン従業員専用となっていたB階段の屋上出入口は常時使用不可（完全閉鎖）になっていた。これらのことから、プレイタウン関係者の手によって直接開錠可能な屋上の出入口は、E階段が唯一であった。

### 階段出入口の施錠
前記のとおり、プレイタウンに出入り可能な7階の各階段出入口は、B階段（営業中は常時解錠）およびE階段出入口（基本的には常時施錠だが任意に解錠可）を除いてプレイタウン営業中においては常時施錠されていた。またF階段電動シャッターについても常時電源は切られており、開閉することはできなかった（非常時は開閉可能）。
この措置の理由は、千日デパート側からすれば、風俗営業店に出入りする客がデパートの売場内に入ったり通り抜けたりすることが保安上において、また風紀上においても好ましくなく、常時施錠することが不可欠であったからである。また、プレイタウン側からすれば、平常時の営業において、従業員専用エリアに面していない階段A、Fの出入口を常時施錠しておくことは、客の無銭飲食防止や防犯上の観点からも都合が良かったのである。またこれらの措置は、大阪府公安委員会からの指導に基づいて取られていた。プレイタウンに風俗営業の許可を与える際に「風俗営業等取締法・第二条」または「大阪府施行条例・第四条」の規定に従って「善良な風俗を害する行為を防止する」という観点から「7階に出入りできる階段出入口の防火扉と防火シャッターは、非常時以外に解放してはならない」という条件がつけられていた。
千日デパート各階の売場部分とプレイタウン営業エリアとを施錠によって区画することについては、「2種類の施錠方法」が存在した。一つは常時開放が許されない「閉鎖（完全閉鎖）（平時、非常時に関わらず、如何なる場合も扉の使用そのものが不可）」、もう一つは営業中のみ施錠状態にする「常時閉鎖（基本は閉鎖だが任意で解錠することは可能）」で、千日デパート（日本ドリーム観光）がプレイタウンの営業許可申請を出した時には「7階A階段出入口」「7階F階段シャッター」「7階F階段両開き鉄扉」「7階E階段出入口」を「常時閉鎖」として申請していた。
営業中の「常時開放」を許可されていたのは、7階プレイタウンでは「B階段出入口（鉄扉2枚）」だけである。プレイタウンで「閉鎖（完全閉鎖）」に該当する階段出入口は存在しないが、B階段の屋上出入口については「常時使用不可」となっており、この措置は千日デパートが定める「閉鎖（完全閉鎖）」に該当する。

### 千日デパート側との連絡体制
プレイタウンは、千日デパート内で管理外に置かれていたテナントであることから、非常時における千日デパートとプレイタウン間の連絡体制において、規約や規則などで決められていたものは1967年の開店当初から何もなく、火災発生など緊急時の非常通報についても平素からの申し合わせは相互間で何もなかった。
連絡手段としては1階デパート保安室との間に内線電話が備わっていたが、その使用はデパートの営業時間内（10時から21時まで）に限られており、ブレイタウンのみが営業を行う21時以降は同じビル内に入居していながら外線電話（一般加入電話）で連絡を取るしか手段が無かった。また全館に向けた一斉放送を流す放送設備についてもプレイタウンは対象外とされ、デパート管理のスピーカー設備はプレイタウンのみが未設置であった（ただしプレイタウン独自設置の店内スピーカーは15個あり）。
デパートビル閉店時の保安係員による巡回においてもプレイタウン営業中は7階の巡回は行われておらず、プレイタウン閉店時の深夜と早朝帯だけデパート保安係員による巡回の対象になっていた。

### 宿直
千日デパートでは、各テナントの夜間の宿直を認めていなかったが、ビル管理外に置かれていたプレイタウンだけは例外的に独自の宿直員を置くことが認められていた。宿直の人員は計2人で、プレイタウン男子従業員の1人が当直の宿直員として、またプレイタウン専属の男性保安員が1人、プレイタウン閉店後の店内に宿直し、保安業務にあたっていた。勤務時間は21時30分から翌午前10時30分まで。その間に3回の店内巡回（0時、2時、7時）を行うことになっていた。

## 火災の経過
火災発生当日（1972年5月13日）の事件経過および火災焼失後の主な出来事を時系列で下記に記す。火災の経過については、電気工事関係者および保安係員などデパート関係者の動き、プレイタウン関係者の動き、警察官および消防隊員の活動をそれぞれ同時並行で記すため、時間軸に多少のずれや出来事の前後関係にばらつきが生じている。
火災経過の詳細が記述できる理由としては、プレイタウンに滞在していた181人のうち生存者が63人、さらにプレイタウン以外のビル滞在者が約20人（いずれも生存者）いたことから、各生存者に対し刑事裁判の公判廷において証人尋問が行われ、証拠調べが行われたこと、さらには捜査機関や防災専門家による綿密な聞き取り調査、マスメディアによる取材も行われたことから「実際に火災現場で何が起きていたのか」という事実関係を明らかに出来たことで可能となっているものである。
なお零細企業である工事請負会社と工事施工業者の名称はイニシャルで記した。

### 閉店後に3階で電気工事実施
1972年（昭和47年）5月13日
大阪市ミナミの千日デパートでは、5月22日から約1週間にわたって実施される「3階4階ニチイ千日前店」の大規模な売場改装工事にともない、前段階の準備として電気配線用の配管取り付けなどの予備的な電気設備工事が閉店後の夜間を中心に3階で行われることになった。ニチイから工事を請け負ったのは「O電機商会」で、工事監督者の設計監理課長1人（以下、工事監督者の設計監理課長のことを工事監督と記す）および工事施工業者「F電工社」の工事作業者5人の合計6人が工事に携わることになった。予備工事は5月9日からすでに始まっており、5月13日も同様の工事は実施予定となっていた。前日の12日には千日デパートの経営者である日本ドリーム観光がニチイと工事関係者を集めて「本工事」に関する再度の打ち合わせを行った。打ち合わせ事項（営業上および管理上に関して）は4月29日付で要望書の形で既に通達されていた。12日の打ち合わせの際に日本ドリーム観光側は、防火防災上の観点から工事関係者に対して「工事作業中の喫煙については、所定の場所を定め、あらかじめ水を入れた容器を用意すること」と再度、喫煙管理の徹底を申し渡した。
9時00分ごろ
工事監督と工事施工会社社長（以下、工事施工会社社長のことをF電工社長と記す）の2人を除く工事作業者4人が千日デパートへ入館した。
10時00分
千日デパートが開店した。3階および4階の電気設備工事は、デパートの開店時刻と同時に始まり、昼休憩1時間を挟んで午後も引き続き行われた。
14時00分ごろ
F電工社長が千日デパートへ入館した。
15時30分ごろ
工事監督も同デパートへ入館した。これで3階4階の工事作業者6人全員が揃った。
16時00分
7階チャイナサロン「プレイタウン」が開店した。土曜日ということで通常よりも1時間早い開店であった。
17時00分ごろ
3階および4階の客足が増えて店内が混雑してきたために工事作業者らは作業を一時中断し、デパート閉店後の21時過ぎから工事を再開すべく、全員がいったん作業現場を離れた。
17時30分ごろから21時前にかけて
工事作業者4人は食事に出かけ、工事監督とF電工社長の2人は、南海難波駅に併設されている髙島屋の屋上ビアガーデンを訪れ食事をとった。その際2人は、ビール大ジョッキ2本を飲んだ。その後、工事監督はF電工社長と別れ、難波周辺をぶらつき、御堂筋や千日前通などで行われていた「過激派デモ」を見物していた。F電工社長と工事作業者4人は、21時前に一般客用の出入口から、また工事監督は21時30分ごろに従業員通用口からデパートビルにそれぞれ再入館し、3階の工事現場に戻った。
20時45分から同55分にかけて
デパート気罐係は館内に設置されている2機の空調機（地下1階機械室および7階機械室）の電源を遮断した。この時刻を以て館内の空調はすべて停止した（7階プレイタウンが独自に設置している空調機を除く）。
21時00分
千日デパートは閉店時刻を迎えた。各店舗で閉店準備が行われたり、保安係員によって出入口やシャッターの閉鎖が行われたりするなかで、この日（13日当日）3回目の電気設備工事が3階で再開された。場所は3階・上り南5号エスカレーターの南西側に隣接した婦人用肌着売場と子供用肌着売場に挟まれた通路付近である。工事の手順は、工事再開場所を起点に南側フロアに沿って東方向へ順次工事を進め、南側機械室までの電気配管を行い、北側機械室の分電盤工事、そして北東隅の寝具・呉服倉庫内の配管工事を翌14日・朝4時までの予定で行うことになっていた。引き続き工事監督1人と工事作業者5人の計6人が工事に携わった。ニチイ千日前店の社員4人（うち1人は店長）も3階に2人、4階に2人がデパート閉店後も店内で残業していた。3階のニチイ社員2人は、工事作業者らと同じく3階・西側売場で商品整理などの残務を行っていた。6階旧プレイタウン営業エリア（千日劇場跡）では、22時30分までの予定でボウリング場改装工事が行われており、作業者10人のうち6人の工事作業者がビル内に滞在していた。千日デパートの21時閉店以降、デパートビル内で営業していた店舗は、7階「プレイタウン」が唯一であった。
21時15分
千日デパート保安係員2人による全館を対象にした保安巡回が開始された。約1時間半かけて屋上塔屋および6階から地下1階までの7階を除く各フロアを巡回し、客の居残り確認、各出入口やシャッターの閉鎖確認、火気の点検を中心に実施された。この閉店時の巡回において、ビルの管理外に置かれている7階プレイタウンは常に巡回の対象から外されていた。この日の閉店時巡回には、千日デパート管理部管理課長が参加する予定になっていたが、巡回に参加していなかった。
21時30分ごろ
3階の照明が一斉に消えた。地下1階・電気室にいた当直のデパート電気係が、3階で電気工事が行われていることを知らずに同階の照明電源を落としたためである。この停電が発生したときに、工事監督がデパートビル3階の工事現場に戻ってきた。作業に支障が出ることから工事監督はすぐに6階へ行き、電話で地下1階の電気室に対し、3階の照明を点灯してくれるように連絡した。数分後、3階西半分の照明が復旧し、再び作業が再開された。このころ、千日デパート保安係員2人が3階を巡回しているときに作業中の工事作業者らを目撃し、13日当日の工事届が提出されているかどうかを尋ねた。同時に作業中の火気に注意するよう喚起した（21時37分ないし38分ごろ）。2人の保安係員によって3階の売場を北側と南側の二手に分かれて保安巡回した際には、同階で電気工事やニチイ社員による残業が行われている以外に特異な状況は見受けられず、異常も確認されなかった。ニチイ千日前店店長も閉店後の3階売場を点検したが、異常は何も確認できなかった。

### 3階で火災発生
22時00分ごろ
3階と4階に滞在していたニチイ社員4人が残業を終え退館した。当直のデパート電気係は、閉店後でも常時通電とすべき電源を除き、館内の不要な電源をすべて遮断した。例外として地下1階の電気室と機械室、1階保安室、工事が行われている「ニチイ千日前店（3階4階）」、営業中の7階「プレイタウン」に関する電源は通電とした。3階では配管の折り曲げやネジ切などの工事作業が粛々と進められていた。
22時15分ごろ
工事監督は作業現場を離れ、タバコを吸いながら照明が消えている暗がりの3階東側フロア周辺をうろつき始めた。「監督が常に傍に居ては作業者が煙たがるだろう」との思いから気を利かせたつもりだった。工事監督は残りの工事個所を一通り確認したあと、しばらくして西側のD階段付近に向かい、その場に佇んでいた。デパート保安係員2名は、売場内の巡回を一通り終え、事務所関連の巡回を開始した。
22時32分ないし33分ごろ
工事作業者の1人は、3階東側の寝具・呉服売場の方向から「パリパリ」というガラスが割れるような音がするのを聞いた。ふとその方向に目をやると、40メートルほど離れた東側売場で高さ70センチメートル、幅40センチメートルくらいの赤黒い炎が揺らめき、黒煙が天井いっぱいに立ち込めているのを発見した。異常を発見した工事作業者は、すぐさま火災であることを仲間に知らせると同時に、西側D階段付近に佇んでいた工事監督に向かって大声で火災が発生したことを知らせた。工事作業者らは消火器を探し回ったり、火災報知機（火報スイッチ）を押そうとしたりするなど初期消火活動に奔走した。工事監督は、1階のデパート保安室に向かって「3階が火事や！」と数回叫びながら西側D階段を駆け降りた。
22時34分
閉店後の館内巡回をすべて終えた千日デパート保安係員2人が22時30分ごろに1階保安室に戻ってきた。その直後の22時34分、保安室の火災報知機（警報ベル）が3階の火災を検知した。工事作業者の1人が3階西側設置の火報スイッチを押したのである。それとほぼ同じくして3階から工事監督の火災発見を知らせる大声が保安室にも響きわたった。保安係員2人がすぐさまD階段を駆け昇り、3階へ確認に行くと、すでにフロアいっぱいに黒煙が立ち込め、出火元へ容易に近づけない状態になっていた。消火器を持って右往左往する工事作業者らに対して保安係員は消火器の使い方を教えたが、すでに初期消火を行える段階ではなく、火災はフラッシュオーバーを起こす寸前にまで達していた。保安係員は、床上50センチメートルから1メートル付近にまだ煙が充満していないことを確認すると、工事作業者ら2人を引き連れて床を這いながら、消火栓がある場所の3、4メートル手前（上りエスカレーター東側）まで行って、なんとかして消火を試みようとした。工事作業者2人は指示に従い、それぞれが持っていた消火器の安全ピンを外して消火を試みた。1人の消火器からは消火剤が噴射されず、もう1人の消火器からは消火剤が噴射されたものの、火源には遠く、全く届かなかった。そのうちに火勢と煙はますます強くなり、周囲が赤黒く澱んできてD階段にも煙が迫ってきた。火元に向かおうとした保安係員らは、火元の確認や防火区画シャッターの閉鎖はおろか消火の一つもできずに活動を断念し、元の経路を這って戻った。工事作業者ら5人と保安係員2人はD階段で1階へ避難した。
同時刻に地下1階の機械室では、当直のデパート電気係と気罐係の2人が入浴中だった。そこへ火災発生を知らせる保安係員の大声が響きわたり、当直の2人は火災を覚知した。電気係は、ただちに3階と4階のニチイ関連の高圧および低圧の主電源をすべて遮断する措置をとった。火災報知機（警報ベル）は、地下1階の電気室にも設置されており、警報ベルが鳴ったことを電気係は確認した。そのあと電気係と気罐係の2人は消火器を持ち、従業員用のCエレベーターで4階まで昇った。4階に到着した時にはビル西側の従業員専用エリアに煙はまだ流入していなかったが、D階段と売場に通じる鉄扉を開けたと同時に2人は猛煙に襲われた。結局、当直の2人は消火活動の一つも行えず、そのまま鉄扉を閉めて同エレベーターで地下1階へ避難した。デパート電気係と気罐係の2人は消火活動断念の後に、それぞれ西側と南側の出入口からビルの外へ無事に脱出した。
22時35分から40分にかけて
6階の千日劇場跡でボウリング場改装工事に携わっていた工事作業リーダーは、廃材の積み降ろし作業のためにデパートビル南側の路上にいた。リーダーは誰かが発した「火事だ！」という叫び声を聞いてビルの上を見上げたところ、デパートビル3階中央付近の窓から煙が吹き出しているのを発見した。すぐさま仲間に火災を知らせようと西側Cエレベーターで6階の作業現場へ昇ったが、6階に着いてエレベーターのドアが開いた瞬間、激しい煙に襲われたため、リーダーはそのままドアを閉めて1階へ降りた。6階ボウリング場改装工事の現場では、ちょうど作業が終わり、片付けをして撤収しようとしていた矢先だったが、階段から黒煙が一気に流入してきたことで作業者全員が火災に気付き、避難を始めた。そのとき、壁一枚隔てた7階プレイタウンのホステス更衣室の辺りからは、ホステスらの甲高い悲鳴が漏れ聞こえていた。作業者6人は、6階西側窓からビルの外に出て、鉄骨で組んだ足場を利用し5階まで降りた。そこから外付けの給水配管、避雷針ケーブルを伝ってビル南側の「なんば中央通商店街」のアーケード屋根へ降り、梯子を利用して全員無事に地上へ脱出した。
22時39分
火災は急速に拡大し、防火カバーシャッターが閉鎖されていなかった4階エスカレーター開口部から4階へ延焼が始まった。保安係員2人は、ただちにデパート保安室に待機していた保安係長に3階が本格的な火災である旨を報告した。
22時40分
保安係長は千日デパート保安室の外線電話で119番通報を行った。このときデパートビル内で唯一営業中だった「7階プレイタウン」へは、保安室から何らの連絡も通報も為されなかった。

### 7階プレイタウンを襲った黒煙
22時35分ごろ
7階で営業中のチャイナサロン「プレイタウン」では、23時の閉店に向けて「お決まり」の様々な動きが始まっていた。ステージ前のショースペースで15分間演じられた「ヌードショー」が終了し、照明が復活した直後のホールとあって人々の動きは忙しくなっていた。客とホステスはグラスを傾けながら談笑し、バンドの生演奏に合わせてダンスを踊っていた。帰宅する客を見送るホステスらがエレベーターで1階入口へ向かっていた。調理場では後片付けが行われ、すでに接客を終えたホステスらは更衣室で寛ぎ、店内事務所ではプレイタウン支配人（店長のこと。以下、支配人と記す）らが一服しながら集客を増やすための対策を話し合っているなど、プレイタウンはいつもの土曜夜と何ら変わらない閉店前の様子だった。このころプレイタウンには客57人、ホステス78人、従業員35人、バンドマン10人、ダンサー1人の合計181人が滞在していた。
22時36分から22時39分にかけて
この間にプレイタウン関係者が最初の異変を感じた。ボーイの1人がプレイタウン専用Aエレベーターで地下1階から7階へ昇る途中、エレベータードア下部の隙間から白い煙が流れ込んでくるのを目撃した。客の1人がトイレに行こうとしてホール出入口の方を見たとき、Aエレベータードアの隙間から白煙が噴き出しているのを目撃した。もう1人の客もトイレに行こうとしたとき、トイレの天井隅の通風口から白い煙が出ているのを発見した。ホステスの1人は、ホール出入口の方向から白煙がホール内へ流れ込んでくるのを目撃した。ステージでのショーが終わってから3曲目の演奏に入っていたバンドマンの1人も天井を流れる白煙の筋を確認し、バンドリーダーに「火災ではないか」と報告した。バンドマンたちは、バンドリーダーの指示で演奏を中止し、楽屋（ステージ裏の小部屋）に待機することになった。その後、バンドリーダーは詳しい状況を確認するためにエレベーターホールへと向かった。一方、プレイタウン事務所前に設置された換気ダクト（リターンダクト）の吸入口からも煙が噴き出しているのを調理場にいた従業員が発見した。調理場にいた従業員やボーイらは、ダクト内のどこかが燃えているのだろうと判断し、ダクト吸入口に向かってバケツで水を掛けるなどの消火作業を行った。しかし何の効果もなく、煙の量はさらに増すばかりであった。
22時39分
事務所内にいた支配人は、ホールや事務所前の通路がやけに騒がしいことに気付いて事務所の外に出たところ、換気ダクトから噴き出す激しい煙に襲われた。支配人は、調理場担当の従業員数人とともに西側のホステス更衣室の方へ行こうとしたが、その方面の通路にはすでに煙が充満しており、支配人らはすぐに事務所前へ引き返した。「ガッ、ガッ、ガッ」という規則的な音をたてながら空調ダクトから絶え間なく噴き出す煙を目の当たりにして、支配人は「階下が火災だ」と、このとき認識した。その後、支配人は詳しい状況を確認するためにホールへ向かった。西側ホステス更衣室にいたホステスら11人は、換気ダクトから噴き出す煙によって、この段階で逃げ場を失い、更衣室内で孤立状態になってしまった。換気ダクトから噴き出す煙は、次第に黒煙へと変わり、異様な臭気と熱気を大量に出すようになっていった。この頃、千日デパートビル1階南側のプレイタウン入場口の周辺には、客を送迎するためにホステスたちが9名ほどいた。路上にいたホステスの1人は、通行人らが千日デパートの上階を指差していたので、何気なくその方向を見上げると、ビルの3階窓から黒煙が噴き出しているのを直に確認した。同ホステスは「これは火事だ」と思い、1階に設置されていたインターホンでプレイタウンに知らせようとしたが、7階では誰も呼び出しに応答しなかった。
22時40分
デパート保安係員が119番通報したころの7階プレイタウンでは、ボーイらがAエレベータードアから噴き出る白煙をエレベーターの故障だと考え、同エレベーターを止めて点検を始めようとしていた。ある者は同エレベーターのどこかが燃えていると判断し、消火器を持ちだすためにホールを奔走するなど、空調ダクト周辺の煙の噴出と相俟って店内がにわかに騒がしくなってきた。エレベーターホールの状況を確認にきたバンドリーダーは、エレベータードアから噴出する煙の状態を見て、以前に地下1階のプレイタウン・エレベーターロビーで起こった小火のことを思い出していた。煙はまだ白く、さほど量も多くは無かった。以前も小火はすぐに収まったので「今回も当時と同じ状況だろう」と考え、バンドマン室へ引き返していった。男性客の1人は、何か焦げ臭く感じると異常事態に逸早く気付き、レジに行って女性従業員に異臭について尋ねていたところ、自身で白煙が漂っている状況を直に確認した。男性客は「これは火災だ」と直感し、避難するためにエレベーターホールへ向かった。また別の男性客も異常に気付き、レジに来て「火事と違うか！」と叫び、ホステスから階段の場所を尋ね、その案内に従ってエレベーターホールへ向かった。このときに支配人がホール出入口とクロークの中間付近に現れ、エレベーターホール前の様子を見ていた。エレベーター前には7、8人がエレベーターを待っており、そこにいた客やホステスらに変わった様子はなかった。支配人は、クローク付近がいつもより少し薄暗く感じたが、煙の状態も店内に少し立ち込めた程度だったので特別に異常を感じず、大したことにはならないと思っていた。この煙の状態であれば火災は階下で発生していることもあり、客にはいつものように勘定を済ませて帰ってもらえると思い一安心し、しばらくその場に留まって様子を見ることにした。この段階では店内に漂っている煙に対して客と従業員にさほどの緊迫感はなく、避難しようとした客に対して従業員が「避難するならカネを払っていけ」と文句を言う場面も見られた。そのやり取りを聞いた他の客は、レジにカネを放り投げてから店を後にした。支払いのことを気にするだけの余裕が客と従業員にはまだあり、プレイタウン滞在者のすべてが、このわずか数分後に最悪の結果に至ることは想像されていなかった。
22時41分
クローク係の女性従業員は、時報（117番）で合わせておいたクローク内の置時計が右時刻を指したとき、Aエレベーターの方向から二筋の白煙がホールへ流れて行くのを目撃した。そこで隣の電気室にいる電気係に「エレベーターが故障しているのでは」と告げたところ、電気係は状況を報告するためにホール内へ歩いていった。この直後、火災の急速な拡大にともない、Aエレベータードアの隙間から噴き出す煙は、急激にその量を増すと同時に白煙から黒煙へと変わっていった。クローク係は、煙によって一寸先も見えない状態になったので煙をビルの外へ排出しようと電気室の窓を開けた。すると黒煙がエレベーターホールから電気室に向かって激しく流れ、窓の外へ向かって勢い良く噴き出した。生命の危険を感じたクローク係は、ホール内へ避難しようと試みたが、すでにそれすらもできないほどエレベーターホールが煙で汚染された状態になっていた。
22時42分
このころにはプレイタウン店内に滞在していたすべての人たちが異様な臭気とホールに流れ込む煙に気付き、火災を覚知した。「火事や！」という叫び声がホールに響いたことも相俟って客やホステスらは総立ちとなった。プレイタウン滞在者は地上へ避難するため、店に出入りする移動手段として唯一知っている2基の専用エレベーターに殺到し、レジ付近やエレベーターホール前は混乱した状況へと陥っていった。しかし、Aエレベーターから激しく噴き出す煙によって専用エレベーターが使用できなくなったことで、避難者らはホール内へ引き返さざるを得なくなった。唯一知っている「地上への逃げ道」が絶たれたことで、人々のあいだにパニックが起こり始めた。この時刻ころにプレイタウン店内に最初の放送があり、男性従業員が「火事です。落ち着いて行動してください」とプレイタウン滞在者に呼びかけた。しかしながら防火責任者や従業員による具体的な避難誘導は行われなかった。ホール内は、煙の充満によってきな臭くてむせ返り、目には激痛が走って涙が止まらないほどの状態になっていた。
22時43分
消防隊の第一陣が千日デパートビルに到着した。すぐさま消防隊による放水準備作業が開始された。このころ火災は3階エスカレーター開口部から2階へ延焼し始めた。
一方プレイタウンでは、Aエレベーターからの猛煙でエレベーターホールが汚染されるなか、A1エレベーター（北東側）で7階に昇ってきたホステス1人と男性客1人がプレイタウンのエレベーターホールに充満している煙に驚き、エレベーターホールにいたホステス1人とともに同エレベーターで地上へ脱出した。さらにクローク係の女性従業員がクローク後ろにあるB階段出入口からB階段を使用して地上へ脱出した。クローク係は、自分の持ち場のすぐ後ろに使用可能な避難階段があることを平素から知っており、容易にB階段を使用して脱出に成功した。支配人は、エレベーターホールが煙で汚染され視界が利かなくなってきたことから、電気室内にある懐中電灯を取ってくるよう従業員に命じたが、発見することができなかった。その後、エレベーターホールにいた人たちをレジ付近に退避させた。このとき支配人がレジ係に対して店内放送で客やホステスらに呼びかけるよう指示し、「ホステスの皆さんは落ち着いてください。騒がないでください」と放送が流れた。パニック状態は酷くなり、エレベーターホールから退避しようとする人たちと、エレベーターホールへ向かおうとする人たちとの流れが出入口付近でぶつかり合い、混沌とした状況に陥ってきた。地上への避難を求める人たちの混乱に拍車がかかってきたことから、支配人はAエレベーター東隣のA階段から客らを避難させようと考え、ボーイにA階段出入口の鍵を取ってくるように指示した。しかし、ボーイがAエレベーター西隣に位置するクロークの中に入ろうとしたものの、猛煙に阻まれクローク内に入ることができずに鍵は見つけることができなかった。プレイタウンの避難者らは、エレベータードアから噴き出す大量の黒煙によって行動の自由が妨げられたため、ボーイらの指示で再びホールへと退避した。

### 逃げ場のない暗闇のガス室と化したプレイタウン
22時44分
消防隊はデパート保安係に対し、デパートビル1階の北東正面出入口と北西E出入口のシャッターを開けるよう命じた。これは消防隊がビル内に進入して消火活動するために開けさせたものだが、この直後に7階への煙の流入量がより一層増すことになった。消防隊を正面入口へ誘導した保安係員2名は、1階売り場の屋内消火栓から消防ホースを引っ張り出してエスカレーターを駆け上り、延焼が始まった2階に向けて放水したが、効果は限定的で火災を消火することはできなかった。このとき、南消防署・救助隊長に対してデパート保安係員が「ビル内で逃げ遅れはなし」などと情報提供していた。
一方、プレイタウンでホール内へ押し戻された人々は、エレベーターにも乗れず、非常階段も使えず、7階から完全に逃げ場を失い孤立状態になってしまった。避難者たちは、どこへ逃げていいのかもわからないまま、避難行動は自主性のないものになってしまい、パニック状態に拍車が掛かっていった。ホール内に押し戻された人の中で窓際やステージ裏の小部屋（ボーイ室、バンドマン控室、タレント控室の計3室）に移動できた人が窓枠に填めてある金網を外し、テーブルなどを叩きつけて窓ガラスを割り、救助を求め出したのはこのころである。窓際に避難してきた人々は、救助を求める手段としてハンカチを振り、身に付けていた衣服を脱いで、それを窓から地上に向かって振って消防隊に居場所を知らせた。なかには店内にあった「白い花」を振った人もいた。地上に目掛けて衣類、ハンドバック、バケツ、コンロ、日本髪のカツラなどを投げた人たちもいた。また備え付けの懐中電灯を点灯させ、地上に向かって振り回した人もいた。
一方、ホステス更衣室にいた人たちは、この時点ですでに孤立状態となっていたが、なんとか事務所からE階段出入口の鍵を取り出し、ドアを解錠して脱出を図ろうとした。しかしE階段は、すでに多量の黒煙で汚染されており、鉄扉を解放したことで多量の煙を更衣室に流入させることになった。このころには事務所前の換気ダクトから噴き出す猛煙と熱気により事務所のほうへ近づくどころか、更衣室に繋がる廊下に出ることもできない状態になっていた。
22時45分
3階がフラッシュオーバーを起こし、火災は同フロア全体に燃え拡がった。このころプレイタウン店内を逃げ惑っていた一部の集団は、ボーイの案内でホール西側の物置の中に入り込んだ。そこは、つい1か月ほど前までプレイタウンが6階でも営業していたときの連絡通路（スロープ）があった場所で、ボウリング場改装工事が始まるのをきっかけに6階旧営業エリアと旧連絡通路が同時に廃止され、資材置場として使われていた。その旧通路部分を仮閉鎖するために壁面から1.5メートル手前にベニヤ板で仕切りを作っており、その事情を知っていた者は板を破るか物置の中に入りさえすれば簡単に6階へ避難できるはずだと考え、避難者を資材置場内へ誘導した。確かに数日前まではベニヤ板による仮閉鎖の状態で、一部の従業員はそのことを確認していた。ところが工事が予想外に進捗していて、遮る物が何もなかったベニヤ板の仕切りの内側に厚さ27センチメートルのコンクリートブロックが積み上げられ、知らない間に頑丈な壁が全面に築かれていた。照明もない暗がりの1.5メートル幅の狭い袋小路に入り込み、行き場を失った人たちは、コンクリートブロック製の壁を壊そうと塀を足で蹴ったり、床に落ちていたコンクリートの破片を手に持って叩いたりした。極限のパニック状態で冷静さを失った人たちは煙を大量に吸いこみ、物置の内部とその周辺で力尽きていった。
22時46分
延焼階に対して消防隊による放水が開始された。そして4階全体がフラッシュオーバーを起こした。プレイタウンでは、窓際に移動した従業員らの手によって北東側の金網窓（観音開き）が開けられ、窓下に設置してあった救助袋が地上に投下された。しかし救助袋の先端には「地上誘導用の砂袋（おもり）」が括りつけられておらず、救助袋は2階のネオンサインに引っ掛かってしまった。消防隊員の手により救助袋は地上へ降ろされ（22時47分）、救助袋先端の把持（はじ）を通行人らに頼んで7階からの脱出準備が整ったかのように見えたが（22時49分）、救助袋の正しい使用方法「上枠を180度上方へ引き起こし、袋の入口を開いて、筒状になった袋の中に入って滑り降りる」ということを7階で知っている者が誰もいなかった。「入口」を開けなかったばかりに、救助袋は平たく帯状に垂れ下がり、本来の避難器具としての機能を発揮するには程遠い状態となっていた。
22時47分
支配人らはステージ西隣のF階段（らせん状階段）を使って屋上へ脱出しようとした。調理場東隣のF階段出入口の鉄扉を開けるには、事務所の中に保管してある鍵を取りにいく必要があったが、事務所前の換気ダクトから絶え間なく噴き出す猛煙と熱気で事務所に近づけそうになかった。そこで支配人は、扉に体当たりしたり、テーブルの脚をドアノブに叩きつけたりするなどして鉄扉をこじ開けようと試みたが、結局失敗に終わった。
22時48分
次に支配人は、ホールに直接面したF階段の電動シャッターを開けようとした。普段は深紅のビロードのカーテンで覆われ、その前にはボックス席とテーブルが置かれて存在が誰の目にも留まらなかった電動シャッターは、ボーイが作動スイッチを入れると徐々に巻き上がり開いていった。ところが電動シャッターを開けた瞬間、階段室に溜まった猛煙と熱気は、その吐け口を7階プレイタウン店内に求め、「バリバリ」という音を立てながら一気にホールへ流入し、脱出しようとした人々全員をホール内へ押し戻した。ほかの階段と同じようにF階段にも既に大量の煙が充満していたのだった。これで7階から自力避難することがほぼ不可能になり、地上へ逃れる道は絶たれてしまった。窓際に移動した人の中で最初に地上へ飛び降りた人が出たのはこのころであった。
22時49分
プレイタウンで停電が発生し、店内の照明が一斉に消えた。「ゴー」という音を立てながらホール内に煙が流れ、物の壊れる音と悲鳴が渦巻いた。猛煙と暗闇の中で何も見えないまま、プレイタウン店内を逃げまどう人々は誰かにぶつかっては倒れ、何かに躓いて転ぶうちに一酸化炭素による中毒の影響で、次第に動く者は誰一人いなくなっていった。

### 地上への脱出、救助、そして終局へ
22時50分
ホール内で猛煙と熱気の中をかろうじて凌いでいたホステスの1人は、ハンカチで口を押さえながら壁伝いに移動して男性用トイレに入り、嘔吐しながらハンカチを水で濡らして口に当てた。その後に女性用トイレに入り、意識が朦朧となりながらもエレベーターホールへ出て、クローク奥にあるB階段の出入口まで辿り着き、地上への脱出に成功した。このころには猛煙と熱気、有毒ガス、停電による暗闇により、室内での行動はほとんど不可能になっており、窓際に移動できずにホール中央やF階段近辺、空調ダクト周辺を逃げ回った人たち、ホステス更衣室に滞在していた人たち、または物置の内側に避難路を求めた人たちは、全員が息絶えてしまった。
22時50分から22時55分にかけて
窓際にいた人々もF階段から大量に噴き出す猛煙と熱気による息苦しさに耐えかねて、7階窓から地上へ飛び降りる人が続出し始めた。消防隊のはしご車による救助を待ち切れずに、まだ伸長している最中のはしごに縋ろうとして地面に落下する人もいた。東側の商店街アーケードの屋根を目掛けて飛び降りた人たちは、薄いプラスチック板で作られた屋根を突き破り、無残にも地面に叩きつけられていった。また唯一の避難器具「救助袋」の外側に掴まりながら袋の外側を馬乗りになって滑り降りた人たちは、摩擦熱に耐えられずに地上へ落下したり、また滑り降りる途中で力尽きて墜落したりする者が続出した。脱出者の1人は、救助袋にしがみついてゆっくりと降下していたところ、上から他の人が勢いよく滑り落ちてきて、その巻き添えを食って2人一緒に地上へ墜落した。またステージ裏の小部屋に逃げ込んだ人々も、多少なりとも猛煙から逃れていたが、F階段シャッターの開放によって小部屋にも猛煙が侵入してきて呼吸が困難になってきたために、一部には息絶える者も出始めていた。
22時55分から23時1分にかけて
救助袋から落下してくる人を消防隊が市民の協力を得て設置したサルベージシート（救助幕）で3人を救助することに成功した。このころ消防隊のはしご車による救助活動も本格化し、23時23分までの間に7階プレイタウンの各窓から50人を救出した。
23時10分
デパート電気係によってデパートビル全館の電源供給をすべて遮断した。
23時15分
消防隊は、東側商店街アーケード屋根の上に飛び降りた2人を救助した。
23時23分
消防隊は、7階東側最南端の窓から男性1人を救出したのを最後に、はしご車による救助活動を終了した。
23時30分
消防隊は、この時点で7階からの要救助者が存在しないと判断し、はしご車による救助活動をすべて打ち切った。
14日0時00分ごろ
火勢が衰えはじめた。消防隊は、救助活動優先から消火活動優先に切り替えた。火災鎮圧までの間、ビル外側と内部から延焼階に放水を継続した。
1時30分ごろ
7階から飛び降りや転落などで23人が死亡したと市消防局が発表した。
1時38分
依然として4階窓から激しい煙が噴出、3階への侵入は不可能と消防隊は判断した。
2時00分
この時刻までに7階プレイタウン内部で7名の遺体が確認された。
3時7分
なおも4階からは煙が噴出し、2階は延焼中と確認。
3時45分
地下街「虹のまち」に浸水が始まった。
4時50分
地下街の浸水が激しいため、消防隊は地下街管理者に対して排水ポンプを稼働させるよう要請した。
5時00分
消防隊および大阪府警機動隊による7階プレイタウンの内部探索が始まった。
5時8分から20分にかけて
消防隊および大阪府警機動隊が7階プレイタウンフロアにて多数の遺体を確認した。
5時43分
火災鎮圧。
6時00分
大阪府警および大阪市消防局は、7階プレイタウンの現場検証を開始した。
7時41分
一旦は「火災鎮火」と発表された。内部探索の結果、7階プレイタウンフロア内で96人の遺体が確認された。また7階からの飛び降りや転落で21人の死亡者を確認し、犠牲者は合計117人となった。
9時00分
大阪府警・鑑識課、科学捜査研究所（科捜研）、大阪市消防局が合同で3階出火元の現場検証を開始した。
9時30分から15時過ぎにかけて
現場検証が終了した7階プレイタウンから5時間半を費やして遺体搬出作業がおこなわれた。大阪市消防局は、遺体搬出に救急隊7隊を投入し、遺体安置所の南区難波・精華小学校および北区梅田・大融寺に搬送した。
13時20分
火災現場を渡海元三郎自治大臣が視察した。同視察には黒田了一大阪府知事、大島靖大阪市長、消防庁幹部、大阪府警関係者も同行した。視察後、渡海自治大臣は遺体安置所へ赴き、遺族と面会した。その後に南消防署・南阪町出張所内で記者会見を行い、「救命器具が完全に活用されておらず、管理者や防火責任者が日頃から訓練を心掛けていれば被害は少なくて済んだ。雑居ビルについては、法的な規制も考えなければならない」と述べた。
16時30分過ぎ
消火救助活動および遺体搬出作業のため、約1キロメートルにわたり全面通行止めになっていた「千日前通」が規制解除により通行可能となった。
14日23時50分
大阪府警捜査一課・南署特別捜査本部（特捜本部）は、火災当日夜に千日デパートビル3階・ニチイ千日前店で電気工事を行っていた工事監督を現住建造物重過失失火および重過失致死傷の容疑で緊急逮捕した。
15日0時15分ごろ
千日デパートビル5階および6階中央部などから白煙が噴き出しているのを通行人が発見し119番通報した。大阪市消防局は、はしご車など4台を出場させ、6階と7階窓から消火作業をおこなった。同日2時ごろ鎮火状態になり、小火程度で消し止めた。6階での小火騒ぎを受けて市消防局は、消火困難個所および内在物品などの燻りがまだデパートビル内に残っていると判断し、消火および防御活動を再開することにした。
15日17時30分
正式に「火災鎮火」と発表された。
17日10時15分
火災発生から4日後に7階プレイタウンの窓から地上へ飛び降りて重傷を負い、大阪市内の病院に収容されていたホステス1人が死亡した。これで千日デパートビル火災の犠牲者は118人となった。また負傷者は計81人にのぼり、プレイタウン関係者47人、消防隊員27人、警察官6人、通行人1人となった。

### 火災焼失後のおもな出来事
5月18日
18時30分より火災現場の正面出入口前で初七日法要が執り行われた。火災関係各社の代表、プレイタウン従業員ら約150人が参列した。
5月25日
14時から大阪市東区の東本願寺難波別院（南御堂）において、千日デパートビル火災犠牲者合同葬儀が執り行われた。火災関係各社、遺族など約600人が参列した。
6月4日
大阪地方検察庁は、現住建造物重過失失火および重過失致死傷の容疑で逮捕勾留中だった電気工事監督を勾留期限満了により処分保留で釈放した。
6月22日
火災発生場所と推定される3階ニチイ千日前店の東側売場において、大阪府警捜査一課・南署特捜本部によって燃焼実験が行われた。その結果、5月13日夜に千日デパートビル3階で電気工事を行っていた工事監督が現場に捨てたマッチの擦り軸が火災原因であると断定した。
6月27日
同日9時以降に焼失した千日デパートビル内の立入禁止措置が解除された。大阪府警捜査一課・南署特捜本部の証拠保全によって為されていた措置だが、現場検証と燃焼実験が終了したこと、テナントの要望があったことから立入禁止を解除した。しかしながら大阪市建築局は、建物が火害によって著しく損傷していて危険であることからデパートビルの使用禁止命令または勧告を出す方針となった。
8月24日
大阪府警捜査一課・南署特捜本部は、大阪地方検察庁と最終的な打ち合わせをおこない、火災関係三社の責任者7人に出頭を求め、刑事責任を追及すべく業務上過失致死傷容疑で取り調べをおこなう方針を固め、立件に向けた動きを開始した。
1973年（昭和48年）5月30日
大阪府警捜査一課・南署特捜本部は、日本ドリーム観光ほか火災関係3社の管理権原者および防火管理者ら計6名を業務上過失致死傷容疑で大阪地方検察庁に書類送検した。
1973年8月10日
大阪地方検察庁刑事部は、書類送検されていた日本ドリーム観光・千日デパート管理部次長、同管理部管理課長、千土地観光・代表取締役業務部長、プレイタウン支配人の計4名を業務上過失致死傷罪で起訴した。失火の原因を作ったとされていた工事監督は、嫌疑および証拠不十分により不起訴処分となった。
1975年（昭和50年）1月16日
不起訴処分となった工事監督に対し、日本ドリーム観光と一部の遺族が検察審査会に「工事監督の不起訴処分は不当」だとして審査申し立てを行っていたが、「不起訴相当である」と結論が出され、工事監督の不起訴処分が確定した。
1975年12月26日
遺族会統一訴訟において、原告（遺族会）と被告四社（日本ドリーム観光、千土地観光、ニチイ、O電機商会）の双方が合意に達し、91遺族に対して被告四社が損害補償金総額18億5000万円を支払うことで和解が成立するに至った。
1980年（昭和55年）1月14日
テナント訴訟で即決和解が成立し、千日デパートビルの取り壊しが決定した。翌年4月に解体工事が完了し、千日デパートビルは消滅した。
1984年（昭和59年）1月13日
新ビル「エスカールビル」が開業した。また翌日の14日には同ビルで「プランタンなんば」が営業を開始した。
1984年5月16日
業務上過失致死傷罪で起訴された防火責任者ら3被告人に対し、大阪地方裁判所で判決が出され、3被告人全員に「無罪」が言い渡された。検察は「判決には事実誤認がある」として控訴した。
1987年（昭和62年）9月28日
大阪高等裁判所で控訴審判決が出され、原判決破棄で一転して「被告人3名全員に逆転有罪判決」が出された。被告人弁護側は、判決を不服として上告した。
1989年（平成元年）7月13日
テナント団体「松和会」と日本ドリーム観光との間で最終覚書が交わされ、テナント訴訟は終結した。日本ドリーム観光がテナント団体に支払う賠償額は合計8億6万4050円と決まった。
1990年（平成2年）11月29日
最高裁判所第一小法廷で開かれた上告審において、業務上過失致死傷罪に問われた被告人3名に対して裁判官全員一致の意見で判決が言い渡された。主文は「本件上告を棄却する」と決定され、千日デパート管理部管理課長に禁錮2年6月・執行猶予3年、千土地観光の2名にそれぞれ禁錮1年6月・執行猶予2年の刑が確定した。

## 消火活動および救助活動

### 消防隊による消火救助活動および警察による警備活動の経過
22時40分
大阪市消防局警防部警備課指令第1係が千日デパート保安係から119番通報を以下の内容で受信した。
消防局　「こちら119番です」
通報者　「千日デパートビル火事です」
消防局　「何階が燃えているのか」
通報者　「3階が火事です」
消防局　「電話は何番ですか」
通報者　「××××（電話番号）、保安係（氏名も名乗ったが不明確で確認できず）」
消防局　「わかりました」
大阪市消防局は火災通報をただちに受理した。
なお火災通報時の気象状況は、天候＝曇り（雲量10）、風向＝東北東、風速＝5.5メートル、気温＝摂氏17.9度、湿度＝69パーセント、実効湿度＝63パーセントであった。
22時41分
「ミナミ千日デパート3階出火」の一報を指令室より管内全消防署に発報。第1次出場が指令された。
22時42分
南消防本署および南消防署・各出張所より第一陣が出場した。千日デパートからもっとも近い東側200メートルに位置していた南消防署・南阪町無線付き普通ポンプ車分隊（PR）と同救出車分隊（R）の2個分隊と、北側200メートルに位置していた南消防署・道頓堀PR分隊が、それぞれ現場に急行し、デパートビル50メートル手前まで差しかかったところで同ビル北側の窓から黒煙が噴き出しているのを確認し、南阪町分隊は「煙気あり」を即報。走行中に「第2次出場」を要請した。
22時43分
南消防署・南阪町および同道頓堀分隊が火災現場に到着。放水準備作業が開始された。
22時44分
南消防本署・はしご車分隊（L）、同無線付きポンプ車分隊（PR）、同水槽付きポンプ車分隊（T）、同スノーケル車分隊（S）の各隊が現場に到着した。消防指揮者は千日デパート保安係員に対し、消火活動のためにデパート北東正面出入口とE北西出入口のシャッターを開けるよう命じた。さらに消防指揮者は、デパートビル北側に特殊車両を配置するよう指示した。出入口シャッターが開放されたと同時に7階プレイタウンの窓から要救助者50人から60人が身を乗り出した。このとき、南消防署・救助隊長に対してデパート保安係員が「ビル内で逃げ遅れはなし」などと情報提供していたが、前記のとおり消防隊はすでに7階の要救助者を現認していた。
22時45分
南消防本署・はしご車分隊は、はしごの伸長を開始した。南消防署・上町PR分隊が現場に到着した。同時刻に大阪府警は110番通報を受信した。
22時46分
南消防署各隊により延焼階に対して放水が開始された。南消防署・救急隊は、7階に10人以上の要救助者を認めたことから、大阪市消防局管内すべてのはしご車の出動を要請した。
22時47分
指令室より特別出動態勢が発令された。南消防本署・はしご車分隊は、7階ホステス更衣室窓で救助活動を開始し、同窓から女性2人を救出した。その後、13分間にわたり救助活動を行った。南阪町PR分隊は、7階北東角の窓から投下された救助袋が2階ネオンサインに引っかかったため、はしごを立てかけて登上し、地上へ降ろす作業を行った。
22時48分
南消防署・南阪町PR分隊が「第3次出場」を要請した。大阪府警は、火災現場に警察官を派遣し、現場付近一帯の交通規制を開始した。
22時49分
南消防署・南阪町PR分隊は、20人程度の通行人に地上に降ろされた救助袋先端部分（出口）の把持の協力を要請した。
22時50分
「第3次出場」が発令された。第2次出場の東消防署・本町PR分隊、南消防署・恵美須TR分隊（無線付きTポンプ車）および同立葉T分隊（無線なしTポンプ車）、西消防本署・T分隊、特別出場の天王寺消防本署・S分隊が現場に相次いで到着した（47分から50分の間）。
22時51分
西消防本署・はしご車分隊が現場に到着した。方面隊は、約5分間にわたって7階プレイタウンからの脱出者に対し、ハンドマイクで「飛び降り制止」と「救助袋の正しい使用方法」を呼びかけた。
22時52分
西方面隊より「7階で20人から30人の要救助者を確認した」と報告が入る。東消防本署・はしご車分隊が現場に到着した。特別出場の西消防署・九条PR分隊が現場に到着した。
22時53分
西消防本署・はしご車分隊は、はしごの伸長を開始した。
22時54分
西方面隊より「7階で50人から60人の要救助者を確認した」と報告が入る。西消防本署・はしご車分隊は、7階北東中央窓から救助を開始した。13分間に10人を救出した。阿倍野消防本署・はしご車分隊が現場に到着した。
22時55分
南方面隊から「7階窓から飛び降りた者が10人」と報告が入る。東消防本署・はしご車分隊は、はしごの伸長を開始した。阿倍野消防本署・はしご車分隊は、はしごの伸長を開始した。北消防本署・はしご車分隊が現場に到着した。北消防本署・R分隊が現場に到着した。
南消防署・道頓堀PR分隊は、デパートビル6階のボウリング場工事現場にアセチレンガスボンベ40キログラム1本と酸素ボンベ同2本が放置されていると報告した。
南阪町PR分隊は、15人程度の通行人の協力を得てサルベージシート（救助幕）を設置し、救助袋から落下してくる者の救助を開始し、3人を救助した。その後に同分隊は、はしご車からの落下に備えて23時15分まで救助活動を行った。
22時56分
西成消防本署・PR分隊と同屈折放水塔車分隊（W）が現場に到着した。南方面隊は、大阪府警に対し雑踏警備や交通整理などのために機動隊の出動を要請した。阿倍野消防本署・はしご車分隊がバンドマン室窓で救助活動を開始し、18分間に20人を救出した。
22時57分
北消防本署・はしご車分隊は、はしごの伸長を開始した。天王寺消防本署・排煙車分隊（SE）が現場に到着した。
22時58分
南方面隊から「ビル7階北東部窓より12人が飛び降りた」と報告が入る。北消防本署・はしご車分隊は、タレント室窓および厨房窓で救助活動を開始し、10分間に10人を救出した。
22時59分
第3次出場の西成消防署・津守PR分隊、天王寺消防本署・T分隊、南消防署・浪速PR分隊、北消防署・南森町PR分隊、東消防署・東雲P分隊（無線なし普通ポンプ車）、大正消防署・泉尾TR分隊が相次いで現場に到着した（53分から59分までの間）。
23時00分
住吉消防本署・はしご車分隊が現場に到着し、ビル南側に部署し2階ないし4階の消火作業をおこなった。
23時1分
西方面隊から「7階に要救助者が20人から30人いる」と報告が入る。東消防本署・はしご車分隊は、ビル東側2か所および北東角（救助袋投下窓）の計3個所の窓で救助活動を開始し、23分間に10人を救出した。大阪府警機動隊1個中隊が火災現場に到着した。
23時3分
東消防本署・S分隊および東消防署・東雲PR分隊が現場に到着した。
23時4分
東成消防本署・R分隊が現場に到着した。
23時5分
港消防本署・S分隊が現場に到着した。大阪市消防局は、デパートビル北側・千日前通の路上に現地指揮本部を設置した。消防局長、警防部長、警備課長、各消防署長（計8消防署署長）が出場して方面指揮にあたった。また4方面隊で情報収集を行い、人命救助、防御活動、広報活動を行った。
23時7分
天王寺消防本署・PR分隊および港消防署・田中PR分隊が現場に到着した。
23時8分
北消防本署・S分隊が現場に到着した。西方面隊より「デパートビル3,000平方メートルが延焼中」と報告が入る。
23時9分
東消防署・今橋TR分隊が現場に到着した。
23時10分
東消防本署・TR分隊および北消防署・浮田PR分隊が現場に到着した。南方面隊から「40人程度をはしご車で救出中」と報告が入る。
23時13分
東淀川消防本署・はしご車分隊が現場に到着し、ビル北側西寄りに部署して3階ないし5階の消火作業、5階および6階で人命探索活動をおこなった。
23時15分
港消防署・田中P分隊が現場に到着した。南消防本署・はしご車分隊は、救助活動を終了した。
23時17分
阿倍野消防本署・PR分隊が現場に到着した。
23時19分
都島消防署・東野田PR分隊が現場に到着した。
23時20分
北消防本署・はしご車分隊の隊員2人がビル屋上に進入し、探索活動をおこなった。
23時22分
西成消防署・海道TR分隊が現場に到着した。
23時23分
生野消防署・勝山PR分隊が現場に到着した。東消防本署・はしご車分隊は、救助活動を終了した。
23時25分
東成消防本署・PR分隊、都島消防署・高倉PR分隊、阿倍野消防署・晴明通PR分隊、東住吉消防署・股ヶ池PR分隊が現場に到着した。西消防本署・はしご車分隊は、救助活動を終了した。
23時29分
阿倍野消防本署・はしご車分隊は、救助活動を終了した。
23時30分
北消防本署・はしご車分隊は、救助活動を終了した。消防隊は、右時刻を以ってすべての人命救助活動を終了した。
23時32分
大阪市消防局は、管内の全消防車両の3分の1にあたる85台（はしご車7台、救急車12台を含む）を投入した。
23時35分
大阪府警は、機動隊1個中隊第2陣を火災現場に配備した。
23時58分
阿倍野消防本署・サルベージ車分隊（SA）が現場に到着し、ビル2階で照明灯火作業をおこなった。
14日0時過ぎ
火勢が衰え出す。消防隊は火災鎮圧までの間、延焼階に対する消火活動と火災防御活動を継続した。
大阪府警は負傷者の搬送、捜査活動、警備隊などを現地指揮するための府警本部長を長とする現地警備本部を設置した。
南消防署・道頓堀PR分隊から「デパートビル6階のボウリング場工事現場にガスボンベ3本が放置されている」「地下1階に重油タンクがある」「地下で都市ガス漏洩の恐れあり（大阪ガス係員情報）」との一報を受け、大阪府警・警備本部は通行人らに対し千日前通からの避難命令を出した。警察官の出動は総数1,008人にのぼり、負傷者の救護搬送、交通規制、雑踏警備にあたった。
0時28分
城東消防本署・PR分隊が現場に到着し、地下街の浸水調査をおこない、その後にビル2階へ進入し消火作業をおこなった。
1時12分
福島消防本署・P分隊が現場に到着し、各隊に対して燃料補給を実施した。
2時ころ
大阪府警・南署は、出火当時ビル3階で電気工事に携わっていた工事作業員4人を署に呼び、任意で事情聴取を始めた。
3時00分
北消防署・梅田PR分隊が現場に到着し、放水砲を輸送して南消防署・救助隊に渡した。
4時1分
福島消防本署・SA分隊が現場に到着し、千日デパートビル地階および地下街「虹のまち」への浸水阻止作業を実施した。
5時00分
南消防本署・はしご車分隊、同TR分隊および東淀川消防本署・はしご車分隊は、はしご車を使って7階窓からプレイタウン店内へ、または5、6階窓からビル内に進入し、内部探索を開始した。
5時15分
大阪府警・機動隊1個小隊30人が7階プレイタウンへ内部探索に入った。
5時20分
消防隊から「7階で31人の遺体確認。死者は更に増える見込み」と無線連絡が入る。
5時43分
火災鎮圧。
6時00分
大阪府警および大阪市消防局は、7階「プレイタウン」の現場検証を開始した。
6時15分
7階を探索中の消防隊から「96遺体を確認。遺体に付ける番号札（エフ）が足りない」と無線連絡が入る。
7時41分
火災は鎮火したと一旦は発表された。延焼範囲は、2階から4階までの8,763平方メートルだった。大阪市消防局救急隊7隊は、現場検証終了後（9時30分）に7階から遺体搬出活動を行った。
9時00分
大阪府警・鑑識課、科捜研、大阪市消防局が合同で3階出火元の現場検証を開始した。検証の結果、3階中央部東寄り売場の床が最も激しく燃えていたことから同場所を火元と断定した。
15日0時15分ごろ
千日デパートビル6階中央部から白煙が噴き出しているのを通行人が目撃し119番通報した。大阪市消防局は消防車両8台を出場させ、同ビル6階窓と7階窓から放水し、小火程度で消し止めた。大阪市消防局は、消火困難箇所および内在物品などの燻りがまだデパートビル内に残っていると判断し、消火および火災防御活動を再開した。
15日17時30分
正式に火災鎮火と発表された。

### 消防隊および救急隊の人命救助活動
はしご車は、大阪市消防局保有の8台のうちの7台が出場した。そのうち南消防本署、西消防本署、東消防本署、阿倍野消防本署、北消防本署の各はしご車分隊から1台ずつ計5台が出場し、人命救助活動にあたった。住吉消防本署・はしご車分隊および東淀川消防本署・はしご車分隊の計2台は、デパートビル南側および北西側に配置され、主に消火防御活動に投入された。

#### 南消防本署・はしご車分隊の活動
南消防本署・はしご車分隊は、22時42分に出場、44分に現場に到着した。デパートビル北側西寄りに配置。45分、デパートビル7階ホステス更衣室窓にはしごを伸長。47分、救助活動開始。22時47分から23時までの13分間に、ホステス更衣室窓から女性2人を救出した。救出の際、窓がロッカーで半分塞がれており、斧でガラスを叩き割って失神している2人を引っ張り出して救出した。その後、同窓で15分間にわたり救助作業をおこなったが、延焼階から噴き上げる濃煙と熱気により救助活動が阻止されたため、以降は3階窓および4階窓から放水し火災防御にあたった。ホステス更衣室窓際で死亡者7人を取り残す結果になった。

#### 西消防本署・はしご車分隊の活動
西消防本署・はしご車分隊は、22時44分に出場、51分に現場に到着した。デパートビル北東側正面に配置。53分、デパートビル7階北東側正面のプレイタウン中央部窓にはしごを伸長。54分、救助活動開始。22時54分から23時7分までの13分間に、失神状態の1人を含む要救助者3人をリフターで救出。さらに、はしご伝いに自力で降りてきた7人を救出。計10人（男性6人、女性4人）を救出した。その後、18分間にわたり内部探索を行ったが、延焼階から噴き上げる濃煙と熱気により救助活動が阻止されたため、以降は3階窓および4階窓から放水し火災防御にあたった。救出窓で死亡者はいなかった。

#### 東消防本署・はしご車分隊の活動
東消防本署・はしご車分隊は、22時44分に出場、52分に現場に到着した。デパートビル北東側正面東寄りに配置（アーケード入口前）。23時1分、北東側窓1か所（救助袋が設置された窓）にはしごを伸長、救助活動を開始した。順次、東側の窓2か所（商店街アーケードの真上）にはしごを移動し、23時1分から23時23分までの22分間に、合計3か所の窓から計8人（男性5人、女性3人）を救出した。そのうちの5人は、はしごに自力で乗って降下したが、2人は窓際で失神している状態のところを消防隊員に引っ張り出され救出に成功、1人をリフターで救出した。なお、はしごが伸長している最中に2人がはしごに落下してきて地面に墜落し死亡した。救出窓3か所で死亡者9人を取り残す結果となった。なお東消防本署・はしご車分隊は、救助活動終了後に2階、3階、7階に対して照明灯火作業を実施した。また2階窓および3階窓から放水し火災防御にあたった。この分隊は内部探索を行っていない。

#### 阿倍野消防本署・はしご車分隊の活動
阿倍野消防本署・はしご車分隊は、22時44分に出場、54分に現場に到着した。デパートビル北東側西寄りに配置。55分、デパートビル7階北東側西寄り窓（バンドマン室）にはしごを伸長、56分に救助活動を開始した。22時56分から23時14分までの18分間に救助活動をおこなった。まず最初にリフターで2人を救出し、次にはしご伝いに自力で降りてきた18人を救出。計20人（男性18人、女性2人）を救出した。その後、15分間にわたり内部探索を行ったが、延焼階から噴き上げる濃煙と熱気により救助活動が阻止されたため、以降は3階窓ないし5階窓から放水し火災防御にあたった。バンドマン室窓で死亡者3人を取り残す結果となった。

#### 北消防本署・はしご車分隊の活動
北消防本署・はしご車分隊は、22時42分に出場、55分に現場に到着した。デパートビル北側東寄りに配置。57分、デパートビル7階の北側東寄り窓（タレント室）にはしごを伸長、58分に救助活動を開始した。22時58分から23時8分までの10分間に、計10人（男性10人）を救出した。うち8人はタレント室窓からはしご伝いに自力で降下し、うち2人は厨房の窓際で失神しているところを消防隊に引き出されリフターで救出された。その後、22分間にわたり内部探索をおこなった。23時20分から10分間、消防隊員2人が屋上へ進入し探索活動をおこなった。延焼階から噴き上げる濃煙と熱気により救助活動が阻止されたため、以降は3階窓ないし5階窓から放水し火災防御にあたった。厨房窓で死亡者5人を取り残す結果となった。

#### 南阪町分隊の活動
南消防署・南阪町分隊は、砂袋（おもり）なしで地上に投下された救助袋が2階のネオンサインに引っかかったところを、消防隊員が二連はしごを立てかけて登り、袋の先端を地上に降ろした。その後、通行人に救助袋先端の把持を頼んだ。さらに消防車に積んでいたサルベージシートを救助幕として活用。通行人の協力を得てシートを広げ、22時55分から23時1分の7分間、7階窓から救助袋で脱出する途中に墜落してきた者3人（男性2人、女性1人）を救助することに成功した。
そのほかの人命救助活動としては、出場第一陣（南消防本署・四分隊、南阪町分隊、道頓堀分隊）を中心にビル内部の探索を行い、7階はもちろんのこと、延焼階も含めて要救助者の捜索にあたった。消防隊の初期活動は、消火活動よりも人命救助優先で進められた。しかし、濃煙と暗闇により視界が利かず、また熱気により呼吸困難と熱傷に晒されたことからビル内部の探索を断念した。人命救助優先は、23時30分の救助活動終了が宣言されるまで継続されていた。

#### 救急隊の活動
救急隊の活動は、大阪市消防局の救急隊12隊（救急車17台）により、負傷者を病院へ搬送した。7階からの飛び降りや墜落者が出始めたころから救急搬送が活発化し、はしご車で救出された人たちが50人に達したころにピークを迎えた。搬送は合計25回で、56人の負傷者（即死同然の者も含む）を大阪市内13か所の病院へ救急搬送した。担架隊は10隊が投入された。遺体搬送には救急隊7隊が投入され、搬送は合計33回に達し、96人の遺体を火災現場から遺体安置所の北区梅田・大融寺まで搬送した。

### 各消防隊の火災消火および火災防御活動
南消防署各隊の出場第一陣が22時43分に火災現場に到着し、22時46分から放水が開始された。その後に特別出場体制が発令され、第三出場に加えて特別出場まで行われた。千日前通には現地指揮本部が設置され、7時41分の火災鎮火までの間に出場した消防隊は16隊（計16消防署）で、投入された消防車両（分隊）は合計85台（はしご車7台と救急車17台を含む）、出場した消防士は596人にのぼった（非番出場の100人を含む）。投入された消防車両の内訳は、普通ポンプ車（PR）25台、普通ポンプ車（P）3台、水槽つきポンプ車（TR）7台、水槽つきポンプ車（T）4台、はしご車（L）7台、スノーケル車（S）5台、屈折放水塔車（W）1台、救出車（R）3台、排煙車（SE）1台、サルベージ車（SA）2台、方面隊車両4台、敏動隊車両（バイク隊）6台、救急車（A）17台である。
消火および防御活動に使用した水量は、消火栓25か所から総量1055万1671リットルに達した。新聞報道では「放水総量1万3683トン（1368万3000リットル）」で競泳用50メートルプール換算で約5杯分の水量だとされる。消火および防御活動などに使用した燃料は、揮発油（ガソリン）で4,820リットル、補給量は2,980リットルだった。軽油で1,132リットル、補給量は440リットルだった。消火および防御活動に夜通し尽力する消防隊員に対して食料が提供された。内訳は、パン1,100個、牛乳835本、折詰寿司355個であった。

#### おもな分隊の活動
- 南消防署・南阪町R分隊[注釈 47]
  - 第一出場。デパートビル北側で7階から転落してくる者の救助活動、駐車違反車両の移動作業、照明灯火作業および酸素ボンベ充填作業を行った[335][362]。
- 南消防署・道頓堀PR分隊[注釈 47]
  - 第一出場。デパートビル西側出入口から内部進入し、人命探索活動をおこなった。延長ホース5本連結でビル西側の連結送水管へ給水した。デパートビル西側出入口から内部進入し、延長ホース2系統を1階屋内消火栓に連結して3階および4階へ延ばして消火活動を行った（泉尾PR分隊相掛）。5階でも同階の屋内消火栓を使用して消火活動をおこなった。放水量は44万4625リットルだった[335][362]。
- 南消防本署・PR分隊[注釈 48]
  - 第一出場。デパートビル西側から北側で放水する西成消防本署・W分隊の屈折放水塔車に延長ホース7本連結で給水し、南側で放水する北消防本署・4スノーケル分隊に延長ホース9本連結で給水をおこなった。放水量は58万5525リットルだった[335][362]。
- 南消防本署・TR分隊[注釈 48]
  - 第一出場。南消防本署・はしご車分隊の救助作業補助をおこなった。デパートビル西側出入口からビル内部に進入し、延長ホース5本連結（2系統）で給水、3階と4階で消火活動をおこなった。給水量は75万7200リットルだった[335][362]。
- 南消防署・上町PR分隊[注釈 47]
  - 第一出場。デパートビル南東側からビル南側で放水する住吉消防本署・はしご分隊に延長ホース4本連結で給水、ビル北側で放水する南消防本署・スノーケル分隊に延長ホース4本連結で給水を行った。給水量は66万2903リットルだった[335][363]。
- 南消防署・恵美須TR分隊[注釈 49]
  - 第二出場。デパートビル南東側より北側出入口と南側東出入口からビル内部に進入し、延長ホース4本連結（2系統）を使用して2階および3階で消火活動を行った。またビル南側で消火活動をする東消防本署・S分隊に延長ホース3本連結で給水をおこなった。給水量は72万0684リットルだった[335][363]。
- 南消防署・立葉T分隊[注釈 49]
  - 第二出場。デパートビル東側から住吉消防本署・はしご車分隊へ延長ホース8本連結で中継送水した。ビル南側の路上から3階および4階窓へ放水した。立葉PR分隊に相掛してビル南側からビル内部に進入し、5階で消火活動を行った。放水量は35万3610リットルだった[335][363]。
- 南消防署・立葉PR分隊[注釈 49]
  - 第二出場。デパートビル南側から屋内階段でビル内部に進入し、延長ホース7本連結で給水、4階で消火活動を行った。また隊員1人は酸素ボンベの充填作業をおこなった。放水量は38万0780リットルだった[335][363]。
- 南消防本署・S分隊[注釈 48]
  - 第一出場。南阪町PR分隊および上町PR分隊から中継給水を受け、デパートビル北側から3階窓および4階窓を破壊して、それらの窓へ向けて放水をおこなった。その後にビル3階へ内部進入し、延長ホース2本連結で消火作業をおこなった[335][363]。
- 西成消防署・海道TR分隊
  - 特別出場。 勝山PR分隊から中継給水を受け、延長ホース2本連結（2系統）で東消防本署・はしご車分隊に中継送水した。またデパートビル東南角のアーケード屋根から3階屋内に対して延長ホース4本連結で消火活動をおこなった[341][363]。
- 東消防本署・TR分隊[注釈 50]
  - 特別出場。阿倍野消防本署・PR分隊から中継給水を受け、デパートビル北東正面出入口からビル内部に進入し、延長ホース5本連結を使用して2階で消火活動をおこなった。また晴明通PR分隊が相掛で延長ホース4本連結で同様の消火活動をおこなった[364][363]。
- 西成消防署・津守PR分隊
  - 第三出場。デパートビル南側出入口より屋内階段で4階バルコニーに進入し、延長ホース8本連結で消火活動をおこなった。その後に4階屋内で消火活動をおこなった。南消防本署・PR分隊も相掛で延長ホース3本連結で同様の消火作業をおこなった。放水量は30万6600リットルだった[338][363]。
- 大正消防署・泉尾TR分隊
  - 第三出場。3階ないし6階に内部進入して要救助者の探索をおこなった。ビル南側の連結送水管に接続し、東消防本署・S分隊に延長ホース3本連結で給水した。天王寺消防本署・PR分隊が相掛でデパートビル南西側のアーケード屋根から延長ホース3本連結で消火活動をおこなった。なお泉尾TR分隊の隊員は、道頓堀PR隊に相掛してビル西側出入口から内部に侵入し、3階および4階で消火活動を行った[346][363]。

## 被害状況

### 人的被害
千日デパート火災における人的被害は、死者118人、負傷者81人である。負傷者の内訳は、プレイタウン関係者47人、消防隊員27人、警察官6人、通行人1人である。死亡者118人および負傷者47人（消防隊員、警察官、通行人の負傷者を除く）は、すべて火災発生時に7階プレイタウンに滞在していた人たちである。7階プレイタウン滞在者以外のデパートビル滞在者31人に負傷者はおらず、全員無事にビル外へ避難している。

#### 火災発生当時の千日デパートビル滞在者
火災発生推定時刻（22時27分）に千日デパートビル内に滞在していた人は合計212人である。火災発生時に館内で営業していたのは「7階プレイタウン」1件だけである。各階滞在者の人数と内訳は以下の表のとおりである。
|         | 男性 | 女性 | 計  | 滞在者の内訳 |
| ------- | ---- | ---- | --- | --- |
| 屋上    | 0    | 0    | 0   | 滞在者なし |
| 7階     | 94   | 87   | 181 | プレイタウン関係者181人＝客57人（男性56人、女性1人）、ホステス78人、従業員35人（男性29人、女性6人）、バンドマン10人（男性9人、女性1人）、ダンサー1人（女性1人） |
| 6階     | 6    | 0    | 6   | ボウリング場建設作業員 |
| 5階     | 0    | 0    | 0   | 滞在者なし |
| 4階     | 2    | 0    | 2   | ニチイ千日前店店長1人、同従業員1人 |
| 3階     | 7    | 0    | 7   | 電気工事監督1人、同作業員4人、ニチイ千日前店従業員2人 |
| 2階     | 0    | 0    | 0   | 滞在者なし |
| 1階     | 5    | 9    | 14  | デパート保安係員4人（男性4人）、プレイタウン・ボーイ1人、プレイタウン・ホステス9人                                                                              |
| 地下1階 | 2    | 0    | 2   | デパート電気係1人、デパート気罐係1人 |
| 合計    | 116  | 96   | 212 | |

#### 7階プレイタウン滞在者および生存状況
火災発生時の7階プレイタウンの滞在者内訳と死亡者、生存者、負傷者の人数は以下の表のとおりである。
| 滞在者内訳 | 滞在者人数 | 滞在者人数 | 滞在者人数 |      | 死亡者 | 死亡者 | 死亡者 |      | 生存者 | 生存者 | 生存者 |    | 負傷者 | 負傷者 | 負傷者 |
| 滞在者内訳 | 男性       | 女性       | 計         | 男性 | 女性   | 計     | 男性   | 女性 | 計     | 男性   | 女性   | 計 |        |        |        |
| 客         | 56         | 1          | 57         | 33   | 1      | 34     | 23     | 0    | 23     | 11     | 0      | 11 |        |        |        |
| ホステス   | －         | 78         | 78         | －   | 65     | 65     | －     | 13   | 13     | －     | 12     | 12 |        |        |        |
| 支配人     | 1          | －         | 1          | －   | －     | －     | 1      | －   | 1      | －     | －     | － |        |        |        |
| 営業係     | 2          | －         | 2          | 2    | －     | 2      | －     | －   | －     | －     | －     | － |        |        |        |
| 保安係     | 1          | －         | 1          | 1    | －     | 1      | －     | －   | －     | －     | －     | － |        |        |        |
| ボーイ     | 12         | －         | 12         | 2    | －     | 2      | 10     | －   | 10     | 10     | －     | 10 |        |        |        |
| 調理係     | 6          | －         | 6          | 4    | －     | 4      | 2      | －   | 2      | 2      | －     | 2  |        |        |        |
| 酒場係     | 2          | －         | 2          | 1    | －     | 1      | 1      | －   | 1      | 1      | －     | 1  |        |        |        |
| ホール係   | 1          | －         | 1          | 1    | －     | 1      | －     | －   | －     | －     | －     | － |        |        |        |
| 電気係     | 1          | －         | 1          | －   | －     | －     | 1      | －   | 1      | 1      | －     | 1  |        |        |        |
| リスト係   | 3          | －         | 3          | 2    | －     | 2      | 1      | －   | 1      | －     | －     | － |        |        |        |
| レジ係     | －         | 3          | 3          | －   | 3      | 3      | －     | －   | －     | －     | －     | － |        |        |        |
| クローク係 | －         | 1          | 1          | －   | －     | －     | －     | 1    | 1      | －     | －     | － |        |        |        |
| 衣装係     | －         | 1          | 1          | －   | 1      | 1      | －     | －   | －     | －     | －     | － |        |        |        |
| おしぼり係 | －         | 1          | 1          | －   | －     | －     | －     | 1    | 1      | －     | 1      | 1  |        |        |        |
| バンドマン | 9          | 1          | 10         | 2    | 0      | 2      | 7      | 1    | 8      | 7      | 1      | 8  |        |        |        |
| ダンサー   | －         | 1          | 1          | －   | －     | －     | －     | 1    | 1      | －     | 1      | 1  |        |        |        |
| 合計       | 94         | 87         | 181        | 48   | 70     | 118    | 46     | 17   | 63     | 32     | 15     | 47 |        |        |        |

#### 死亡者の死亡場所および死因
死亡者の死亡場所および死因は以下の表のとおりである。区域と場所は「ビル外部（路上）」を除いてすべて7階プレイタウン店内である。
| 区域             | 場所                          | 死亡者人数 | 死亡者人数 | 死亡者人数 | 死因                                                                                         |
| 区域             | 場所                          | 男性       | 女性       | 計         | 死因                                                                                         |
| ---------------- | ----------------------------- | ---------- | ---------- | ---------- | -------------------------------------------------------------------------------------------- |
| ホール内         | メイン通路および資材置場前    | 13         | 12         | 25         | 一酸化炭素中毒（右全員）                                                                     |
| ホール内         | 客席                          | 1          | 0          | 1          | 同上                                                                                         |
| ホール内         | 客席通路                      | 0          | 1          | 1          | 同上                                                                                         |
| ホール内         | フロント内                    | 1          | 3          | 4          | 同上                                                                                         |
| ホール内         | フロント付近                  | 1          | 0          | 1          | 同上                                                                                         |
| ホール内         | トイレ                        | 4          | 3          | 7          | 同上                                                                                         |
| ホール内         | 資材置場内部（6階連絡通路跡） | 7          | 6          | 13         | 同上                                                                                         |
| ホール内         | 出入口付近                    | 2          | 2          | 4          | 同上                                                                                         |
| ホール窓際       | ホール窓（東1）               | 1          | 2          | 3          | 同上                                                                                         |
| ホール窓際       | ホール窓（東2）               | 0          | 6          | 6          | 同上                                                                                         |
| ホール窓際       | ホール窓（北東6）             | 2          | 1          | 3          | 男性1人は胸部腹部圧迫による窒息死、他2人は同上                                               |
| ステージ裏小部屋 | バンドマン室                  | 3          | 0          | 3          | 一酸化炭素中毒（右全員）                                                                     |
| 従業員スペース   | 厨房                          | 2          | 3          | 5          | 同上                                                                                         |
| 従業員スペース   | ホステス更衣室                | 0          | 7          | 7          | 同上                                                                                         |
| 従業員スペース   | 宿直室                        | 1          | 1          | 2          | 同上                                                                                         |
| 従業員スペース   | 通路東側                      | 3          | 7          | 10         | 女性1人は胸部腹部圧迫による窒息死、他9人は同上                                               |
| 従業員スペース   | 冷暖房機械室                  | 1          | 0          | 1          | 胸部腹部圧迫による窒息死                                                                     |
| ビル外部（路上） | ホール窓（東1）直下           | 1          | 3          | 4          | 7階窓からの飛降りまたは転落による墜落死（右全員）                                            |
| ビル外部（路上） | ホール窓（東2）直下           | 1          | 1          | 2          | 同上                                                                                         |
| ビル外部（路上） | ホール窓（北東5）直下         | 1          | 2          | 3          | 同上                                                                                         |
| ビル外部（路上） | ホール窓（北東6）直下         | 3          | 10         | 13         | 同上、または脱出途中の救助袋から落下による墜落死                                             |
| －               | 合計                          | 48         | 70         | 118        | 一酸化炭素中毒93人、胸部腹部圧迫による窒息死3人、墜落死22人（即死18人、病院搬送後に死亡4人） |

プレイタウン店内の死亡者の状況
プレイタウン店内の死亡者の状況は、個々人が適度に散らばっていたというよりも特定の数か所に折り重なるように集団で死亡していた。その大半が煙を多量に吸ったことによる一酸化炭素中毒による煙死である。炎や熱で焼けただれた遺体は一体もなかった。遺体の姿勢は様々で、大の字や仰け反り、体を丸めてうつ伏せになり、そして他人の体の下に潜り込んでいるなどであった。また壁にもたれ掛かり、ボックス席に座ったままうつ伏せで死亡しているなどの状態も見られた。死亡者はおもにホール西側に集中していて、ホール出入口（アーチ）と厨房を南北に結ぶメイン通路周辺が最も多く、次に旧6階連絡通路跡の資材置場内部とその周辺が多かった。プレイタウン滞在者らは、避難に関して何も情報がない中でパニック状態に陥り、ホール内を当てもなく右往左往していたところに従業員が旧6階通路部分とF階段出入口（シャッター）を避難口だとして誘導をおこなった。それらの場所に人々が集中した結果、袋小路で行き場を失い、猛煙に巻かれて折り重なるように死亡したものと考えられる。特異な死因「胸部腹部圧迫による窒息死」は、極限のパニック状況の中で発生したと推測できる。多くの避難者が出入口や窓際を目指したためか、ホール中央部の客席にはほとんど死者はおらず、わずか2人だけだった。窓際に避難を求めて窓付近で死亡していた人も多くいた。一か所の窓に何人もが顔を突き出し、外へ身を乗り出すような状態で死亡していたケースも見られた。外気を吸えたためか、それらの遺体は鼻や口の部分は黒く汚れていなかった。その反面、体は酷く煤けていた。ホール内の死者はその大半が鼻や口が黒く汚れていたが、体の煤けは少なく、鼻の穴から黒い鼻水または血が出ていた。表情は一部に歯を剥き出して苦悶の表情を浮かべ、目を見開いたままの遺体もあったが、その大半が総じて穏やかな表情であった。一酸化炭素中毒で死亡した者は、中毒の影響によると思われる赤い斑点が皮膚に浮き出ていた。

#### 負傷者
火災発生時のプレイタウン滞在者181人のうち、7階から自力で脱出できた者が10人（男性5人、女性5人）、消防隊のはしご車で救出された者が50人（男性39人、女性11人）、救助袋から地上へ降下中に転落したところを消防隊のサルベージシートで救助された者が3人（男性2人、女性1人）で、7階からの生還者は合計63人（男性46人、女性17人）である。負傷者81人について、プレイタウン関係者の負傷者は消防隊による救出または自力脱出した63人のうちの47人で、残りの16人は負傷者に計上されていない。おもな負傷内容は、煙を吸い込むなどして負った一酸化炭素中毒、救助袋に手足を擦りつけるなどして負った熱傷、飛び降りによる腰部骨折、大腿部骨折、肘骨折、全身打撲、打撲、挫傷などであり、そのほかショック症状、急性結膜炎による負傷もあった。また消防隊員27人の負傷はおもに一酸化炭素中毒である。警察官と通行人の具体的な負傷状況は不明であるが、警察官6人は軽傷、通行人1人は中傷に分類されている。
| 症状                             | 重症 | 中等症 | 軽症 | 計 |
| -------------------------------- | ---- | ------ | ---- | -- |
| 一酸化炭素中毒                   | 4    | 10     | 4    | 18 |
| ショック症状                     | 0    | 1      | 0    | 1  |
| 一酸化炭素中毒およびその他の負傷 | 5    | 4      | 4    | 13 |
| その他の負傷                     | 5    | 1      | 8    | 14 |
| 火傷                             | 0    | 0      | 1    | 1  |
| 急性結膜炎                       | 0    | 0      | 25   | 25 |
| 急性咽頭炎                       | 0    | 0      | 3    | 3  |
| 急性咽頭炎およびその他の負傷     | 0    | 0      | 1    | 1  |
| 急性気管支炎                     | 0    | 0      | 1    | 1  |
| 一酸化炭素中毒および急性咽頭炎   | 0    | 2      | 2    | 4  |
| 合計                             | 14   | 18     | 49   | 81 |

|                    | 重症 | 重症 | 中等症 | 中等症 | 軽症 | 軽症 | 計 |
| 男性               | 女性 | 男性 | 女性   | 男性   | 女性 |      | 計 |
| ------------------ | ---- | ---- | ------ | ------ | ---- | ---- | -- |
| 客                 | 3    | 0    | 2      | 0      | 6    | 0    | 11 |
| ホステス           | －   | 7    | －     | 4      | －   | 1    | 12 |
| プレイタウン従業員 | 4    | 0    | 8      | 1      | 2    | 1    | 16 |
| バンドマン         | 0    | 0    | 1      | 1      | 6    | 0    | 8  |
| 消防隊員           | 0    | 0    | 0      | 0      | 27   | 0    | 27 |
| 警察官             | 0    | 0    | 0      | 0      | 6    | 0    | 6  |
| 通行人（ホステス） | －   | 0    | －     | 1      | －   | 0    | 1  |
| 合計               | 7    | 7    | 11     | 7      | 47   | 2    | 81 |

#### 7階からの生還者
自力脱出者
7階プレイタウンから生還した者の中で、自力で脱出できた者が10人いる。内訳は以下の表のとおりである。
| 脱出手段                    | 男性 | 女性 | 計 | 備考                                                                                         |
| --------------------------- | ---- | ---- | -- | -------------------------------------------------------------------------------------------- |
| エレベーター                | 0    | 1    | 1  | ホステス1人、A1エレベーター（北東側）で脱出                                                  |
| B階段                       | 0    | 2    | 2  | クローク係1人、ホステス1人                                                                   |
| ホール窓（東2）からの飛降り | 2    | 0    | 2  | 客1人はアーケード上に張られたワイヤー目掛けて飛降り、従業員1人は窓から垂直にアーケードへ落下 |
| 救助袋                      | 3    | 2    | 5  | 救助袋の外側を馬乗りで降下                                                                   |
| 合計                        | 5    | 5    | 10 | 全員生存者                                                                                   |

7階プレイタウン滞在者以外の自力脱出者としては、地下1階に宿直で滞在していたデパート電気係と気罐係の計2人、1階に滞在していたデパート保安係員4人とプレイタウン関係者10人の計14人、3階で22時ごろまで残業をしていたニチイ千日前店関係者2人とデパート売場で電気工事をおこなっていた工事作業員5人の計7人、4階にいた同じくニチイ千日前店関係者2人、6階でボウリング場建設工事をおこなっていた工事作業員ら5人と館外で作業をしていて火災を知らせにビル内に入った1人の計6人の合計31人がいる。1階のホステス1人と6階滞在者の工事作業員らを除く他の全員は階段または出入口を使用してビル外に避難しており、一部の者は出火時に消火活動を行っていたにもかかわらず、それらに負傷者はいない。6階滞在者の工事作業員らは、全員が6階作業場からデパートビル西側ベランダに移動し、そこからビル外に出て、ビル南西角の鉄骨の足場を利用して5階まで降りた。そのあと避雷針のワイヤーと給水パイプを利用して南西側のアーケード屋根へ降りてアーケード備え付けの梯子で地上へ全員避難した。1階のホステス1人については、エレベーターで客と一緒に7階へ向かい、プレイタウンにいたホステス1人と同乗して地上まで無事に引き返した。
B階段を使って避難した2人の女性
B階段を使って避難できた2人のうち、クローク係の女性は、エレベーターホールに白煙が漂っているのを感じ、隣の電気室にいる電気係にそのことを知らせた。電気係は現状を知らせようとホール内へ向かっていった。その直後にAエレベーターから噴き出す煙の量が急激に増してきて、数メートル先も見えない状況に陥ったために、クローク係の女性は危険を感じてすぐにB階段から避難した。クローク係の女性は、自分の持ち場のすぐ後ろに避難階段があることをあらかじめ知っており、さらにはクロークがB階段に直結していたことが幸いし自力で脱出できた。またその数分後にもう1人のB階段を使って避難に成功したホステスは、接客中に煙の流入に気付いて客席からレジに向かったが、店内放送で「落ち着いてください」と流れたため、元の客席に戻ってしばらく座っていたが、煙に巻かれたため避難することにした。猛煙と停電による暗闇の中、手探りでフロアを進み、男性用トイレと女性用トイレに交互に入って嘔吐したり、ハンカチを水に濡らして口に当てたりした。そして壁伝いにエレベーターホールに出て、なんとかB階段にたどり着き、無事に地上へ脱出できたという。この女性が猛煙と熱気、暗闇の恐怖に晒されながらもB階段を目指せたのは、普段から退勤時にエレベーターを使わず「健康のために」という理由でB階段を利用していたからであり、事前に持っていた情報が自力脱出の成功に大きな影響を与えた。
7階窓から飛び降りて助かった男性客
7階東側窓からアーケード屋根に飛び降りて助かった男性客1人は、火災覚知の初期にほかのプレイタウン関係者同様、エレベーターホールへ行ったり、ほかの非常口を目指したりしたが、いずれも使えずに避難が不可能になったため、東側窓に移動した。そのときの状況を男性は次のように語っている。
また一方で次のように語った。
アーケード屋根に張られた2本のワイヤーをめがけて飛び降りた際に、腹がワイヤーに当たって助かったという。肋骨骨折、腹部裂傷の重傷を負ったが、19年間続けていた趣味のダイビング経験が活かされ九死に一生を得た形である。それでも飛び降りるのを1度はあきらめ、10分くらいは窓枠にぶら下がって逡巡してから飛び降りたという。もう1人の男性もアーケード屋根に落下して助かった。こちらは、猛煙と熱気から逃れようと窓枠にぶら下がっているうちに力尽きて、垂直にアーケードヘ落下したが左大腿部骨折と左肘骨折の重傷を負いつつも一命を取り留めた。
救助袋で脱出に成功した女性
救助袋の外側を馬乗りになって降下して助かったホステスの1人は、そのときの状況を次のように語った。
ホステスは、地上まであと3、4メートルのところで手を離し落下、両腕と腿の座創、左足首を捻挫した。
消防隊による救助者および救出者
消防隊のはしご車（計5台）による7階からの救出者は50人で、救出された全員が生還できた。7階プレイタウンフロアからの避難路を探す際に、あまり右往左往せず、いち早く外窓に取りついた者がはしご車に救われた。体力が残っていた者は窓枠を乗り越え、はしごの先端から自力ではしご伝いに降りてきており、おもに男性が多かった。消防隊の救出でリフターに乗せられて降下した者は、窓際で失神していたか体力が弱っていた者、女性であった。また消防隊は救助袋から脱出途中に転落してきた3人（男性2人、女性1人）をサルベージシート（救助幕）で受け止めて救助した。サルベージシートの設置には通行人20人程度の協力を仰いだ。
| 救助方法                             | 救助担当                           | 男性 | 女性 | 計 | 状況                                                                                              |
| ------------------------------------ | ---------------------------------- | ---- | ---- | -- | ------------------------------------------------------------------------------------------------- |
| はしご車による救助                   | 南消防本署・はしご車分隊（L4）     | 0    | 2    | 2  | ホステス更衣室窓から2人をリフターで救出。                                                         |
| はしご車による救助                   | 北消防本署・はしご車分隊（L8）     | 10   | 0    | 10 | タレント室窓から8人、厨房窓から2人を梯子伝いに救出。                                              |
| はしご車による救助                   | 阿倍野消防本署・はしご車分隊（L5） | 18   | 2    | 20 | バンドマン室窓から2人をリフターで救出、18人を梯子伝いに救出。                                     |
| はしご車による救助                   | 西消防本署・はしご車分隊（L6）     | 6    | 4    | 10 | ホール窓（北東4）から女性3人をリフターで救出、他7人を梯子伝いに救出。                             |
| はしご車による救助                   | 東消防本署・はしご車分隊（L9）     | 5    | 3    | 8  | ホール窓（東1）から男性4人および女性1人、同窓（東2）から男性1人、同窓（北東6）から女性2人を救出。 |
| はしご車による救助                   | 小計                               | 39   | 11   | 50 |                                                                                                   |
|                                      |                                    |      |      |    |                                                                                                   |
| サルベージシート（救助幕）による救助 | 南消防署・南阪町PR分隊（PR200）    | 2    | 1    | 3  | ホール窓（北東6）設置の救助袋から脱出途中に転落してきた3人をサルベージシートで受け止め救助。      |
|                                      | 合計                               | 41   | 12   | 53 | 全員生存者。7階プレイタウン滞在者の生存者は、自力脱出者と合わせて合計63人である。                 |

統率の取れた集団
バンドマン10人は、火災覚知の初期段階からバンドリーダーの指示でステージ裏のバンドマン控室に全員が待機していた。ステージ裏の小部屋（ボーイ室、バンドマン控室、タレント室）は、ベニヤ板で間仕切りされた簡易的な部屋であったが、細かく仕切られフロアから隔絶されていたことで煙の汚染が比較的緩かった。だがF階段の電動シャッターを開けたことで7階プレイタウンに大量の猛煙と有毒ガス、熱気が流入するようになり、それ以降は小部屋にも煙が大量に入るようになっていた。バンドマンらはドアの隙間に布や鼻紙を詰めて煙を凌ごうとしたが効果がなかった。そこでバンドリーダーは、部屋に普段から置いてあった野球のバットで窓を叩き割り、一緒に避難している仲間たちに順番に外気を吸わせて救助を待った。バンドマン控室の窓に阿倍野消防本署・はしご車分隊のはしごが伸びてきて救出が始まったのは22時56分である。はしごの先端についていた消防ホース（ノズル）が邪魔して、はしごと窓枠の間に30センチメートルほどの隙間ができていた。バンドリーダーは自分の体重を掛けてノズル（ホースの先端部分）を押し下げ、すき間を解消した。そのすぐあとに最初の2人がリフターで降下、その後を18人の避難者がはしごを自力で降りていった。

### 物的損害
建築物および装備品の損害
本件火災によって損害を受けた千日デパートビルの延焼範囲は、同ビル2階から4階までで、床面積合計1万0899平方メートルのうち8,763平方メートル（80.4パーセント）が焼損し、延床面積2万7514.64平方メートルに対する割合では31.8パーセントに及んだ。延焼階ごとの焼損割合は2階が床面積3,714平方メートルのうち3,192平方メートル（86パーセント）、3階が床面積3,665平方メートルのうち3,218平方メートル（88パーセント）、4階が床面積3,520平方メートルのうち2,353平方メートル（66.8パーセント）である。延焼階より上の各階は階段、空調ダクト、電気配管、エレベーターシャフトからの煙や熱気の流入によってフロア全体と商品および装備品などに多量の煤煙がかかる損害を受けた。5階の一部フロアでは、空調ダクトの隙間から流入した熱気の影響で、天井板が崩落した。6階と7階ではフロアの一部で限定的な焼損がみられ、5月15日未明に6階ボウリング場改装工事現場（千日劇場跡）で小火が発生し、床の一部が焼損した。また7階プレイタウンでは、事務所前の空調ダクトから熱気を伴った多量の煙が店内に流入し、ダクト吸入口周辺の天井、壁、事務所ドアなどの焦損、または廊下に積み上げられていたビールケースおよびビール瓶などの一部を熔解させる損害を出した。この他にも煙の排出や救助のため、窓ガラスが割られた箇所があった。延焼階より下の各階では、消火活動に使われた多量の消防用水が上階から流れ込み、その影響により地下1階と1階で商品や装備品などが冠水し損害を受けた。千日デパートビル以外のおもな損害としては、千日前商店街アーケードのプラスチック製屋根が7階からの飛び降りによって天板に穴が開き、その一部が破損した。地下街「虹のまち」（現・なんばウォーク）では、消火作業に使われた消防用水が地上の出入口から侵入し、千日デパートを起点に地下30メートルの範囲を水浸しにした。放水が始まってから地下街関係者が出入口シャッターを閉鎖したが、水は地下街へ流れてきた。さらに階段付近に土嚢約200個を積み上げて対処したが、それでも浸水は収まらなかったため、地下マンホールへ水を排出するために地下街保安員や当直員が対応した。浸水の影響は翌日の午前中まで続き、立ち入り規制の影響を受けた地下街店舗や利用客が不利益を被った。
損害額
大阪市消防局が公表した罹災者提出の申告書によると、火災焼失による被害額は建物で19億5000万円、収容物で16億7937万7000円、合計36億2937万7000円である。収容物の損害額内訳は、商品12億2395万2000円、什器備品（装備品）3億0695万3000円、その他1億4847万2000円である。また千日デパートビルの所有者である日本ドリーム観光によれば、右同社が被った損害額は、建物と付属設備関係を併せて8億2000万円、ビル解体費用3億円、テナント賃料未収損失分8億7000万円で、営業的な損失も加えれば、その額は計23億5000万円にのぼるという。日本ドリーム観光は建物などに火災保険を掛けていた。その額は建物に9億円、直営店舗の商品や什器品に5000万円であった。7階プレイタウンを経営する千土地観光は日本ドリーム観光の子会社なので、保険の補償範囲は右同店も含まれた。しかしながら日本ドリーム観光は、客や従業員に対する「傷害・損害保険」などには加入しておらず、人的な損害に対しては保険金で補償することはできなかった。ニチイ千日前店も火災保険を掛けていて、商品に3億円、内装（家具などの造作品を含む）や什器品に1億円であったが、造作品の損害が2億円に達したために保険金で補償される範囲を超えた。その他のテナントについては、何らかの損害保険を掛けていた店舗は、170店舗の中で約40パーセントの69店舗で、その総額は約16億円だった。残りの100店舗余りは保険未加入で、損害をそのまま被った形となった。

## 出火原因
出火原因については、出火推定時刻22時27分（大阪市消防局推定）の直前まで千日デパートビル3階・東側売場の出火推定場所（ニチイ寝具・呉服売場付近）をタバコを吸いながら1人で歩き回っていた工事監督の失火である、と推定された。
工事監督の失火が火災原因とする根拠としては、以下のことが挙げられる。
1. 大阪府警捜査一課・南署特別捜査本部（特捜本部）および大阪市消防局が行った現場検証によれば、デパートビルの電気系統には漏電などで出火を起こすような原因は確認されなかった[8][403]。21時30分ごろ（火災発生の1時間前）、ニチイ千日前店の店長が閉店後の3階売場の点検を行ったところ、出火推定場所に異常は見られなかった[195][196]。また同時刻にデパート保安係員2人によって3階の巡回が行われたが、北側と南側の二手に分かれて同階を点検したところ、出火推定場所に異常はなかった[148][195][196]。
2. 出火推定時刻に3階にいたのは工事監督1人と工事作業者4人だけである[注釈 26][8][59]。
3. 出火推定時刻の10分ほど前（22時15分頃）に、工事監督が出火推定場所である3階・東側売場の方へ1人で歩いていくのを工事作業者に目撃されている[325]。また出火推定時刻に作業現場（3階西側売場・上り3号エスカレーター付近）を離れて出火推定場所付近を歩き回っていたのは工事監督1人だけである[8][404]。
4. 工事監督は、火災発生後に火災現場から避難する際、工事作業者らに対して「作業現場を離れて出火場所へ行ったことは誰にも言うな」と口止めし、さらには南警察署から出頭を求められた際に作業員らに「火災当日、自分が作業現場にいたことは絶対に言わないでくれ」と重ねて口止めしている[405]。
5. 工事監督は、大阪府警捜査一課・南署特捜本部の任意聴取に対し、当初は「出火場所に行ってもいないし、タバコを吸った覚えもない」と自身による失火を全面否認していたが、作業員らに対する口止め工作の事実を追及された際に「歩きながらタバコを2本吸い、火が点いたままのマッチを商品の布団の上に捨てた。えらいことをしてしまった」と失火の事実を自供した[8][404][406]。
6. 工事監督が「タバコかマッチを捨てた」と自供した場所と、出火推定場所が一致する[325]。

以上の状況証拠によって工事監督は、1972年5月14日23時50分、現住建造物重過失失火および重過失致死傷の容疑で大阪府警捜査一課・南署特捜本部に緊急逮捕された。
南署特捜本部の取り調べに対し、工事監督は以下のように供述した。:
工事監督は、失火の事実を全面的に自供した。その後、16日夕刻に大阪地方検察庁へ送検され、10日間の勾留延長が認められた。しかしながら大阪地検は、1972年6月4日夜に勾留中だった工事監督を処分保留により釈放した。勾留期限満了までに工事監督の供述を裏付ける直接的な物証（タバコの吸殻、マッチの擦軸）が得られず、物証の代わりとなる科学鑑定もまとまらなかったために勾留中の起訴ができなかったことによって為された措置である。科学鑑定の一環として大阪府警捜査一課・南署特捜本部は、1972年6月22日10時から火災現場で工事監督の「タバコかマッチを布団の上に飛ばした（捨てた）」という供述の裏付けを取るため、出火状況を再現する燃焼実験を実施した。その結果、工事監督が千日デパートビル3階・布団売場の布団の上に火の点いたマッチを捨てたことが火災原因だと断定した。しかしながら大阪地方検察庁は、1973年（昭和48年）8月10日「工事監督の供述には一貫性がなく、起訴するに足る証拠がない」として工事監督を不起訴処分とした。また防火管理責任者などに対する刑事裁判の判決文においても「工事監督の行動や供述を証拠上確定させることができない」として、公式には火災原因は不明とされた。
「工事監督の供述には一貫性がない」とされているが、最初の供述は引用で記したとおり、曖昧で要領を得ず、はっきりしないものであった。工事監督は、南署特捜本部の取り調べに対し「3階でタバコを吹かしながら歩いているうちに、パイプのタバコを吹かしたまま捨てた」と供述し、その後「火の点いたマッチの軸を捨てた」に変わり、そして「自分がマッチで放火した」と言い出した。さらに追及すると「火の点いたタバコを捨てた」「タバコを吸うときに点けたマッチの火が消えているのを確認しないで捨てた」などと言うなど、供述を二転三転させている（第75回国会・衆議院法務委員会政府委員・法務省刑事局長答弁から。以下括弧内「同答弁」と記す）。工事監督の供述には客観的な状況と合わない部分も見られた。たとえば「火災報知機のボタンを押してすぐに6階へ119番通報のために走った」との供述をしたが、工事監督からの119番通報を大阪市消防局は受信していない。また「6階で119番通報をしたあと、4階へ降りたが、煙に巻かれたので再び6階へ昇り、6階の窓を破ってネオン修理用のタラップに飛び移り、2階へ降りて消防隊に救われた」との供述があるものの、裏付けが取れていない。その一方で大阪市消防局の質問調書には「工事人らが避難した後を追って1階へ逃げた」とも答えており、不起訴になった理由は、供述の一貫性のなさに加えて信用性のなさも影響している。
直接的な証拠がないこと、失火の現場を直接的に見た目撃者がいないことも不起訴の理由となっている。実際のところ、工事監督の自供以外に犯行を裏付ける証拠が存在せず、失火の犯人であると断定するには証拠が乏しく、起訴したとしても公判を維持できないか、もしくは被疑者を有罪にできる可能性が極めて低いと判断したことから大阪地検は工事監督を不起訴処分にしたという（同答弁）。仮に火の点いたままのマッチを商品の布団の上に捨てた場合、どれくらいの量の布団に火が点けば本件のような火災になるのか、前記のとおり大阪府警は火災現場で燃焼実験を行った。実験の結果は、1メートル以上の高さの布団に火が点けば、本件火災のレベルに達することが判明した。実際に火災発生時、出火推定場所の売り場には商品の夏物洋布団が堆く積まれていた。たとえ無意識であったとしても、常識的に考えて高さ1メートルに積まれた商品の布団の上に火の点いたままのマッチを投げ捨てることなどあるだろうか、という疑問と不自然さも不起訴に至った理由として挙げられている（同答弁）。
不起訴に至った理由としてもう一つ挙げられるのは、工事監督以外に失火か放火に関与した者が別にいるのではないか、と疑念が持ち上がったからである。火災発生2週間ほど前の4月30日夜、千日デパート4階・ニチイ千日前店の婦人服売り場で、閉店後に何者かが商品の婦人服にいたずら書きをした事件があった。さらに火災発生当夜、デパート閉店後に3階・E階段出入口の防火シャッターが閉鎖されていたことは保安係員によって確認されているが、なぜか火災発生時に防火シャッターは開いていた。この2つの事実が確認されているため、大阪地検は工事監督を起訴することに慎重にならざるを得なかった背景もある（同答弁）。
1974年4月15日に開かれた遺族会統一訴訟の口頭弁論で、工事監督は「出火地点には近づいていないし、タバコやマッチを捨てたこともない。脅されて殴られたりして早く釈放されたい一心で調書に署名、押印した」などと述べ、一転して容疑を全面否認した。
日本ドリーム観光は、1974年（昭和49年）7月9日に被疑者（工事監督）の不起訴処分は不当だとして検察審査会（大阪第一検察審査会）に審査申立を行った。同年12月5日から9日までの間に計6回の審査会議が開かれ、議決に向けての流れが出来上がったところに、1975年（昭和50年）1月14日、遺族3名が被疑者（工事監督）の不起訴処分に納得できないとして検察審査会に申立を行った。遺族3名からの申立については、審査を申し立てたのが被害者本人ではないことから、即日却下された。しかし、検察審査会の職権により、日本ドリーム観光の審査申立に併合する形で審査が進められることになった。その結果、大阪第一検察審査会は1月16日に審査会議で「被疑者（工事監督）の不起訴は相当である」と議決した（第75回国会・衆議院法務委員会、最高裁判所事務総局刑事局長の答弁から）。この議決により検察審査会法・第32条が適用され、工事監督の不起訴処分が確定した。

### 出火場所
出火推定場所は、南警察署特捜本部の検証によると「3階東側売場・柱12号の南西の布団台」付近、また南消防署長の火災原因決定意見書では「店舗Q」および「ニチイ寝具・呉服売場」付近と推定された。いずれも火災第一発見者の工事人が目撃した「赤黒い炎と黒煙」が立ち昇っていた3階東側売場のエリアである。この付近は、コンクリートの柱、梁、スラブ、金属類以外はすべて燃え尽きており、柱やスラブの煤けの程度は、ほかの場所に比べて少なかったことがその根拠となっている。

### 出火時刻
出火時刻について、大阪地裁は「22時32分ないし33分ごろ」に火災第一発見者が東側売場のほうで火災を発見した、と認定した。大阪府警捜査一課・南署特捜本部が火災現場で実施した燃焼実験の結果から、立ち昇る炎が目撃証言の状況まで伸長するのに約7分掛かると実証されたことから、逆算して「22時25分から27分ごろの出火」と推定された。大阪地方裁判所は着火時刻を「22時25分」、大阪市消防局は出火時刻を「22時27分」と推定した。→ #出火推定場所における燃焼実験

## 火災および被害が拡大した要因
1960年代から1970年代の高度経済成長期には、商業施設や病院、宿泊施設などで高層建築火災が小火も含めて全国的に頻発していた。その中でも千日デパートビルの火災だけが未曾有の被害を出した（1972年5月の時点において）。
本件火災の現場となった千日デパートビルと甚大な人的被害を出した7階「プレイタウン」には、ハード面およびソフト面の両面で、防火管理上の何らかの個別的な問題があったと考えられた。同ビルおよび同風俗店は、消防当局から防災面や設備面において、いくつかの不備について改善を指導されていた事実はあったが、それでも根本的な法令違反があったわけでも、建物や施設に致命的な欠陥があったわけでもなかった。いずれも当時の建築および消防関連の法令には適合していた。
千日デパートおよび7階プレイタウンの防火管理上の問題点と被害が拡大した様々な要因を以下に記す。

### 千日デパートの防火管理上の問題点

#### 既存不適格の建物
千日デパートビルは、1932年（昭和7年）に建設された建物に度重なる改修を加えて使用しており、火災当時（1972年）の建築基準に適合しない部分がみられた。特に1969年から1970年にかけて建築基準法の改正が行われたことによって、建築法令に適合しない部分を多く抱えたまま営業を続けており、いわゆる既存不適格の建物であった。法令不適合の部分に関しては「前法不遡及の原則」に従って改修や設置義務から免れていた。本件ビルが抱えていた建築法令に関する既存不適格の部分とは、例えば、店舗の内装に関する新基準、排煙設備の設置、非常用照明装置の設置、非常進入口の設置、防火戸の熱感知自動閉鎖装置設置、防火区画（面積および竪穴区画）の新基準、階段の幅や構造に関する新基準、特別避難階段の設置などである。また消防法令においても1961年（昭和36年）以前に建てられた建築物かつ防火対象物ということで、こちらも建築法令と同様「前法不遡及の原則」に従って、現行法令の基準を満たす消防用設備などの設置義務の対象からは外され、遡及適用を免れていた。その代表的な例としてはスプリンクラー設備、自動火災報知設備、非常警報設備、消防機関へ通報する火災報知設備、中央集中管理室の設置などが挙げられる。

#### 共同防火意識の欠落
千日デパートは、1958年（昭和33年）12月の開業当初から複合用途の商業施設だったが、1963年（昭和38年）3月13日にビル全館を同一の管理権原者（千日デパート管理会社）が管理する防火対象物として南消防署長に対して防火管理者および消防計画が提出されていた。ところが1967年（昭和42年）に異なる管理権原者である「プレイタウン」と「ニチイ千日前店」が同ビルに出店したことから防火管理体制が複数に分かれるきっかけになった。特に7階プレイタウンは、独自の防火管理者を選任し、個別に防火管理をおこなう体制になっていた。1969年（昭和44年）に消防法が改正され、管理権原が分かれている複合用途防火対象物は共同防火管理が必要な対象物に改められたが、1971年（昭和46年）6月に南消防署は、千日デパートの主要な管理権原者である「千日デパート管理部（日本ドリーム観光）」「プレイタウン」「ニチイ千日前店」の防火管理者を消防署に呼び、3者ごとの消防計画作成および全体としての共同防火管理に基づく消防計画作成の協議会を3者で開くように指導した。右3者は南消防署の指導に従って協議会を開いたものの、会議で計画をまとめることはできなかった。以降3者は南消防署の度重なる指導にもかかわらず、火災発生当日に至るまで共同防火管理体制を取ろうとはしなかった。火災発生2か月前の3月に千日デパートとミナミ地下街関連の6つの関係者は、南消防署の指導で会議を開き、4月1日に「ミナミ地下総合共同防火管理協議会」を発足させ、その発会式を同月13日におこなった。組織や機構などを話し合う前に本件火災が発生したが、肝心のデパートビル内における共同防火管理体制は引き続き等閑となっていた。
千日デパートを経営管理する日本ドリーム観光と、プレイタウンを経営管理する千土地観光とは「親会社と子会社」の関係にあるが、両社間で共同の消火訓練や避難訓練を実施したことは一度もなかった。また千日デパートとプレイタウンの間で防火管理の責任者同士が火災や災害時の通報体制、避難誘導などについて協議したこともなかった。また、共同で防火管理を行うための協議会を設置する構想すらもなかった。異なる管理権原者同士の共同防火管理意識のなさを象徴する例として、火災発生の10か月前に千日デパート管理部は、6階以下の階すべてに災害時に全館一斉放送できる防災アンプ（非常放送設備）を設置したが、7階プレイタウンだけには設置されず、その事実をプレイタウンに通知していなかった。さらには7階プレイタウンから1階保安室へ火災発生を知らせる「火報押しボタン」は設置されていたが、全館の火災を知らせるために7階で鳴動する火災報知機（警報ベル）の設置はなかった。また1階保安室からプレイタウンへ緊急通報する手段は、内線電話と外線電話の両方があったものの、内線電話はデパート営業時間内（21時まで）に限られていた。デパート閉店後の保安室とプレイタウン間の連絡は、同じ建物内に入居していながら「外線電話（一般加入電話）」で行うしか手段がなかった。
大阪市消防局が千日デパートとプレイタウン相互の連絡体制について調査したところによれば、デパート保安係長の説明では「火災があってもプレイタウンに通報することになっていなかった」といい、プレイタウン支配人の説明では「階下で火災があればデパート側が知らせてくれることになっていた」と述べたが、平素からの取り決めについては明確ではなかったとしている。またデパート管理部管理課長の説明によれば「ビル管理上においてデパート側とプレイタウン側との間に規約的なものはなく、取り決めもない。巡回については慣習的にプレイタウンについてもおこなっている。火災時の通報については申し合わせていない」と述べた。管轄の南消防署は、災害時のプレイタウンへの連絡体制について、千日デパートに対してどのような指導をおこなっていたのかといえば、火災時にはプレイタウンに通報するように、と火災発生前から既に指導していた。

#### 消防査察の指摘を無視
本件火災発生の1年前（1971年5月）、千葉市の田畑百貨店で閉店後の深夜に火災があったことをきっかけに、消防当局は商業施設閉店後の防火区画シャッターやエスカレーターの防火カバーシャッターを閉鎖するように指導方針を大きく変更した。それにともない大阪市消防局は、1971年（昭和46年）5月25日と26日に管内の百貨店や商業施設に対して夜間査察を実施した。同時に南消防署も管内の百貨店などに対して特別点検を実施した。大阪市消防局と南消防署は、査察と点検の結果を各施設の関係者を集めて報告し、同時に説明会も行った。そこには千日デパート管理部管理課長も出席していた。同デパートについて市消防局と南消防署が指摘した内容は以下のとおりである。
1. 2階F階段・吹き抜け閉鎖用の横引きシャッターが故障していて使えない状態であり、閉鎖できるように修理すること。
2. 各階フロアの防火区画シャッターのシャッターラインが確保されていない箇所があり、改善すること。
3. 閉店後に各階フロアの防火区画シャッターおよびエスカレーター開口部と各階段出入口の防火シャッターを閉鎖すること。

消防当局の査察の結果を受けて管理課長は、各テナントの協力を得てシャッターラインの確保は実施したが、2階F階段横引きシャッターの修理と閉店後の防火区画シャッターの閉鎖については実行しようとせず、消防署の指導を無視した。2階F階段シャッターの故障については、消防当局から再三にわたり改善を指導されており、1970年（昭和45年）12月にも管理課長は南消防署から同シャッターの故障について指摘されていたが、そのことを上司に報告するも、何も改善されなかった。その後も一向に改善も修理もされず、火災発生日を迎えた。防火設備の設置に関する中途半端な対応の例として、熱式感知器は一部の階を除いて設置されていたが、火災延焼階である2階ないし4階にだけは取りつけられていなかった。

#### 脆弱な保安体制
千日デパートの保安管理は、日本ドリーム観光の千日デパート管理部に所属する保安係がその業務を担当していた。#千日デパートビルの保安管理　保安係の主たる任務は、商品や各店舗の保安監視および安全管理、火災などの災害または盗難等の予防監視ならびに警備取り締まりであるから、デパート閉店後の館内巡回は重要な業務であり、防火シャッター等の閉鎖確認も災害発生を未然に抑えるうえで重要である。また店内工事に際して保安係員が立ち会うことも各テナントに対する保安管理面の責務として必要だが、同デパートでは、人員の削減などにより十分な保安体制が確立されない状況となっていた。同デパートでは、消防当局からの指導で売場内の防火区画シャッターを閉店後に閉鎖するように指導されていた。同デパートの防火区画シャッターは一部を除き、そのほとんどが手動式で、地下1階から4階までに合計68枚設置されていた。これらを限られた人数の保安係員だけで開店時と閉店時に開閉するのは労力的に厳しく、その実効性はなかった。保安係の職務のひとつに「店内諸工事などの立ち会いならびに監視取り締まり業務」があり、本来ならば店内工事に際して保安係員が工事に立ち会う義務があったが、1965年（昭和40年）ころから一部を除いて工事に立ち会っていなかった。保安係員は、開業当初の1958年（昭和33年）当時は25、26人の人員がいたものの、1967年（昭和42年）にテナントに対する契約方式を納入契約制から賃貸契約制に移行したのを機に人員が削減され、火災発生当時の1972年（昭和47年）には日勤専従者2人を含む14人（2班6人、24時間勤務、隔日交代）で業務を行っていた。また保安係員の給与面などの待遇はあまり良くなく、退職者が発生してもその補充が容易にはできなかった。したがって限られた人数の保安係員だけで68枚の手動式防火区画シャッターを開閉することは難しく、テナントの協力を得て売場の防火区画シャッターを開店時と閉店時に開閉することも困難な状況であった。またテナントの多くは、デパートビルの防火管理はデパート管理部が行うべきものと考えていて、デパート側とテナント側双方の共同防火意識は希薄だった。
以上のように千日デパートの保安体制は極めて脆弱なものであったが、のちの防火管理者らに対する刑事裁判やテナント訴訟において、デパート管理部の防火責任者が消防当局からの指導があるにも拘らず、閉店後の防火区画シャッター閉鎖の体制づくりを怠っていたことが火災被害拡大の要因であると認定された。売場内の防火区画シャッター閉鎖の実効性は存在し、各テナントの協力を得ることで同シャッター閉鎖は十分に実現できたと考えられた。実際にニチイを始めとする各テナントは、デパート側からシャッター開閉の協力要請があれば契約内容にかかわらず商品や店舗の安全性に関わることであるから、容易に協力しただろうとの見解を述べている。

#### 閉店後における保安管理の怠慢
千日デパート管理部では、各テナントが閉店後の夜間に宿直することを認めていなかった。これは同デパートの保安係員が各テナントの商品や店舗に対する安全管理の責務を担っていることを意味していて、各テナントとの間に保安管理契約が存在することは明らかであった。またその履行も為されなければならないところ、保安係員は火災当日夜の閉店後に3階で電気工事が行われているにもかかわらず、その工事に立ち会わなかった。その結果、同階で火災が発生した直後に防火区画シャッターを閉鎖し、消火器や消火栓などを用いて初期消火を行うことができず、さらには7階で営業中のプレイタウンに対して火災発生を知らせずに人的被害を拡大させ、その保安管理体制の杜撰さが露呈した。またテナントに対する保安管理契約の存在が明らかであるのに、工事の立会や喫煙管理などの防火管理をテナント（ニチイ）に丸投げしていたことも問題点として挙げられた。出火元となった3階ニチイ千日前店は、賃貸契約時のデパート管理部との取り決めで、同店が出店している3階と4階の階段A、C、E、F（AとFは4階のみ）の階段出入口に設置してある防火扉と防火シャッターおよび4階エスカレーターの防火カバーシャッターの閉鎖は、ニチイ社員が閉店時に実施することで合意を結び特約していた。ところが売場内の防火区画シャッターの閉鎖についてまでは双方の間で取り決めはなされておらず、普段から閉鎖されていなかった（他のテナントも同様）。デパート管理部は、各テナントが閉店後の店内で残業する場合は、同管理部に届けを出すことを義務づけていた。ただしニチイ千日前店の残業は例外で、届け出なしに23時まで行うことができた。残業が終わったあとは、階段出入口の防火シャッターとエスカレーター防火カバーシャッターを閉鎖し、照明などの電源を切り、客などの居残りを確認し、従業員通路（D階段出入口）を施錠をしたうえで同管理部に引き継ぐことになっていた。このようにニチイは千日デパートの中では管理について特約を持つほどのキーテナントであり、工事の立会いについて一定の責務があると考えられた。しかしながら、テナントが工事に立ち会う場合は工事の進捗状況などを確認するのが主たる任務になるので、火災防止などの防災面を監督するのはビル管理者である日本ドリーム観光の役目であると考えられた。しかも出火元の3階にはニチイ以外のテナントが数店舗出店していて、それらに対する保安管理義務が生じることは明らかであり、その意味で日本ドリーム観光が火災当日にニチイがおこなった店内工事に保安係員を立ち合わせる義務があった。閉店時に売場内の防火区画シャッターを閉鎖したうえで保安係員が工事を監督していた場合、火災の発生およびその拡大を防止できたとされた。

### 7階プレイタウンの防火管理上の問題点

#### 希薄な防火管理者の当事者意識
7階プレイタウンは、消防法令で規定される特定防火対象物のひとつであり、区分は「特定防火対象物・第2項（イ）」にあたる。したがって管理権原者の指導監督の下に防火管理者を選任して防火管理にあたる必要がある。プレイタウンの管理権原者は千土地観光の代表取締役業務部長であり、また防火管理者はプレイタウン支配人が選任されていた。通常であれば支配人に就任（1970年9月）したと同時に防火管理者の任にも就くところであるが、前任者からの引き継ぎに9か月間の空白期間があり、防火管理者の変更届がしばらく出されておらず、実際に選任されたのは1971年（昭和46年）5月だった。防火管理者であるプレイタウン支配人は、店内で火災が発生した場合の防火および消火対策は考えていたが、6階以下の階で火災が発生した場合を想定して客や従業員を地上へ避難させることは全く想定しておらず、そのことは念頭になかった。管理権原者である千土地観光・代表取締役業務部長にしても、万が一に階下で火災が発生した場合を想定し、避難誘導に関して支配人や従業員らを指導監督したことは一度もなかった。
プレイタウン支配人は、消防署が主催する防火管理者資格講習会に出席し、ビル火災の特徴や建物の構造、避難誘導の方法などの知識を学んだはずであった。講習の際に使用したテキストも所有しており、熟読したうえで内容を理解すれば更に防火管理や避難誘導の知識が身に付いたはずである。ところが同支配人は「テキストは内容が難しく、面白くもないので殆ど読まなかった」という。テキストには「ビル火災における煙の流動性とその特徴および危険性、火災時のエレベーター不使用の原則、避難時の方向と姿勢、避難器具使用に関する注意点、群集心理によるパニックの特徴、消防訓練の種類と意味」などについて書かれており、拾い読み程度であっても目を通しておきさえすれば、防火管理や避難誘導の最低限の知識を得て高層ビル7階で営業する風俗店の防火管理者としての自覚を持つことができたはずである。そのうえで避難訓練を実施し、従業員らを指導しておけば本件火災に際して日ごろの訓練の成果を遺憾なく発揮できたはずである。知識を身に付けない懈怠によって実際の火災に際しては、プレイタウン滞在者に対して有効な避難誘導は何も行っておらず、自身は消防隊のはしご車によって「7番目に救助された」とマスコミに報道されるに至っては、防火管理者としての自覚が無かったという批判もあった。

#### 蚊帳の外に置かれたプレイタウン
千日デパートを経営する日本ドリーム観光とプレイタウンを経営する千土地観光は、親会社と子会社の関係にありながら、親会社が経営管理するビルにテナントとして入店している子会社の店舗が管理外に置かれていた。防火管理上においても完全に無視され、7階プレイタウンは孤立状態に置かれていた。そして千日デパートとプレイタウン双方の管理権原者と防火管理者が防火管理や避難誘導について協議したことはなかった。また共同で行うべき消防訓練や避難訓練を行ったことは一度もなく、またビル火災を想定した対策や訓練を共同で実施する発想がまったくなかった。平素におけるデパート側との連絡体制の取り決めは何もなく、したがって災害時の連絡体制も何ら考えられていなかった。

#### 消防査察、9つの指摘
プレイタウンは、消防法令が定める特定防火対象物であり、定期的に個別の消防検査を受ける。南消防署が実施した検査では、1970年（昭和45年）12月から1971年（昭和46年）12月までの1年間に合計4回の立ち入り検査（防火査察）を受けていた。そのうちの1971年12月8日の検査では南消防署から以下の9項目の改善指示を勧告された。。
1. 救助袋の破損している個所を早急に補修するか、新品に交換して使用可能な状態にすること。
2. B階段出入口前のカーテンを取り除いて非常口であることを明確にしておくこと。
3. 屋内避難階段には、非常電源を付置した通路誘導灯を設置すること。
4. 非常警報設備に非常電源を付置するとともに自動式サイレンおよび放送設備を併置すること。
5. 各防火戸にはドアチェックを取り付けること。
6. ホール出入口南側の避難用通路の雑品は、避難の支障になるため除去すること。
7. 舞台、休憩室、更衣室での喫煙管理を徹底すること。
8. 店内の装飾用品は防炎処理を施したものを使用すること。
9. 修業点検を確実に励行し、火災予防に万全を期すこと。

また立入検査翌日に発効した指示書に「特記事項」として以下のことが記されていた。指示書の宛名は日本ドリーム観光社長の松尾國三になっていた。
再三にわたる改善指導を無視し続ける日本ドリーム観光社長とプレイタウン防火管理者に対して、消防当局が業を煮やしている様子がうかがえる文言である。しかも「1ないし5」の改善項目は、本件火災で人的被害拡大を招いた要因と大きな関連があり、プレイタウンの防火管理上の問題点を見事に指摘していた。
プレイタウンは1971年12月8日の検査後、同月20日に再検査を受けたが、前回の検査で指摘された事項のうち「1ないし4」の4項目が未だ改善されずに放置状態であると指摘された。特に「救助袋」に関しては以前の検査でも破損について指摘されていて、1970年12月と1971年6月に「救助袋の早急な補修」を指示されていた。また1971年7月には「救助袋の取替えをおこなう間の使用禁止、その旨を張り紙して実行」を指示され、それからわずか5か月後の当検査でも何ら改善されていなかった。支配人は南消防署の検査に2回立ち会っており、立ち会わなかった検査については、立ち会った社員から報告を受けていた。そして消防署からの指摘事項を上司である千土地観光・代表取締役業務部長に指示書を見せて報告したが、右代表取締役は万が一にも救助袋を使う状況には想定してないと言う考えと、費用の嵩むことは後回しにしたいとの思いから、業者に見積もりをさせることすら指示せず、曖昧な態度に終始した。その後、支配人は上司に改善を進言することはなかった。救助袋の破損個所を補修をした場合に掛かる費用は1万5000円程度で、新品に取り換えた場合は20万円程度である。千土地観光では、5万円を超える支出は親会社である日本ドリーム観光の承認を必要としていたことからしても、補修程度であれば独自の予算を使って容易に処理できた。新品に交換するにしても、親会社の規模（資本金76億円）や消防当局からの再三にわたる改善指導があることを報告して説得したならば、日本ドリーム観光としても適切に対応したであろうと推認された。
「救助袋の破損」とは、ネズミによって齧られたと推定される「大きな穴」が救助袋の入り口上部付近に開いており、1970年12月の検査のとき、すでに指摘されていたものである。本件火災後に警察などが現場検証を行った際に救助袋を調べたところ、件の穴は1971年12月の消防査察の時よりも大きくなっていて、小さなものも含めて穴の数が増えていた。脱出者が救助袋を使用したことによって「穴」が裂けたり、布が破れたりしたと考えられるが、それらのうちで「最も大きな穴（45ないし55センチメートル径で4つの裂け目）」を目の当たりにした脱出者たちの不安感と恐怖感は相当なものがあっただろうと考えられた。さらには救助袋の出口（地上部先端）に地上誘導用のおもり（砂袋）が括り付けられていなかった不備もあり、安全に地上へ脱出できる避難器具とは到底言えない状態だった。本件の救助袋使用において、入り口を引き起こして袋を開かなかったことで多くの墜落者が発生したが、仮に袋の入り口を開こうとした場合、窓枠の室内側に填められていた「金網枠（客の転落防止および物品投下防止用）」の下枠突き出し部分が邪魔になって、入り口が完全に開かない（直立しない）状態だったことが判った。救助袋の長さ（展開状態の長さ）が「30.21メートル」で、7階の高さ約25.5メートルに対して十分な斜度を保つ長さが無かったことも判明した。プレイタウンの救助袋は、保守管理がなされていなかったことによって生じた破損だけではなく、設置や機能面においても問題があった。
改善項目「2および3」についても、普段から避難階段の出入口が店内装飾用の幕で隠されていたり（階段B、F）、看板を立て掛けてその存在を消したりしていて（A階段）、非常口の場所が店内の構造に詳しくない客や新規従業員などには判らないようになっていた。唯一安全な避難階段とされた「B階段」の出入口は、エレベーターホールに面したクロークの奥にあり、扉そのものが幕で覆い隠されていることもあって、なおさら人目に付かない状態にあった。B階段の非常口を示す誘導灯はクロークカウンター上部の天井に近い梁に設置されており、天井から垂れ下がっている装飾用の中華風灯篭の影響で誘導灯が見えづらかった。またそれを視認できたとしても、クローク内のどこに非常口があるのか理解できない状態だった。しかもB階段出入口の上部に誘導灯は設置されていなかった。

#### 避難誘導訓練の不徹底
本件火災後に大阪市消防局がプレイタウン従業員の生存者39人（ホステス21人、ボーイ8人、従業員5人、バンドマン5人。1階にいた者も含む）に対して「非常口」について聞き取り調査をおこなったところ、「プレイタウンの非常口（階段A、B、E、Fの各出入口）を知っていたか」との問いに「全部知っていた」と答えたのは28パーセントであり、「一部だけ知っていた」と答えたのは約半数の52パーセントで「全く何も知らなかった」と答えた人が18パーセントいた。「一部だけ」と答えた人のうち「B階段を知っていた」と答えた人が92パーセントいて、「全部知っていた」と答えた人を合わせれば、その認知度は全体で74パーセントである。ホステスについては「B階段を知っていた」と答えた人が約85パーセントと圧倒的に多かった。これは退勤時にエレベーターが混雑するからとB階段を使用するように推奨されていたことが影響していると考えられた。またホステスは全員がホステス更衣室に直結した「E階段を知っていた」と答えた。普段から使用しているとか、持ち場や休憩所に直結しているなど、自分にとって関心がある階段出入口は認知度が高いのである。従業員の間では認知度が高い「B階段」であったが、結局は実際に同階段から脱出に成功したのはわずか2人だけであり、たとえその存在を知っていたとしても階段の構造を熟知し、そのうえで適切な避難誘導と日頃からの避難訓練が伴わなければ、安全な避難階段も役に立たなくなる。新規採用が多く、従業員の入れ替わりが頻繁な風俗店では、店内の構造に詳しくない者が多くいるのは当然であり、客についても一見客は何も判らないのであるから、非常口のありかを明確化しておくことは防災管理の基本である。したがってプレイタウンの防火責任者が責務を果たさず、消防当局の指導に従わなかったことも被害を拡大させた一因である。

### 火災が延焼した要因

#### 初期消火に失敗
3階で電気工事を行っていた作業員らは、同階東側で火災を発見したあと、直ちに消火活動を行おうとした。しかしながら消火器を見つけるのに手間取った挙句、消火器の使い方も解らなかったために消火活動が行えず、その間に火災が延焼拡大した。火災発生を感知して3階に駆けつけた保安係員は、防火区画シャッターを閉鎖する措置を取ることができず、また同階に3か所設置されていた屋内消火栓（いずれも火元から20メートル以内）を使って消火活動を行おうとしたが、猛煙と熱気に阻まれ消火栓がある場所まで近づくことができず、初期消火を断念した。

#### 開けっぱなしのエスカレーター開口部
1階から3階までのエスカレーター周りに設置されていた防火区画シャッターは、閉店後に1枚も閉鎖されておらず、4階から6階までの各エスカレーター開口部に設置されている防火カバーシャッターのうち4階部分だけが閉鎖されていなかった。さらには3階E階段出入口の防火シャッターも閉店後に閉鎖されていなかった。3階で発生した火災は、それらの開放されていた部分から最初に上下階へ火災が延焼した。特に3階のエスカレーター開口部4か所のうち、上階（4階）に繋がる2か所からは、直接的な炎と熱気によって、また下階（2階）に繋がる2か所からは、燃焼した物品や建材の落下によって延焼が拡大した。4階から5階および5階から6階に通じているエスカレーター開口部の防火カバーシャッターは、火災発生時に閉鎖されており、4階からの火炎を食い止めて5階から上階への延焼を完全に防いでいる。その効果によって5階から7階までは延焼による被害はほとんどなく、煙によって煤を被った程度であった。つまり、もしも3階から4階までのエスカレーター開口部、同階エスカレーター周辺の防火区画シャッター、3階E階段出入口シャッターが火災発生時に閉鎖されていたならば、3階から上下階へ火災が延焼した可能性は低くなったと考えられた。また3階で行われていた電気工事現場周辺の防火区画シャッターは作業中に閉鎖しておらず、火災を限られた区画内に閉じ込めることができなかった。工事を行ううえで開放を要する防火区画シャッター2枚を除いて、その他の防火区画シャッターをあらかじめ全て閉鎖しておけば、火災を3階のごく狭い範囲に閉じ込めることができたと考えられており、防火区画シャッター閉鎖の必要性と義務は、のちの刑事および民事裁判において重要な争点となった。

#### 前法不遡及の原則
千日デパートビルは、1961年（昭和36年）の消防法施行令制定以前の防火対象物ということで「前法不遡及の原則」に従い、全館のスプリンクラー設置義務から免れており、自動で火災を消火する設備に頼ることができなかった。また、そのほかの防火設備、消火設備に関しても設置義務の適用から免れていた。たとえば自動火災報知機、煙感知式自動防火シャッター、排煙設備などは設置されておらず、火災被害拡大の一因となった。

#### 大量の可燃性商品
出火元の3階と4階のニチイ千日前店で取り扱っていたおもな商品は、可燃性の衣料品や繊維商品であり、それらの商品（約5万点）が大量に陳列されていた。また商業施設ということで店内には装飾が多く、そのような状況の売場で火災が発生したため、瞬く間に火災は燃え広がった。その後、フロア全体がフラッシュオーバーを起こしたことで爆発的に延焼するに至った。また2階についてもフロア全体に小売店舗が密集して営業し、商品を大量に陳列していたため、延焼拡大を招きやすい状態だった。
千日デパートは、昭和30年代から昭和40年代の多くの百貨店や商業施設と同じように、外窓をベニヤ板などで遮蔽し、外光を取り入れないようにして壁の一部、またはインテリアデザインとして利用しており、それにより消防隊の消火活動に遅れを生じさせた。また内在物品や装飾、新建材の大量燃焼によって発生した濃煙と熱気が消防隊の内部進入および消火活動を阻んだことも火災拡大の一因として挙げられる。

### プレイタウンに大量の煙が流入した要因

#### ビル最上階で営業していたプレイタウン
プレイタウンはビル最上階の7階に位置していた。火災の煙は、建物内の竪穴に到達すると煙突効果で急上昇を始める。その速さは秒速3メートルから5メートルに達し、ビルの最上階から真っ先に溜まっていく。そのため7階が猛煙と有毒ガスに襲われた。なお、プレイタウンが6階に位置していたと仮定した場合、煙の充満が遅くなることから犠牲者の数はいくらか軽減された可能性が高いと考えられた。

#### エレベーターシャフトの隙間
プレイタウン専用のAエレベーターは、地下1階と7階を結ぶ直通エレベーターであり、両階のエレベーター出入口を除いてエレベーターシャフト内に開口部は存在しないはずである。ところが2階と3階の天井部分に手抜き工事によってできたと推定される隙間があり、火災延焼階からその隙間を通じて流入した煙が煙突効果により、エレベーターシャフト内を上昇して7階エレベーター出入口から噴き出し、プレイタウンへ大量に流れ込む一因となった。
Aエレベーターシャフトの2階と3階部分の北壁は、床スラブと天井梁との間をコンクリートブロックを積み重ねて塞ぐ構造になっているが、3階のAエレベーターシャフトは床から天井梁までの高さが3.18メートルあるにもかかわらず、床から立ち上がっているコンクリートブロック壁が2.39メートルしかなく、天井梁との間に縦79センチメートル、横1.88メートルの隙間が開いていた。またコンクリートブロック壁の内側に厚さ3センチメートルのモルタル壁が天井梁から88センチメートル垂れ下がっていたが、ブロック壁とモルタル壁との間には約33センチメートルの間隔があり（1.2平方メートル相当）、その隙間を埋める役目を果たしていなかった。普段は床から2.3メートルの高さに貼られたフロア天井板によって件の隙間は隠されており、誰もその欠陥に気が付くことはなかった。そして火災が発生してフロア天井板が高熱に晒されて崩落したとき、煙が「隙間」からAエレベーターシャフト内へ大量に流入し、7階へ上昇した。
2階のAエレベーターシャフトにも同じような欠陥があり、コンクリートブロック壁上端に縦約1.1メートル、横約1.83メートルの隙間が開いており、モルタル壁の垂れ下がりは1.15メートルあった。ブロック壁とモルタル壁との隙間は平均して約4センチメートルで3階ほど大きくはなかったが、モルタル壁そのものに上下約7センチメートル、横方向約10センチメートル、さらに縦約3から5.5センチメートル、横約10センチメートルの「2つの穴」が開いており、その部分からも煙がエレベーターシャフト内に流入した。その結果、7階Aエレベーター出入口からは火災初期で秒間0.5立方メートル、3階天井板崩落後には秒間2立方メートル、総量4.5トン、3,700立方メートルに及ぶ煙がプレイタウンホール内へ噴出した。煙が大量に噴出したAエレベーターは、火災の初期に従業員がエレベーターを点検するために運転を止めた際に、扉を開けたままの状態にして放置したため、さらなる煙の噴出を誘発した。

#### 空調ダクトから噴出した煙と熱気
火災延焼階である3階と4階、さらには6階と7階を竪穴で垂直につないでいるプレイタウン事務所前の空調ダクト（リターンダクト）吸入口から大量の煙と熱気流が噴出した。千日デパートでは、自主的に空調ダクト内に防火ダンパーを3か所設置していたが、それらはいずれも火災時に作動せず、3階および4階の吸入口から流入した大量の煙と熱気流を噴出させ、プレイタウン内で多くの犠牲者を発生させる一因となった。ダクト吸入口から噴出した煙は、火災初期には秒間1.7立方メートル、中期には秒間最大7立方メートル、総量3トン、2,500立方メートルであった。空調ダクトから噴き出した煙は特に高温であり、摂氏300度から500度に達したと推定された。その影響で事務所前のダクト吸入口すぐ横に7段8列で積み上げられていたビールケース（ポリエチレン製）の山が縦一列と最上段がすべて溶け落ち、収納されていたビール瓶も破裂し溶解するほどの勢いだった。この熱気によってプレイタウン事務所前の廊下は、発火寸前の状態だったことも判明した。プレイタウン各所には、天井付近の下り壁に空調ダクトの吹き出し口が設置されていたが、その部分からも煙が噴出した形跡があり、プレイタウン店内を煙で汚染した要因の一つと考えられている。またトイレの天井に設置されていた吹き出し口からも煙が噴き出した形跡があり、その部分からの煙が開放されていた電気室の外窓へ流れ、エレベーターホールを汚染させる一因になったとの見方もある。#千日デパートビルの空調設備

#### 階段防火シャッターの故障および開放
7階プレイタウンに通じていた4つの階段A、B、E、Fのうち、E階段の3階防火シャッターおよび防火戸、同階段6階防火戸と、F階段の2階吹き抜け閉鎖用シャッターが閉鎖されておらず、その部分から大量の煙が流入し7階へ上昇した。E階段3階出入口の防火シャッターは、高さが2.48メートルあるにもかかわらず、火災発生時に65センチメートルしか降ろされていなかった。2階F階段の吹き抜け閉鎖用の横引きシャッターに関しては、普段から故障していて閉鎖できない状態にあり、南消防署の査察を受けるたびに修理するようにと改善を指導されていたが、長年放置され火災発生時にもまったく改善されていなかった。ホステス更衣室から避難しようとした従業員が同更衣室西側に直結したE階段非常口を開けたために大量の煙が同更衣室に流入した。更衣室にいた従業員は、E階段の汚染に気付いてすぐに扉を閉めたものの、その間に流入した煙の量は膨大であったと推測され、扉の周囲が激しく煤けていた。E階段から噴出した煙と事務所前の空調ダクトから噴出した煙とが相まってホステス更衣室内にいた人たちには致命的な結果となった。また屋上へ避難しようとしたプレイタウン関係者がF階段電動シャッターを開けたことにより、秒間9立方メートル（最大秒間20立方メートル）、総量12トン、9,700立方メートルに及ぶ煙と有毒ガスおよび熱気流が7階フロアへ大量に流入した。F階段電動シャッターを開けた直後に停電が発生し、電動シャッターを再び閉鎖することができなくなったことも災いした。プレイタウンを汚染した煙と熱気流は、その主たるものはF階段と事務所前リターンダクト吸入口から噴出したものによると推定された。

### なぜプレイタウンで多くの犠牲者が出たのか

#### 火災発生の報知および情報が7階に伝わらず
7階プレイタウン滞在者に対して、火災発生の報知および正確な情報がまったく伝わらず、異常覚知が大幅に遅れ、初期の避難行動を起こす機会を失った。火災発生直後に電気工事作業者の1人が3階の火災報知機を押したが（22時34分ごろ）、それはデパートビル全館に火災発生を知らせる自動火災報知機ではなく、地下1階電気室と1階保安室に火災を知らせる機能しかなかったため、プレイタウンには火災発生の情報がまったく伝わらなかった。それどころか、火災状況の報告を受けた1階保安室がデパート閉店後のプレイタウンに対して持っている唯一の連絡手段「外線電話（一般加入電話）」での連絡すらしなかった。このためプレイタウン滞在者は火災発生の正確な情報を素早く受け取り、7階から迅速に避難する機会を失った。消防隊の第一陣は現場到着の際、デパートビル保安係員に対し「上はやっているのか（プレイタウンは営業しているのか）」と尋ねたところ、保安係員らは何を聞かれているのか意味が理解できず、答えられなかったという。また保安係員らは、なぜプレイタウンに通報しなかったのかと問われ「当然7階では火災に気付いていると思ったから連絡しなかった」「建物内に進入する消防隊を案内するために正面出入口シャッターなどを開放することが真っ先に頭に浮かんだ。火災や煙のことで気が動転していて7階への通報は全く考えられなかった」「千日デパートで火災が発生してもプレイタウンへ通報することにはなっていなかった」などと答えている。
プレイタウン関係者らは、7階に流れてきた煙について、ある者はエレベーターの故障が原因だと考えた。またある者は地下1階のプレイタウン専用ロビーで小火があったのだろうと考え、以前にも同じことがあったから今回も大丈夫だと判断した。さらには漂っている煙はプレイタウン電気室が火災を起こしているからだと、結果的に誤った判断をした者もいた。調理場にいた従業員らは空調ダクトから噴き出す煙と熱気に対して、ダクトのどこかが火元だろうと考え、闇雲にダクト吸入口にバケツで水をかけ続けた。ホールにいた客やホステスらの中には「調理場で魚か干物でも焼いているんだろう」「以前、店の営業中にバンドマン控室で殺虫剤を焚いて、その煙がホールに流れてきて騒動になったことがあり、またそれが起こったか」と考えた者さえいた。
7階に煙が流入したことを関係者らが最初に覚知したのは、22時35分から36分ごろであり、大量の黒煙と有毒ガスが流入するまで約7、8分の時間的余裕があった。この間に何らかの方法で火災の正確な情報がプレイタウンに知らされていれば、意味のない無駄な消火活動をしたり、漫然と煙が漂う状況を見過ごしたりすることなく、すぐさま避難行動に移れたと考えられている。その時点でまだ稼働していたエレベーター、もしくはB階段でいくらかの避難は可能だった。火災初期に迅速な避難がなされていれば、ホステス更衣室と宿直室に滞在していた11人を除いて、170人程度のプレイタウン滞在者は無事に地上へ避難できていた可能性が高いとされている。#共同防火意識の欠落

#### 防火責任者らによる避難誘導は行われず
支配人をはじめとする従業員らによる組織的かつ迅速で適切な避難誘導はほとんど行われなかった。従業員らによる避難誘導らしきものは、レジ係などが支配人の指示で行った「火事です。落ち着いて行動してください」「ホステスの皆さんは落ち着いてください」という2回の店内放送と、煙が充満したエレベーターホールに殺到した人たちをホールへ押し戻すためにボーイらが発した「こちらには行けない」「下がって」というような制止の言葉、両手を広げて避難者の流れを押し止める手振りだけである。防火管理者であるプレイタウン支配人は、平素より下層階で火災が発生した場合を想定した避難方法や避難経路をまったく考えておらず、客や従業員らに対する避難誘導ができなかった。プレイタウンでは自衛消防組織なるものを作り、防火に対する気構えは見せていたが、それはあくまでもプレイタウン内の火災発生時に迅速に消火活動を行う目的であって、下層階で発生した火災に際して客や従業員らを避難誘導することを念頭に置いたものではなかった。プレイタウンの防火管理者（支配人）は、従業員を対象にした避難訓練をほとんど行っていなかった。火災の前年（1971年）に消火器の使用方法と点検に加えて実施してはいたが、参加者はわずか29人で、全従業員の4分の1にも満たず、訓練の効果は認められなかった。避難訓練の際にプレイタウンやデパートビルの避難設備などに関する正確な情報を避難誘導を行うべき従業員らに与えなかったことにより、誤った情報による避難誘導で物置の中へ逃げた人がいたり、煙が大量に溜まって煙突化していたF階段シャッターを開放したり、救助袋の正しい使用方法を避難者が理解できずに墜落死を招いたりして人的被害を拡大させた。

#### 唯一の安全な避難階段、有効に使われず
7階プレイタウンは地下1階と屋上を連絡する4つの階段A、B、E、Fに繋がっているが、そのうちの階段A、F出入口については平時においても非常扉が常時施錠されていて使用不可能な状態にあった。7階のA階段出入口は、非常扉の全面に看板を貼り付け、施錠するとともに扉を完全に塞いで使用そのものができない状態になっていた。F階段出入口は、非常扉2枚（観音開き。常時施錠）と電動シャッター（常時閉鎖かつ電源切）で構成されていたが、ホールに直結した電動シャッターは全面がビロードの幕で覆われ、ホール側はベニヤ板で囲いがされ塞がれていた。その前にはボックス席が置かれていて非常時に使える状態ではなかった。またE階段出入口については、非常扉がホステス更衣室に直結していることから、デパート営業中にはホステスたちがE階段を利用してデパート売場内へ自由に出入りしていたことが確認されていて、同非常扉の施錠はデパート閉店後（21時）に限られていた。ただし事務所に保管されていた鍵で解錠することは任意でおこなえた。非常時にプレイタウン滞在者が誰でも利用可能な避難階段は、防火扉2枚で遮蔽されたバルコニー付きの特別避難階段「B階段」（特異火災事例の図面を参照）が唯一安全に使用可能な階段だった。B階段は平素から事実上プレイタウン専用の階段になっており、プレイタウンの営業中は地下1階と7階の扉に鍵は掛けられておらず、関係者が自由に使用することができた。またB階段は、地下1階と7階を除いて、同階段各フロア出入口は常時施錠されており、火災発生時に煙や火炎の流入を抑え、B階段内を煙による汚染から防ぐ機能を備えていた。
火災の初期に消防隊員の1人がB階段を駆け上がって内部探索をおこなった際に、4階まではまったく煙も炎もなく、難なく昇れたという。ところが5階まで来たとき、上階から黒煙が降り注いできて消防隊員の行く手を遮った。それでもなんとか6階まで行ってみたが、それ以上の進入は不可能だった。それは、B階段からの自力脱出者2人が7階B階段の防火扉2枚を開放したまま脱出したため、7階から噴出した猛煙がB階段にも流れ込んだためである。つまり、7階のB階段出入口の鉄扉2枚が完全に閉まっていた状態なら、B階段はすべての階で安全な状態になっていたと考えられ、刑事裁判においても裁判所は「B階段こそが安全確実に地上へ避難できる唯一の避難階段である」と認定した。ところが7階B階段出入口はクロークの奥にあり、人目に付かないように扉が常に幕で覆われていた。扉の上に誘導灯も備え付けられていないことから、その存在が判らないようになっていた。防火責任者らによって避難誘導もなされなかったことから、B階段から避難できたのはわずか2人だけであり、本件火災において唯一の安全な避難階段が有効に使われなかったことで人的被害が拡大した。

#### 救助袋の誤った使用
プレイタウン店内に備え付けられていた唯一の避難器具「救助袋」の正しい使用方法による脱出がおこなわれず、脱出途中に転落して死亡する者が続出した。ホール北東角の窓下に救助袋は備え付けられていたが、猛煙がプレイタウン店内に充満してからしばらくして従業員がキャビネット内に収まっていた救助袋を展張させて地上に投下した。袋の先端が2階のネオンサインに引っ掛かり、それを地上へ降ろすのに時間を要したことから煙に追い立てられた7階滞在者らは我先にと救助袋が設置してある窓に殺到し、袋の入り口を開けない状態で「袋の表面を馬乗りになって後ろ向きに滑り降りる」かたちでの避難が始まった。最初に脱出した男性が運良く地上に降りたために、後に続く人が我先にと袋に跨って降りて行った。しかし、次から次へと救助袋に人が跨ったために、袋は振動で揺さぶられ、摩擦熱に耐えかねて途中で手を放し、ほとんどの脱出者が地上へ墜落していった。自力で降下に成功したのはわずか5人で、その他3人が脱出途中で墜落したところを消防隊が設置したサルベージシートで救われた。
プレイタウンの防火管理者は、救助袋を使用した避難訓練を一度もおこなわなかった。また救助袋の正しい使用方法を従業員に一度も指導しておらず、実際の火災発生に際して救助袋が持つ機能を有効に活用できなかった。また袋の入り口を開けることも容易にできたと考えられており、正しい使用方法による避難は可能だった。刑事裁判において「救助袋が地上に投下されたのは、窓際へ避難してきた従業員がたまたま救助袋を発見したという偶然の出来事があったからに過ぎない」と裁判所に認定されたことは、避難誘導訓練や消火訓練、従業員に対する適切な指示が為されなかったことの裏付けであるとされた。プレイタウンでは、長年にわたって救助袋の保守管理が為されておらず、大きな穴が数か所開いているなどの破損個所もあることから、消防当局から補修するか新品に交換するように勧告されていたが、その指導を無視したことで安全な避難器具ではない状態になっていた。平素から保守メンテナンスが為されていて、従業員に対する訓練と指導もおこなわれていれば、救助袋による避難はさらに有効に機能して犠牲者を少なくできたと考えられている。

#### パニックの発生
プレイタウンの客や従業員らが通常の情報として知っている「唯一の脱出（移動）手段」である2基の専用エレベーターが猛煙の噴出とボーイらの制止によって使用を断念させられ、初期の避難行動が完全に絶たれたことにより、プレイタウンの避難者たちは、火災の正確な情報と避難誘導がほとんどないなかで、どこへ逃げていいのか、どこへ向えばいいのか、誰に従えばいいのかが分からなくなり、ホール内が停電で暗闇になったことも相まって極限のパニック状態に陥っていった。
冷静に行動できなくなった人たちは、フロア内をあてもなく右往左往し、無駄に体力を消耗した。本件火災でパニックの典型例として挙げられているのは、ホールから6階の旧プレイタウン営業エリアに繋がる旧通路部分（火災発生時には廃止され資材置場になっていた）に避難路を求めた人たちが、ホール西側の資材置場の中に入り込み、その後に袋小路で20数人の人たちが息絶えたことである。旧通路部分は、火災発生の2週間前からボウリング場改装工事に伴いベニヤ板で仮閉鎖していた。ところが工事が予想以上に進み、誰も知らないうちにベニヤ板の内側に厚さ27センチメートルの頑丈なブロック塀を積み上げた壁が築かれていた。照明もなく、セメント袋や資材が積まれた幅が1.65メートルしかない狭い空間を「ここは避難路ではない」と直感的に気付いた人もいた。だが物置内に誘導された多くの人たちは、通れるはずの通路が塞がれていたことによりパニック状態に陥り、コンクリートブロックの欠片を持って壁を叩いたり、足で蹴ったりして破壊しようとしたが、頑丈なコンクリートブロック製の壁はそう簡単には壊れず、これはパニックによる冷静さを欠いた行動であった。そして猛煙と密集状態によって避難者らは行き場を失い、20人弱の人たちが物置の内部とその周辺で力尽きていった。これは従業員の誤った誘導によってもたらされた事態であるが、防火管理者である支配人が工事の進捗状況を把握し、従業員に「壁の情報」を伝えていれば誤った誘導は発生しなかったはずと言われており、責任者らの的確な避難誘導をおこなう統率力の欠如、防災意識の不十分さがパニックを増幅させた側面があるとされた。
窓際に避難した人は、煙と熱気から必死に逃れようと顔を窓から出して救いを求めていた。窒息する寸前の状況下で25メートルの高さに居ながら、あたかも地面がすぐ目の前にあるかのように感じられ、いま飛び降りさえすれば猛煙と熱気から逃れられるという錯覚から、実際に飛び降りた人が多数いたことは、パニック状態による異常な心理状態がもたらしたものであるとされた。ビル東側の千日前大劇通に設置されていた千日前商店街アーケードは、屋根の高さが12.3メートルで頂点はビル3階付近にあった。地面に比べればアーケードの屋根は近く感じられた。屋根を覆っている半透明のプラスチック板は照明の影響で7階からは白く見え、地面を目立たなくしていたという。その影響で猛煙と熱気に追い立てられた避難者は、アーケード屋根に飛び降りれば何とかなるという期待感で飛び降りることに戸惑いを感じなかったのではないかと推測されている。火災に気付いて現場に集まった群衆は、飛び降りようとする人たちに向かって飛び降りる行動を思いとどまるように地上から叫んでいた。消防隊員もハンドマイクで7階へ向かって呼び掛けた。しかし7階で必死に救助を待つ避難者たちには届いていなかった。それらの呼びかけは、怒号や歓声のように感じた避難者もいて「実に腹立たしく感じた」と生還した人が証言している。死を目前にしたパニック状態は、正常な判断力を奪うと同時に五感をも狂わせることとなった。またプレイタウン内の死亡者の中に、死因が「胸部腹部圧迫による窒息死」という者が3人いた。これはパニック状態になってホール内を逃げ惑う避難者らに押しつぶされたか、または転んだ時に踏みつけられたかによる状況で死亡したと考えられている。このように極限のパニック状況がゆえに避難者から冷静な判断力が失われた結果、プレイタウンのフロア内または飛び降りなどで多数の死亡者が出ることに繋がった。
一方で、自力脱出に成功した人たちや消防隊のはしご車に救出された人たちは、比較的冷静に行動しパニックに陥らなかったことで生存することに繋がった。B階段を使って脱出に成功したクローク係とホステスの計2人のように、あらかじめ避難に必要な情報を持っていたことは重要であり、非常事態発生時に生き延びる確率が上がると考えられた。体力や運動神経の機敏さも重要であると考えられ、ダイビングの経験を生かしてアーケードのワイヤー目がけて飛び降りて助かった男性客などはその典型例である。無駄な行動や合理性を欠いた行動を慎むことは特に重要であり、消防隊のはしご車で救出された人たちは、飛び降りや物置のブロック塀破壊などの行為に走らず、冷静に我慢して窓際で救助を待ったことで助かる確率が高まった。またバンドマンたちのようにリーダーの指示に従い、無駄な行動を行わず小部屋に待機していたことにより生存につなげられたことは、統率の取れたリーダーの下で行動することの重要性を示すものである。いち早く窓際に移動した人たちは、空間（間取り）を熟知していたことで救出される確率を高めた。これらはボーイなどの従業員に多かった。

#### 多量の煙と有毒ガスの影響
7階プレイタウンで死亡していた96人のうち93人の死因は一酸化炭素中毒によるものだった。下層階の火災で発生した多量の煙のうちの約20パーセントが7階に流入した。ビル火災に際して発生した煙は、最上階から先に充満していくことが知られており、同風俗店はビル最上階の7階で営業していたことから本件火災においても同様の現象が起こったと考えられている。煙の拡散は水平方向で秒速1メートル程度だが、垂直方向では秒速5メートルに達することから7階が煙で充満するまでの時間は僅かであった。プレイタウンでは22時49分ごろにフロアが停電しており、猛煙の充満も加わり視界が全く効かない状態になった。完全な暗闇では、その場を良く知っている人でも1秒あたり70センチメートル、知らない人に至っては30センチメートルしか移動できないという。したがって火災覚知と避難の遅れ、煙の充満および停電による視界不良とが重なったことにより7階プレイタウン滞在者の人的被害が拡大した。
火災によって発生した多量の煙の中に含まれる成分は、一酸化炭素ばかりではなく、有毒ガスも含まれている場合が多い。大阪府警捜査一課・南署特別捜査本部が大阪大学法医学部に依頼して遺体を解剖して調べた結果、犠牲者の血液中の全ヘモグロビン量に対して一酸化炭素と結合した「一酸化炭素ヘモグロビン」の占める割合は50パーセント程度であり、これは一般的なヘモグロビン飽和量の致死量60パーセントを下回る量であった。このため、本件では2階ないし4階で燃えた化繊商品（化学繊維商品）や新建材から発生した大量の有毒ガスも死亡原因に影響したと考えられている。通常の一酸化炭素中毒では、一酸化炭素の致死濃度は空気中で0.1パーセントとされるところ、ビル火災においては一酸化炭素濃度が10パーセントにも達するので、本件火災の致死限界時間は10分以内だったと分析された。猛煙による酸素欠乏、燃焼物から発生した多量の一酸化炭素や有毒ガスが窒息や刺激を伴って複合的に作用した結果による悲劇だった。
ニチイ千日前店の3階および4階で取扱っていた商品は、衣料品を中心に約5万点にのぼり、3階で肌着、くつ下、寝具、呉服などの40パーセント、4階でブラウス、スカート、生地などの41パーセントが化繊もしくは化繊が混合した商品だった。また3階の一部の専門店と2階の専門店街で取り扱っていた商品も化繊やプラスティック、ビニールなどの石油系高分子材料を使った物が多く、有毒ガスの発生源になったと見られている。服飾などの繊維商品に使われていた材料は、ポリアミド系繊維、ポリエステル系繊維、アクリル系繊維、アセテート繊維、レーヨンなどが、また日用品などの商品では、プラスチック、セルロイド、ポリウレタン、塩化ビニールなどがあったとみられ、特にポリアミド系繊維やポリエステル系繊維、プラスチックやビニール類が燃焼した際に発生するシアン化水素（青酸ガス）の毒性が最も強いとされ、多量に吸い込めば数分で死に至ることから、本件火災ではそれらの影響も考えられた。
ビルの内装材に使われる「新建材」も有毒ガスの発生源になったと考えられている。千日デパートビルは商業ビルであることから、燃焼階では装飾などに利用するために新建材を使用していた。新建材とは、合板や木材片をフェノール樹脂（ベークライト）や尿素樹脂（ユリア樹脂）などで固めたもの、あるいはセメントや石粉、ガラス繊維などをプラスチックで固めた建材のことで、建築の内装材として幅広く使われている。これらの材料は高分子材料なので燃焼には大量の酸素を必要とするが、酸素が不足して不完全燃焼を起こすと一酸化炭素、アルデヒド、メタン、炭酸ガス、アセトンなどの有毒ガスを大量に出す。燃焼温度は木材に比べて高くて燃えにくい。摂氏400度から500度に達しないと勢いよく燃えずに燻り続けることから、400度以下の低温では多量の煙と有毒ガスが発生する特徴がある。その量は木材よりも10倍多いといわれている。本件火災当時の新建材は不燃処理や防炎処理が進んでおらず、法律による規制も不十分だったことから、人的被害拡大の一因となった。本件の教訓を活かして火災に強い不燃材の研究開発、防火建材や防火内装材の対する研究開発が進むきっかけとなった。現行の法令では、建物の用途と条件によって防炎性能を必要とする品目を定めている。

#### 停電の影響
前項目「多量の煙と有毒ガスの影響」で記したとおり、7階プレイタウンは下層階で発生した火災の影響によって店内に多量の煙が流入し、同階滞在者の視界を遮って避難行動に支障を来したことも被害拡大の一因であるが、停電によって店内の照明が一斉に消え、プレイタウン滞在者を完全な暗闇の中に置くことになったことも避難行動に致命的な支障を与えたと考えられている。
プレイタウン店内の照明が停電によって消えたのは22時49分である。3階で火災を発見した工事作業者が3階西側設置の火災報知機を22時34分に押したことで地下1階電気室と1階保安室が火災発生を検知した。入浴中だった当直のデパート電気係は、すぐさま電気室内設置の受変電設備（受電電圧2万2000V、設備容量合計3相4,500KVA）の配電盤開閉器を操作して3階と4階の電源をすべて遮断したが、このときは限定的な電源の遮断であり、7階の照明や右同階動力系の電源供給に支障はなかった。このあと、火災が延焼拡大したことからデパート電気係が受電用開閉器を操作してデパートビル全館の電源を遮断したのは23時10分であった。
22時49分のプレイタウン店内の一斉停電は、人為的に行われたものではなく、火災の延焼による電気系ケーブルの焼損で発生した短絡（ショート）の影響であった。大阪市消防局が火災後にデパートビルの電気系統を調査したところ、7階プレイタウンに関係する一般電灯回路は2系統あるところ、地下1階電気室の低圧配電盤内で両系統のヒューズが溶断していた。そのほかA1エレベーターと7階F階段電動シャッターの開閉に用いる動力系の1系統が同配電盤内でヒューズが溶断していた。さらには7階に通じる非常灯用の回路系も同じく溶断していた。7階プレイタウンにも電気室があり、その中に電灯用と動力用の配電盤が設置されていたが、それらのヒューズも溶断していた。右配電盤で人為的な電源遮断は確認されず、電灯用と動力系の各電源は通電状態になっていた。なお本件ビルには、非常用照明は備え付けられていなかった。7階プレイタウンの電灯回路2系統は、4階より上の各階と共通であり、それらの各階に対して電源を供給していたことから、4階の火災拡大に伴い、金属パイプの中に通された電源ケーブルが焼損して短絡（ショート）が発生したことで異常電流が流れ、ヒューズが溶断したことで7階で停電が発生した。そのヒューズが溶断した瞬間がまさに「22時49分」だった。
同様に動力系回路についてもプレイタウンに供給されていた系統は「一般動力No.1系統」と呼ばれ、同ビルの主要な動力源であるエレベーターやエスカレーター、電動シャッターなどの大半に電力を供給していたものであり、それはビル全体を網羅していた。7階F階段電動シャッターも同系統からの電源供給に頼っていたところ、22時48分に屋上へ避難しようとした支配人らがボーイに指示して同シャッターを電動で開けさせたが、結果として猛煙の流入をフロア内に招いてしまった。その後に同シャッターを閉鎖できなくなったことで被害が拡大したものであるが、その根本原因も火災によって「一般動力No.1系統」の電気ケーブルが焼損したことによって短絡が発生し停電した影響によるものである。なおAエレベーターとプレイタウン独自の空調パッケージの電源は「一般動力No.2系統」という別系統からの供給であり、この系統は主に地下1階と1階外周店舗、7階に共通する系統で、このエリアは火災による直接的な延焼被害を受けなかったので、電気ケーブルの焼損はなく、配電盤のヒューズは溶断しなかったことから火災後も通電可能な状態となっていた（ただし水損の影響は考慮しない）。
7階に通じていた非常灯回路2系統のヒューズも地下電気室の配電盤内で溶断していた。この電気系統は、平時は専用の変圧器で受電し全館へ給電されているが、非常時などに常用電源が切れると自動的に蓄電池（容量360Ah、電圧104V）からの電源供給に切り替わる仕組みになっていた。プレイタウンには「誘導灯」が7個設置されていたが（そのうちの一つは救助袋用の誘導灯）、6個のうちの一つは蓄電池内蔵のもので、電源供給が切れても一定時間は点灯し続ける機能を持っていた。火災鎮火後に同フロアへ警察や消防当局が現場検証に入ったときには、蓄電池内蔵の誘導灯1つはまだ点灯していた。それは14日昼過ぎまでは点灯していたという。残りの5個については、非常灯回路に単独で接続する仕様で、蓄電池は内蔵されていなかった。もしも電気室設置の蓄電池から電源供給が為されていれば、それら5個の誘導灯も現場検証時に点灯しているはずであるが、実際には消えていた。そのことから7階プレイタウンの非常灯回路は、火災の影響によって電灯と動力系のヒューズが配電盤内で溶断したのと同じ時期にケーブルが損傷して短絡した結果、電源の供給が止まったと考えられ、電源供給が途絶えて誘導灯が消えたことでプレイタウン滞在者の避難に悪影響を及ぼした可能性もある。ただし、誘導灯は全てが天井や梁などの高い位置に設置されていたことから、仮に火災時に点灯していても猛煙の影響で避難者には視認できなかったと考えられており、誘導灯を低い位置に設置する必要性が検討されるきっかけになった。

#### その他の要因
そのほかの要因としては、プレイタウンは酒場ということで、客やホステスの中にはアルコールの影響により正常な判断ができなかったり、避難行動が緩慢になったりしたケースもあったと考えられた。実際、男性客1人が客席で頬杖をつき、座ったまま死亡していた。
プレイタウンのホールや従業員スペースに面していた外窓が、室高に対して上方に位置しておらず、それによって天井に溜まった煙が窓付近へ下降してきたと同時に下方からの給気も得られなかったことから、避難者に致命的なダメージを与えたと考えられた。もしも同外窓が上方に開口部を持ち、大きさが適度であれば、避難や救助活動が有効に行われ、人的被害が軽減された可能性がある。
消防隊の救助活動においては、火災現場が大阪でも有数の繁華街であり、しかも土曜夜であったことから群衆の集まり（推計3,000人）や周辺道路の交通渋滞に巻き込まれたこと、さらには千日前通の違法駐車車両の影響により、はしご車の部署が困難な状況だったことから、人命救助活動に遅れを生じさせた。東消防本署・はしご車分隊は、アーケード直上の東側窓にはしごを伸長したが、伸長途中のはしごに女性2人が断続的に落下してきたために、その度に遺体の収容作業をおこなう必要が生じ、救助活動開始が6分間遅れた。消防隊は人命救助活動をおこなうために7階窓やB階段から内部進入を試みて要救助者を探索しようとしたが、延焼階窓から噴出する濃煙と熱気により活動が阻止されたことも影響した。またデパートビル東側の商店街アーケードおよびビル北東正面入口前に設置されていた「虹のまち」へ通じる地下街出入口の存在が、はしご車の部署と円滑な救助活動の妨げになったことも要因の一つとして挙げられる。

## 火災の教訓とその後の対策
千日デパート火災は、日本のビル火災史上において最大の被害を出す火災となった。それは半世紀以上経過した2025年現在においても変わらずに最大である。本件火災が発生する半年ほど前に大韓民国の首都ソウルで大然閣ホテル火災が起こり、死者163人を出した。そのときに日本の消防当局や宿泊施設関係者の間では「仮に日本で韓国のような火災が起きた場合でも、我が国においては法律や設備が整えられているので、小規模で食い止められる。備えは万全だ。」と言われた。さらには「あれは外国の火災であり、その国の特殊な事情によって被害が拡大した。日本には当てはまらない」「国力も社会的背景も違う。日本では同様の火災は起こらないだろう」という意見があり、危機感などは感じられなかった。
しかしながら、その一方で消防関係者や防災専門家、マスコミは違った意見を持っていた。「日本の建築物にも盲点や死角があるのは確かで、建築上の欠陥や消防設備の不備、自主防火体制の不徹底などにより、消火が遅れれば大然閣と同様の被害が出る恐れはある。特に古い建築物が危険だ」と懸念を示す向きもあった。それから僅か半年足らずで本件火災の発生によって安全への自信と期待は脆くも崩れ、懸念のほうが的中する形となった。そして日本社会全体や消防防災関係者に大きな衝撃と失望、悲しみが広がった。大阪市消防局にとっては衝撃が特段に大きかった。同消防局は消防設備や消火技能の警防面、査察や指導の予防面、そのいずれにおいても充実度が全国の中でもトップレベルにあることを誇りにしていた。実際に他の消防当局が視察に訪れることが日常化していて、それは名実ともに確かなものであった。だが未曾有の火災は発生し、優れた警防面と予防面を以ってしても甚大な被害を防ぐことはできなかった。
千日デパート火災は、大阪市消防局にとって1970年（昭和45年）4月の天六ガス爆発事故に続き管轄内で発生した大規模な都市災害であった。高度経済成長期は都市の広がりを「上下方向」に伸びることを求め、「雑居ビル」という新語が作り出されるほどビルの営業形態は複雑化していた。ビルや地下街での火災に対する懸念は深刻に捉えられていて、もしも大阪で大きな火災が起きるならば、その最たる場所は「キタ」または「ミナミ」だろうと予測されていたところに本件火災が起きた。場所の予測は的中したが、火災規模と人的被害が全くの想定外だったことの衝撃も大きかった。本件火災の影響は、政府や各省庁、各自治体、消防関係者、さらには一般社会に至るまで、煙死による人的被害の甚大さによって国民全体に計り知れない恐怖感と危機感が植え付けられた。ビル火災の再発防止に向けた消防当局によるビル消防設備等の緊急査察、国会審議、法令や制度の改正、民間で避難訓練を実施する傾向が強まるなど、その社会的な影響は広範囲に及んだ。

### 千日デパート火災の余波
千日デパート火災を受けて国や自治体、消防当局を中心に再発防止に向けた動きは迅速だった。雑居ビルや高層ビルを中心に消防用設備や避難器具、非常階段などの設置状況について緊急点検が全国で実施された。また国会では、衆参の各委員会で本火災が議題として取り上げられ、火災の概要や様々な問題点について連日議論された。避難訓練を実施する動きは全国に広がり、特に救助袋を実際に使用しての訓練が官民ともに盛んに行われた。建築および消防関係の法令を改正する議論も活発になり、火災被害から建物の利用者を護るための方策が検討された。

#### 国の対応
消防庁、各都道府県に対し雑居ビルに対する緊急点検実施を通達
千日デパート火災を受けて自治省および消防庁は、火災発生から2日後の1972年（昭和47年）5月15日に全国の都道府県に対し、危険性のあるビルの総点検を早急に行うよう通達した。特に対象とされたのが、劇場、キャバレー、百貨店などビルの高い階に不特定対多数の人々を収容する用途に供される防火対象物である。また商店、事務所、飲食店などがひとつの建物に入居している「雑居ビル」については、避難体制、通報体制、防火消火設備の機能性について重点的に調べることにした。
大阪市消防局は、消防庁通達を受け5月15日から1週間かけて大阪市内の雑居ビル1,284か所のうち、キャバレーや飲食店が入居し不特定多数の利用者が出入りする「火災発生要注意ビル」と判定された277か所に対して防火設備や防火対策などの18項目について総点検を実施した。6月8日に総点検結果がまとまり、一般に公表された。点検対象となった雑居ビル277か所のうち、合格はわずか42か所で残りの235か所のビルが合計1861件の問題点を指摘され「防火管理不適当」と判定された。235か所のうちの133か所のビルは「消防法令違反」と判定された471件の違反について改善命令が出された。営業しながら改装工事を行っていた24か所のビルに対しては、防火安全性の確保を改善指示した。避難関連施設の改善指示は合計1,014件に達し、6月3日の時点で右の改善指示された事項が未完になっているとして、消防法「第8条」や「第17条」などの規定に基づき改善命令が出されたビルは193件だった。防火管理面に関する改善指示は340件、改善命令は120件だった。警報設備関連の改善指示は507件、改善命令が74件だった。大阪市消防局は「3か月以内に改善命令が実現しない場合は、告発や建物の使用停止措置を講じる」とした。
東京消防庁においても同通達に基づき、5月15日夜に都内の雑居ビル1,980か所のうち、代表的な7か所の盛り場について抜き打ちで査察した。その後、東京消防庁管内の各消防署が6月10日までの間に雑居ビルや百貨店を中心に火災時の避難と安全性および防火管理について査察を行った。対象は、劇場、キャバレー、百貨店、ホテル、飲食店などの不特定多数を収容する4階建て以上の1,442か所のビルで、消防法令における特定防火対象物である。結果は、対象の90パーセントが欠陥ビルと判定され、AからDまでの4ランクに分けた判定では、安全性の高いAランク判定がわずか7パーセントという結果となった。
建設省、雑居ビルに「第十条」に基づく改善命令を通達
建設省は5月16日、同省事務次官名で「雑居ビルなどの総点検を実施し、必要なら建築基準法『第十条』に基づく改善命令を出すなど、安全対策について強力な措置を講じるように」と各都道府県知事宛に通達した。総点検は雑居ビルを始め、不特定多数の人々が利用する建物や地下街が対象とされ、防火や避難設備の現状、維持管理、有効な設置方法を重点的に点検するよう検討する、とした。建築基準法第十条とは、既存不適格の建築物でも保安上危険な場合は、知事などが該当する建物に対して改善、移転、使用禁止を命令できる強制力を伴う条項である。通常は新築の建物が対象になるのが一般的だが、既存の建物にも適用すべきとの意見が出され「千日デパートビルには『第十条命令』を出すべきだった」と建設省内には反省の声もあることから、今後は雑居ビルへの改善命令を厳しく発していくように強調された。
政府、中央防災会議で政令指定都市を中心に既存不適格ビルの総点検実施を協議
政府は5月16日、中央防災会議の各省連絡会議を開き、千日デパート火災に関連して既存不適格ビル（1970年以前に建てられたビル）の防災点検を実施することを決め、政令指定都市にある2千数百か所の建物を総点検の対象とした。また防火管理者の管理責任を強化する法的措置も検討された。有毒ガス発生の原因となったとみられる化繊製品について、品質や取扱量などを規制するかどうかの検討を通産省を中心に行うこととなった。
本火災、国会で議題に
5月16日、第68回国会・参議院地方行政委員会会議において「千日デパート火災に関する件」が「地方行政改革に関する調査」の議題として取り上げられた。火災の教訓として「避難誘導の周知徹底、避難訓練の実施」「複合用途ビルの共同防火管理体制の強化」「避難路を煙から守るための措置」が重要であるとして、建設省や自治省消防庁などの関係省庁が今後の対策に万全を期すことを確認した。また建築基準法や消防法の「既存不適格建物」および「法律不遡及の原則」の問題についても議論された。そのほかにホステスの労災、はしご車を中心とした消防救助設備、なぜ火災で燃えていない7階で多くの犠牲者が出たのか、またなぜ適切な避難誘導がなされなかったのか、などについて、午前の時間を目一杯使って集中議論された。
また同日開かれた衆議院地方行政委員会においても、午前および午後の会議で本火災が議題として取り上げられた。内容は同日の参議院地方行政委員会とほぼ同じであるが、プレイタウンの防火管理者（支配人）について、ある委員は「（プレイタウンで）一番の責任者が救助袋の入口を開け、非常口の鍵を開けるべき人が、一番先に逃げて助かっていて、117人（118人）が死亡しているのはどういうことなのか。あとに残された者は何もしようがない」と政府委員に質問した。同日開かれた参議院建設委員会、参議院議員運営委員会、衆議院法務委員会においても本件火災が議題として取り上げられた。
同日の参議院議員運営委員会においては「議員調査団」の派遣が決定され、本件火災現場で現地調査を実施することになった。同様に衆議院においても被害状況調査のための議員調査団の派遣が決められた。現地調査の結果は、参議院では5月26日の議院運営委員会において、また衆議院では5月24日の災害対策特別委員会で報告された。そのほかにも
その他、下記の国会各委員会で本件火災が議題として取り上げられた。
- 5月17日、参議院災害対策特別委員会
- 5月18日、参議院社会労働委員会
- 5月23日、参議院運輸委員会
- 6月8日、6月16日、衆議院地方行政委員会

自治大臣、都内盛り場などをパトロール
5月17日夜、渡海元三郎自治大臣が消防庁幹部らを伴い、東京都内の地下街や盛り場、屋上ビアガーデンなどを安全パトロールした。地下街については排煙設備、緊急通報体制、防火区画など、最新の設備が整っている状況に自治大臣も満足したが、その後に訪れたキャバレーと屋上ビアガーデンの避難設備に不備が目立ち、あまりにもお粗末な状況に一転して表情が曇った。大臣一行は、9階建て雑居ビルの屋上で営業するビアガーデンを訪れた際に避難設備や避難経路を確認したが「火災時には調理室を通り、1階下の9階まで降りてから同階の救助袋が設置された従業員用窓まで辿り着き、その後に救助袋で降下する」という複雑な避難経路の実態も目の当たりにした。パトロールを終えた渡海自治大臣は「建築基準法改正前に建てられた古いビルに問題が多い。それらに改善命令を出すか用途制限を掛けるかしたい」と述べた。
行政監察局、本火災についての行政運用面を調査
5月22日、近畿管区行政監察局は、千日デパート火災における行政の運用面を調べ、行政管理庁に報告した。その結果は、建築基準法、消防法、労働基準法や防災行政に多くの疑問点があることがわかったことから、翌月中旬から全国15都道府県の大都市で行政監察を始めることになった。対象とされたのは地下街、修学旅行生が宿泊する旅館の防災体制全般であった。行政管理庁は6月7日、先に決められた地下街と旅館に加え、雑居ビルも行政監察の対象とすることを決め、行政管理委員会に監察の計画を説明した。監察の重点項目としては、消防行政機関の体制及び活動状況、ビルや地下街の防火管理体制、避難訓練の実施状況、防災意識の徹底などである。監察を終えたあとは、自治省や建設省などの関係省庁に対して改善慣行を出す、とした。
国民生活審議会、8項目の改善策を提言
5月22日、首相の諮問機関である国民生活審議会の「消費者保護部会（分科会）」は、千日デパート火災と同規模の被害を出さないために防火対策として8項目の改善策をまとめた。改善策は、国民生活審議会に諮ったうえで建設省、通産省、自治省、消防庁などに提出する、とした。改善策は以下のとおりである。
1. 既存不適格の対象物に対して法令を遡及適用。
2. 屋外避難階段や二方向避難経路を設けるための指導を徹底。
3. 火災の際に有毒ガスを発生させる恐れのある新建材に対する製造、使用、販売の規制強化。化繊商品を大量に扱う場合の防火設備の強化。
4. 建築や防火の監視員を増やし、広範な監視網を構築。
5. 複合用途ビルや地下街の共同防火管理義務の徹底を図る。また災害時の連絡通報体制を確立。
6. 防火訓練を慣行化させ、その実施状況を報告する義務。
7. 消費者に対する防火教育の充実。
8. 高層建築や地下街の安全を図るため、構造的基準の見直しを検討。

#法令の改正

消防審議会、法令改正の検討事項提出
6月2日、消防庁は消防審議会に対して千日デパート火災を教訓にした新しい検討事項を提出し了承された。消防法に基づき防火管理体制や消防用設備の基準を強化する目的で、防火対象物の管理権原を持つ者の責務、防火管理者の責務、消防計画の提出、避難訓練の届出について具体的な項目が盛り込まれた。また防火管理と消防用設備面で広い範囲にわたって施設側に義務を課す項目が数多く並んだ。これらの検討項目は審議を経て、のちに消防法と建築基準法の施行令改正の形となって具体化することとなった。
#法令の改正

#### 自治体および消防当局の対応
全国消防長会総会、再発防止について議論
5月18日、東京・五反田で第24回全国消防長会総会（総会）が開かれ、火災の再発防止に向けて至急取り組むべき課題が議論された。本火災に基づいて国に要望すべき事項とされたのは以下のとおりである。
1. 防火管理責任体制および規定の強化
2. 高層ビルと地下街における業種別の用途制限ならびに可燃物量を階ごとに制限
3. 内装の不燃化基準強化
4. 防火区画、排煙設備等の基準強化
5. 避難経路の安全確保のため屋外階段またはバルコニーやタラップ設置義務の強化
6. 災害発生時に作動する非常扉の自動閉鎖装置取付
7. 既存建物に対するスプリンクラー設備や自動火災報知設備、避難設備などの消防用設備等の遡及適用および設置基準の強化
8. 消防設備士の業務範囲拡大

総会において、これらについて提案がなされ、関係法令の改正を自治省消防庁を通じて関係省庁に要望することが緊急決議された。1972年（昭和47年）8月31日、全国消防長会会長から自治省消防庁長官に対して、政令強化についての要望書が提出された。その後、総会の要望書は自治省消防庁で検討が重ねられ、関係各省庁間の折衝を経て12月1日に消防法施行令の一部改正が公布され実現するに至った。
#消防法施行令の一部改正（政令第411号）

大阪市、地下街の防災面を緊急総点検
大阪市建築局は、6月12日から1週間かけて、大阪市内の地下街9か所すべてで総点検を行った。これは建設省や行政監察局が全国の雑居ビルや地下街などの不特定多数が利用する施設に対して、防災面や運用面などの調査を行う動きに合わせて実施されたものである。総点検の重点項目は「防火区画や防煙区画の実態とその改善策」「非常口や階段の状況」「店舗や地下道における可燃物使用の実態」で、点検の結果によって著しく危険だと判断された場合は改善勧告を出す、とした。
大阪市消防局は、6月21日朝8時から難波の地下街「虹のまち」で市消防局員40人と同地下街の自衛消防隊員ら100人も参加して防火設備の点検を行った。テナントの喫茶店の厨房で発煙筒を10本焚き、煙を発生させて設備の作動状況を確認した。発煙30秒後に煙感知器が作動し、防火シャッターが自動で降下、排煙装置も正常に作動した。更に15分後、防火シャッターを開けると内側に煙が滞留しており、煙の流出を防ぐことが確認できたが、煙の排出までに30分を要した。また停電状態にして非常照明の点灯試験も実施され、バッテリーが機能して地下街を明るく照らす様子が確認された。ミナミの「虹のまち」に関しては1969年の建築基準法改正以降に造られた地下街ということで消防用設備も含めて新しい基準が採用されており、点検の結果は「及第」だと評価された。
地下街は、雑居ビルよりも災害発生時の危険度が特段に高いとされ、「雑居ビルの横倒し版」だと形容されている。雑多なテナントが地下の狭い閉鎖空間に密集して営業し、地上への連絡口は階段のみに頼っていることからも、ひとたび地下で火災が起これば利用者は煙に巻かれて地下空間に閉じ込められ大混乱を起こし、雑居ビル火災の比ではないほど人的被害は甚大になると予測されている。その懸念は、千日デパートビル火災が起こる以前から建築や防災の専門家らによって示されていた。大阪市内には1972年の時点でキタとミナミを中心に大規模な地下街が造られており、特にキタの「旧ウメダ地下街」に該当する部分が防災上において問題を抱えていると指摘されていた。右地下街が戦中の1942年（昭和17年）に造られた地下通路を基に発展したことにより、迷路のように複雑な形状をしていることで空間の把握が難しく、地上と連絡している階段の数が不足していることやスプリンクラー未設置など、防災面の充実が図られていない問題があった。また管理体制が「35」の責任組織に分かれており、通報や避難誘導に関して一元的に行える設備が無いなど、災害時の安全面に対して日本科学者会議などで構成される「地下街問題研究会」の識者から問題が指摘された。大阪市の管理体制も杜撰だと指摘され、道路建設局や土木局などが防災面に関して運営側との間で管理体制の連携を築けておらず、指導監督面での不安も覗かせた。緊急の提言としては「大阪市による一元的な管理体制を取ること」「危険性のある地下街をこれ以上造らないこと」「旧ウメダ地下街については、追加で新しい階段を14か所設置し、7か所の階段を拡幅すること」「地下街の防災問題を調べるための調査研究機関の設置」などが出された。この提言を受けて「旧ウメダ地下街」は、早急に誘導灯45個を取り付けた。今後は更に誘導灯や誘導標識を増設し、階段の増設や排煙装置の設置を検討するとした。また大阪市では、総合計画、土木、建築、消防の各部局が集まって「地下街問題協議会」を設置して対策の検討を開始した。

#### 避難訓練
衆議院議員会館で避難訓練実施
5月19日、衆議院議院運営委員会「院内の警察および秩序に関する小委員会（小渕恵三委員長）」は、永田町の衆議院第二議員会館で消防演習および避難訓練を実施した。避難訓練については「会館7階で出火、館内に煙が充満、逃げ遅れ多数」という想定で実施され、特に救助袋を使った避難に重点が置かれた。小渕恵三委員長（のちの内閣官房長官、首相）も救助袋の中に入って避難を体験した。
日本各地で実施された消防避難訓練
5月26日午前に大阪府庁舎で消防避難訓練が行われた。先ずは各課の火気取扱責任者約200人が参加して「別館8階の食堂から出火」を想定した消火訓練が行われ、その後に屋上で「消火器取扱い訓練」へと進んだが、屋上出入口の鍵が開いていなかったために守衛が慌ててカギを取りに行くという不手際があった。その後に救助袋を使った避難訓練へと移っていった。東消防署のはしご車など4台の消防車両も訓練に参加した。救助袋は庁舎の高さ25メートルから30メートルに設置され、23人の職員が実際に袋の中を滑り降りて避難を体験した。
大阪市内では6月9日午後に「雑居ビル」での避難訓練も行われた。銀行や飲食店など22テナントが入居する阿倍野区の9階建て商業ビルで「1階から出火、火災は上層階に延焼、逃げ遅れ多数」という想定で訓練が実施された。ビルの自衛消防隊員約70人が避難誘導の手順と経路を確認した。阿倍野消防署からは、実際にはしご車など計6台の消防車両がサイレンを鳴らして出場し、屋上に取り残された人や煙に巻かれて逃げ遅れた人をビル内部に進入して30分足らずで救助した。また救助袋を使った避難訓練も実施され、ビル利用者らはビル6階から9階の3か所に設置された救助袋を使って避難を体験した。
6月20日午前には、心斎橋の百貨店と南消防署合同で消防訓練が実施された。「7階の屑入れにタバコが投げ込まれ、紙ごみが燃え出して文具売り場に延焼した」という想定で訓練が始まった。百貨店側が119番通報し、すぐに館内放送で火災発生を全館に報知した。その後に非常口を開け、防火シャッターを降し、店内の消火栓を使用して消火、出場した消防隊員を火元へ誘導するという一連の手順を確認した。屋上での逃げ遅れを想定してはしご車による救助訓練も行われた。店員47人と南消防署の消防車両5台が訓練に参加した。
東京都内では、高層雑居ビルが多く林立する新宿などの繁華街で避難訓練を実施する動きが相次いだ。特にキャバレーや飲食店が入居する小規模な雑居ビルで火災に対する危機感が強く、東京消防庁の管轄する消防署に避難訓練実施を要請するビルが多く見られた。消防署員から避難訓練の方法や注意事項の説明を受けたあと、実際にはしご車や救助袋を使ってビルの窓から地上へ脱出する訓練が各所で行われた。百貨店やホテルなどでは防災設備の点検を中心とする内容となった。
地方都市でも高層ビル火災に対する危機感は強く、長野市消防局は5月29日に長野駅前の百貨店で「中高層ビル立体消防訓練」と題する消防総合訓練を実施した。訓練には従業員の他に買い物客も参加した。7階からの出火を想定し、発煙筒を焚くと同時に従業員による避難誘導訓練が開始され、7階滞在者は救助袋を使用した避難を体験した。火災延焼の想定のもと放水訓練も実施され、消防車5台によって一斉放水がおこなわれた。人命救助訓練では、ビルの内部探索やはしご車による救出、高所救助者に対してロープを打ち込み、レスキュー隊員がロープを伝って救助を実演することもおこなわれ、従業員らも右訓練を体験した。

### 検証実験および火災実験の実施
千日デパート火災では、防火管理者や失火の被疑者に対して刑事責任を追及するために、科学的な検証データを必要としたことで捜査当局が火災現場で燃焼実験や救助袋を使った降下検証実験を行った。また大規模なビル火災の再発防止の観点から、関係各省庁などが現存する建物を燃焼させて延焼の過程や煙の流動性を検証し、防火防煙対策の策定、消防用設備や建築防火設備の有効性を確かめるための実験が行われた。「煙死」に至る過程や化繊および新建材が燃焼する際に出す「一酸化炭素」や「有毒ガス」を検証するための本火災についての検証実験に基づく煙および有毒ガスに関するデータ解析、動物実験も実施された。

#### 救助袋の降下検証実験
1972年6月13日午後、大阪府警捜査一課・南署特別捜査本部は、千日デパート火災に関して防火管理者の刑事責任を追及するため、7階「プレイタウン」に設置されている救助袋の機能を確認する降下検証実験を火災現場で実施した。同救助袋は、火災発生直後から様々な欠陥があることは既に判明していた。例えば救助袋の入り口付近にネズミによって齧られてできたと推定される大きな穴が数か所開いていたり、出口先端部分が地上へ投下された際に機能する「誘導用の砂袋」が取り付けられていなかったりという欠陥である。救助袋自体も1952年（昭和27年）に設置された古い器具であり、保守管理もされていなかったことから老朽化が指摘されていた。降下検証実験では、火災の際に使用された実物の救助袋を地上に投下し、府警科学捜査研究所員および大阪市消防局員の立会いの下で実施された。
先ず降下実験に先立って先端部分の砂袋が取り付けられるロープを検証したところ、長さがわずか「30センチメートル」しかないことが判明した。当該ロープは、地上誘導の役割だけではなく、地上で救助を補助する者がロープを手繰り寄せて救助袋に適切な張りと角度を付けるための機能もあることから、最低でも「救助袋と同じ程度の長さが必要」とされている。プレイタウンの救助袋は31.35メートルの長さがあることから、降下実験に際しては「50メートル」の長さのロープを出口先端に取り付けてから実験が開始された。地上に投下されたプレイタウンの救助袋は、係員によってロープを引っ張り、十分に展張させた。ところが地上から7階までの高さ25.5メートルに対して袋の長さが「31.35メートル」では出口付近の地面に対する傾斜角度が「55度（ビル壁面基準では35度）」と、かなり急になることが判明した。理想の角度は「45度（地面基準）」よりも緩くなることが望ましいとされているなかでは、プレイタウンの救助袋は安全に脱出できる状態からは程遠かった。45度の傾斜角度にするためには、救助袋の長さは最低でも36メートルよりも長くする必要があったが、プレイタウンの救助袋は、1963年（昭和38年）に移動式から固定式へ改造された際に入り口側を「5メートルから6メートル」切断していた。
実際の降下実験の段階では、出口を6人の係員が把持し、7階から人間に見立てた「2種類の土嚢（重さ30キログラムと60キログラム）」を救助袋の中に入れて投下した。出口を既定人数の6人で支えても、地上からの出口の高さは1.5メートルよりも低くならず、55度の急傾斜の影響で土嚢はわずか5秒弱で地上へ滑り落ち、出口から5メートルも飛ばされた。この実験からは、仮に袋の入り口が開いていて、避難者が袋の中を滑り降りたとしても安全に脱出できたかどうか確証が持てない結果となった。また土嚢を投下するたびに元から開いていた「穴」や「裂け目」が擦り切れたり、穴が更に広がったりする現象も確認され、出口では5回目の投下で「50センチメートルの新しい穴」が開いた。南署特捜本部は、以上の降下検証実験の結果から、デパートビルやプレイタウンの防火管理者が救助袋の点検や整備を怠っていたのは明らかであり、従業員が救助袋の使い方を知らなかったことが立証できたとして、関係者の刑事責任を追及する方針とした。

#### 出火推定場所における燃焼実験
大阪府警捜査一課・南署特捜本部は、1972年6月22日午前10時過ぎから約4時間を費やし、出火元と推定される千日デパート3階東側・ニチイ千日前店の寝具売場で「燃焼実験」をおこなった。失火の疑いが掛けられている工事監督について供述や関係者の証言以外に直接的な証拠が存在せず出火原因を特定できないこと、またデパートビル側の防火管理の不備などについて刑事責任を追及するには科学的な立証が必要ということで、出火するまでの時間的経過や煙の流れを科学的に分析するために燃焼実験は不可欠とされた。実験に際しては、商品や装飾などを火災当日の状態に復元し、火災前の現場状況を再現した。この燃焼実験には、大阪地方検察庁、大阪市消防局、大阪府警科学捜査研究所、鑑識課員20人、火災発見者の工事作業者4人、デパート保安係員2人も実験に立ち会った。
当初は火災現場での本格的な燃焼実験は、建設省・千日デパート火災調査委員会から「実際の火災条件とは違うことから正確なデータが得られない」と意見が出されていて、実施が断念されていた。しかしながら捜査当局は「防火管理者らの刑事責任を追及するには科学的な検証が必要である」として、何らかの形で火災現場においての燃焼実験を模索していた。その結果、捜査当局は火災の完全再現実験は断念し、発火に至る時間的経過や煙の流動性を検証することに限定した燃焼実験を実施する方針を固めた。
燃焼実験に際しては、出火推定場所である3階寝具売場の木製商品台（高さ10センチメートル）の上に「夏用洋布団（化繊）」を10枚重ねで3列並べ（高さ1メートル）、鑑識課員が火の点いたマッチのすり軸を洋布団の上に投げ捨てて実験が開始された。1回目は消えて失敗したが、2回目で着火に成功した。マッチの火は洋布団の上で約5分間は燻り続けたが、6分30秒後に約30センチメートル四方が発火し、7分後には高さ約80センチメートルの炎が勢い良く燃え上がった。この発火の状況は、火災の第一発見者である工事作業者の目撃証言と概ね一致しており、実験現場から南西へ40メートル離れた火災当日の作業現場で待機していた4人の工事作業者の確認も得られた。洋布団から燃え上がった炎と煙は、その後に天井（スラブ）まで立ち昇り、表面を這うようにエスカレーター開口部へ流れていく様子が確認された。燃焼実験の後に発煙筒を使って煙の流動性も確認された。
翌23日の午後からも引き続き火災現場で燃焼実験が行われ、実験2日目は「7階プレイタウン」への煙の流動性について調べられた。実験の立会いは前日と同様に大阪地方検察庁、大阪市消防局、大阪府警科学捜査研究所、鑑識課員ら80人が参加していたが、そこに建築学の専門家である京大助教授も加わった。出火推定場所の3階寝具売場に「夏用洋布団」計69枚を2メートル四方、高さ1.1メートルに積み重ね、14時37分にマッチで点火して実験が開始された。洋布団に着火した火は瞬時に燃え上がり、立ち昇った煙は階段、ダクト、天井やエレベーターの隙間へ吸い込まれるように流れて行く様子がモニターで確認された。実験開始から14分15秒後に7階プレイタウンの南側エレベータードアの隙間から煙が噴き出す様子が確認された。18分後にクローク前の周辺に煙が充満し、酸素ボンベを装着していない人は、その場に留まれる状態ではなくなった。更にそれから2分後にはプレイタウンのホール全体に煙が充満した。
この実験結果から、遅くとも出火から20分以内には、プレイタウンに煙が充満することが確認された。実際の火災では、膨大な燃焼物から発生した煙と熱は実験とは比べ物にならないほど多量であり、窓などの開口部もその多くが閉じられて閉鎖空間となっていたことから、遥かに短時間（煙流入6分以内、煙充満15分以内）で多量の煙がプレイタウンに充満したと推測された。大阪府警捜査一課・南署特別捜査本部（特捜本部）は、2日間の燃焼実験のデータを解析して工事監督の失火容疑を固め、防火管理者らの刑事責任を追及する、とした。また同特捜本部は、大阪市消防局の調査結果および2日間の燃焼実験の結果を基にした「煙のデータ解析」を建設省建築研究所および京大工学部に鑑定依頼した。これは延焼階で発生した多量の煙がどのような経路を伝ってプレイタウンに流入したのかという流動性と、多くの犠牲者を出す原因となった煙について、その速さ、量、濃度、成分がどれくらいであったかという危険度を算定する目的で為されたものである。同特捜本部は、鑑定結果が発表され次第、業務上過失致死傷容疑で防火管理者らの刑事責任を厳しく追及し、書類送検する方針だ、とした。

#### 厚生省旧庁舎ビル燃焼実験
1973年（昭和48年）5月9日、東京・霞ヶ関の空きビルとなった「厚生省・旧第一別館（5階建）」を使って千日デパート火災の燃焼状況を調査するための実物火災実験が行われた。実施したのは建設省建築研究所、自治省消防研究所、通産省製品科学研究所で、実験は同日午前6時40分から開始された。本火災の完全再現実験ということで東京消防庁から6台の消防車両が出場し警戒にあたった。同館2階フロアの一部分（225平方メートル）に千日デパート火災の3階出火当時と同じ量に相当する合計4トンの可燃物（化繊2トン、木材2トン）を設置し、アルコールを撒いて点火した。実験の時間経過と結果は以下のとおりであった。
- 点火30秒後　化繊の衣類が燃え上がり、2階フロアの天井に黒煙が立ち込めた。
- 1分30秒後　赤黒い炎がフロア全体を覆い、窓から黒煙が出始めた。
- 3分40秒後　破裂音とともに窓ガラスが飛び散り、炎が窓外へ噴き出した。2階の天井全体に炎が走り、フラッシュオーバー現象が確認された。
- 14分後　黒煙が急激に増え、階段を伝って上階に流れ始めると同時に最上階の5階に充満した。5階には「ハツカネズミ30匹」を置いていたが、煙の流入により激しく暴れて苦しがる様子が計測装置に記録された。
- 33分後　1階の階段入り口から大型送風機を使い、毎分1,000立方メートルの強制送風を開始したところ、階段部分の煙は薄らいだが、2階出火階はバックドラフト現象を起こして激しい炎に包まれ、室内の温度は摂氏1,200度に達した。上階の煙はより一層濃くなり黒煙で視界が利かなくなった。5階のハツカネズミは3分の1が動かなくなった。
- 60分後　2階の火勢は衰えず、窓枠が損傷して落下した。5階の一酸化炭素濃度は1立方メートルあたり0.07パーセント、酸素濃度は10パーセントを切り、人間が同階で生存不可能な状態に達した。
- 87分後　建物裏側（中庭）で輻射熱により隣の建物へ延焼し始めたため消火作業が開始されたため、実験打ち切りとなった。

当実験で各階における煙の流動性、一酸化炭素濃度と強制送風による避難路確保の可能性などについて計測し、今後のビル火災対策上の貴重なデータを得た。特に火災の延焼の速さには専門家から驚きの声が上がった。また煙をビル内から排出する目的で強制送風を行った実験（点火33分後）では、本火災と全く同じ状況が再現されたことから、外部から大量の空気をビル内に入れることは火勢と煙を増やすことに繋がるので危険性が高いとされた。

#### 労働省旧庁舎ビル燃焼実験
旧厚生省ビルでの火災実験から約1か月後の6月3日、東京消防庁は東京都千代田区大手町の「労働省・旧庁舎ビル（3階建）」を実際に燃やして火災実験をおこなった。実験の目的は、消防用設備などが実際にどのような働きをするのかを確かめるためであった。各階にスプリンクラー、防煙シャッター、熱感知器、煙感知器、誘導灯などを設置し、1階と3階で同時に点火してその効果を確認した。
同日午前7時15分に点火し実験が開始され、点火6分後に建物全体に煙が充満した。実験の結果では、煙感知器と熱感知器を比較すると、煙感知器のほうが早く反応したため、本火災においては出火から2分30秒から3分までが避難の限界だったとされ、熱感知器および煙感知器の設置が不可欠だったとされた。だが実際には千日デパートの出火階と延焼階（2階ないし4階）に煙感知器はおろか熱感知器すら設置されていなかった。当実験では、階段に1か所「防煙シャッター」が設置され、煙の遮蔽性が調べられたところ、煙の流動が始まってから約10分間は煙を完全に遮断することが確認された。これらの実験結果を受けて東京消防庁は、防煙対策は防火管理上において必要不可欠として、ビルの管理権原者が防煙対策を怠った場合には、厳しく告発するとした。

### 調査研究

#### 千日デパート火災調査委員会
建設省は、千日デパート火災について、建築構造的な見地から本件火災事故を調査し、被害が拡大した原因を解明することで今後の防災対策を図るため、臨時に「千日デパート火災調査委員会（委員長・星野昌一）」（以下、調査委員会と記す）を設けた。本火災事故は、未曾有の被害を出した上に特異な原因や状況が見られたことから徹底した現場検証を行ったうえで調査検討がなされた。調査委員会メンバーは、11人の委員と5人の専門委員で構成され、建築学の権威や関係各省庁などの専門家らが参加した。火災発生の同年8月31日に「中間報告」を発表し、基本的見解をまとめた。火災事故から間もない時期に中間報告を発表した理由は、再発防止策を社会的に実施していくうえで行政の準備と対応が早急に必要であったからである。
調査委員会が中間報告でまとめた見解では、火災被害拡大の根本原因として以下の2点が挙げられた。
1. 大量の可燃物が燃焼したことでエスカレーター開口部などの竪穴を通じて上下階に火災が延焼拡大したこと。
2. 大勢の人々が滞在していた7階プレイタウンに火災の情報伝達が為されず、避難誘導が不適切だったことと相まって避難する機会を失ったこと。

千日デパートビルの建築構造上の欠陥については、空調ダクトやエレベーターシャフトおよび階段区画の防煙措置の不完全、避難階段および避難通路の不備、給排気システムの不備が挙げられた。建築構造上の欠陥には、設計計画上および維持管理上の不備も含まれており、空調リターンダクト内の防火ダンパーが3か所設置されていたにもかかわらず、一つも作動していなかったことはその典型例とされ、ビル設備の常時点検や維持管理の必要性が指摘された。また法令による定期検査の強化も必要とされた。建築構造上の欠陥に対する火災被害防止対策としては、大量の可燃物の取り扱いに対する安全対策、情報伝達の整備、排煙および給気システムの整備、避難路の整備、救助活動と消火活動の検討、上階への煙流入の防止対策などが提言された。また今後の研究対象としては、避難路確保の技術的解明が必要とされた。

#### 建設省建築研究所による煙に関する鑑定報告
建設省建築研究所は、千日デパート火災の際に延焼階で発生した煙に関して、7階プレイタウンに流入した経路、量や質、濃度、危険度などの6項目について、大阪府警捜査一課・南署特別捜査本部（特捜本部）から鑑定を依頼されていたが、1973年（昭和48年）3月27日にその結果がまとまり、同月29日に同特捜本部へ提出された。この鑑定書は1972年6月22日、23日両日に南署特捜本部が火災現場で実施した「燃焼実験」の結果および大阪市消防局の火災調査の結果を基に同建築研究所が10か月の期間を掛けてコンピューター解析し、作成したものである。同特捜本部は、同建築研究所の鑑定結果から刑事責任追及は妥当だと判断し、千日デパートの防火管理者や7階プレイタウンの防火管理者らを業務上過失致死傷の容疑で送検する方針とした。
建設省建築研究所の鑑定によれば、3階の出火推定場所で工事監督が充分に消えていないマッチの擦り軸を商品の洋布団の上に投げ捨てたことにより、その5、6分後に火の手が上がり、10分後には高さ3.15メートルの天井まで火柱が到達した。その直後に火は天井面を這ってフロア内部を流れてフラッシュオーバーを起こし、輻射熱で3階の温度は摂氏300度に達してフロア全体が火の海になった。その後に同階の防火シャッターが閉まっていなかったエスカレーター開口部や階段出入口から上下階へ延焼し、火災発生18分後に延焼階の温度は摂氏600度から800度に達した。延焼していない7階プレイタウンの室温は、流入した煙と熱気の影響で摂氏80度に達したと計算された。
火災で発生した煙の量は、ピーク時で毎分あたり3トン、容積換算では7,000立方メートルをはるかに超え、和室6畳間の容積を基準に比較すると実に233倍以上だと計算された。7階プレイタウンに流入した煙は、火災発生6分後には7階プレイタウンに到達した。その流入した割合は、発生した煙全体の10パーセントだったと計算され、流入経路はおもに事務所前のリターンダクト、らせん状のF階段、南側エレベーターシャフトからで、その噴出割合はリターンダクト18パーセント、F階段67パーセント、南側エレベーターシャフト15パーセントだと計算された。
煙の流れは異常なほど速く拡散しており、その要因としては、千日デパートビルは商業施設ということで各階が開放型売場であることから壁や間仕切りなどで細分化されておらず、煙の拡散を遮断できなかったことが影響した。さらには北東正面などの出入口が消火作業のために開放されたことにより、大量の空気が流れ込んだ影響で煙の流れが加速された。7階プレイタウンでは、外窓の開口部が小さく（縦90cm、横157cm）、更には非常口や屋上出入口が閉ざされていたために煙の排出がほとんどなされなかったことから、同階に流入した煙の濃度は、室内の見通し距離から濃度を算定する「減光係数」では最大「24」だと解析された。この数値は「0.1から0.2」で避難安全限界に達するとされていることからすれば、実に200倍以上の猛煙だったことになり、プレイタウンの避難者には一寸先も見えない状態だった。
延焼階で燃焼した物品は、おもに化繊商品や新建材で、その量は25トンだった。煙の成分はおもに一酸化炭素で有毒ガスも発生したが、その量は微量だったと解析された。7階プレイタウンにおける酸素濃度は、延焼が進むにつれて急激に減少し、煙の流入から17分後には酸素と一酸化炭素の濃度は同比率となり、その2、3分後（約20分後）には一酸化炭素の濃度が極端に増えて、プレイタウン滞在者の煙死に繋がった。火災で煙の詳細な鑑定や解析がなされたのは、わが国では初の事例であった。

#### 民間における調査研究
本火災の調査研究は、公的機関以外に民間でも調査研究が行われた。代表的な例として「防災都市計画研究所」および「MANU都市建築研究所」が合同で行った調査研究が挙げられる。その成果は一冊の報告書「千日デパート火災研究調査報告書・防災の計画と管理のあり方を検討する（村上處直、高野公男著）」にまとめられた。本火災は、人的被害および物的被害が甚大で未曾有の大災害であったが、そのなかにおいて63名の生存者がいたことで、公的機関による調書や報道インタビューから多くの証言が得られた。そこを手掛かりに火災の時間的な経過を出火場所、1階保安室、7階プレイタウン、消火救助活動に分け、時系列的に各所における人々の行動や事象をすり合わせて検証することが可能な事例として詳細な調査研究が期待された。従来の日本の火災調査では、原因や死傷者数、損害などについて詳細に述べられるのが定番だったが、延焼中の建物内における人間の動きや煙の充満過程など、実際にどのようなことが起こっていたか、時系列的に検討された報告書は無かったという。
本調査研究では、実際に調査員らが鎮火直後の火災現場に赴き、写真撮影を含めてデパートビル内を綿密に調査し、報道や証言などを加味しながら本火災を多角的に検証した。特に重視されたのは、人々が実際に7階プレイタウン内で取った避難行動を解析し、建築構造的にどのような対策を立てれば火災時に避難を円滑にして人的被害を最小にできるのかについての検討である。調査研究の成果から、防災計画についての新たな方策や知見が得られたことから、以降の超高層ビル建設などにその成果が活かされることになった。火災に際して煙の流入と拡散を建物の空間に及ぼさない、または煙の拡散を可能な限り遅らせることが人命を守るうえで重要であることから、本火災以降の超高層ビルの建設にあたっては、避難階段や廊下を加圧すること、ダクト内の防煙ダンパーを確実に作動させることの概念が普及し、加圧防煙システムが取り入れられるようになった。

### 法令の改正
千日デパート火災を教訓として、全国消防長会総会、消防審議会などで再発防止に向けた議論および検討がなされた結果、国会審議を経て消防法令、消防規則、建築基準法令が改正されることになった。
本火災以降に改正された消防法令および規則は、1972年（昭和47年）12月1日に消防法施行令の一部改正（政令第411号）、1973年（昭和48年）6月1日に消防法施行規則の改正（自治省令第13号）、1974年（昭和49年）6月1日に消防法の一部改正（法律第64号）、1974年6月1日に消防施行令改正（政令第188号）、1974年7月1日に消防法施行令の一部改正（政令第252号）、1974年12月2日に消防法施行規則の一部改正（自治省令第40号）である。また建築基準法令については、1973年（昭和48年）8月23日に建築基準法施行令の一部（政令第242号）が改正された。本節では、改正された法令のうち消防法令の「消防法施行令・政令第411号（1972年）」と「消防法・法律第64号（1973年）」について、消防法施行規則「自治省令第13号（1973年）」について、また「建築基準法令の建築基準法施行令・政令第242号（1973年）」について記す。また表示制度の端緒となった「消防用設備等『良』マーク表示制度」についても併せて記すことにする。
なお、この節の本文で記した法令の内容、用語、条項は、当該法令が改正された当時（1972年から1974年まで）のものである。したがって現行（2025年）の法令とは異なる部分がある。

#### 消防法施行令の一部改正（政令第411号）
1972年（昭和47年）12月1日、消防法施行令を一部改正する政令が公布された（政令第411号・第17次改正）。施行は1973年（昭和48年）6月1日で、一部は公布日に施行された。本火災では、火災発生の報知と情報がプレイタウン滞在者に伝わらなかったことで多数の逃げ遅れにつながったこと、管理権原者および防火管理者の責務と役割に不明確な部分があったため、避難誘導や防火管理の不手際につながったこと、また安全な避難口（B階段）の場所がプレイタウン滞在者には分からなかったことなどにより、多大な人的被害を出したことへの教訓を活かすため、これらを重点的に見直す内容となった。この政令は、消防用設備のうち「自動火災報知設備」については既存不適格な防火対象物においても「遡及適用の対象」となったことから画期的な政令とされ、消防関係者の間では「千日政令」と呼ばれた。改正のおもな内容を以下にまとめた。
防火管理に関する改正
1. 防火管理者を定めるべき防火対象物の規定を強化
  - 劇場、キャバレー、飲食店、百貨店、ホテル、病院、サウナなどの特定防火対象物の用途に使われる部分が存在する複合用途防火対象物で「収容人員が30人以上」の防火対象物は、防火管理者を定めなければならないとされた。従来は「収容人員50人以上」となっており、不特定多数の人を収容する施設と身体的弱者を多く収容する施設について、より規定を厳しくした。

2. 防火管理者の資格を明確化
  - 防火管理者の業務を遂行するには、防火に関する知識を有している必要があり、管理権原者との間で連携が取れていなくてはならないことから、防火管理者の資格を有しているものは、管理する防火対象物において、適切に業務を行える管理的または監督的地位にあること、と定められた。従来は防火管理者の資格が定義されていなかった。

3. 管理権原者および防火管理者の責務を強化。
  - 防火管理者は、防火管理上の業務を行うときは、管理権原者の指示や判断を求めなければならないとされた。また管理権原者は、防火管理者に対して必要な指導と監督を行い、防火管理者の業務を実施させる責務を負うとされた。従来は防火管理者の責務として「誠実にその職務を遂行しなければならない」としか条文に書かれていなかった。また管理権原者の防火管理者に対する指導監督的役割を明確化した。
  - また防火管理者は、省令の定めにより消防計画を作成し、それに基づき消火、通報、避難訓練を定期的に実施しなければならないとした。従来は「省令の定めに」という部分が抜けていた。この条項は政令公布日（1972年12月1日）に施行された。

4. 共同防火管理を要する防火対象物の範囲を拡大
  - 特定防火対象物に使われる部分がある複合用途防火対象物は、地下を除いて階数が3以上のものが共同防火管理が必要とされた。従来は「地下を除いて階数が5以上」とされていて、不特定多数の人を収容する施設と身体的弱者を多く収容する施設を対象とし、以前よりも範囲を拡大し基準を厳しくした。

防炎防火対象物に関する改正（省略)

消防用設備等に関する改正
1. スプリンクラー設備
  - （ア）特定防火対象物のうち平屋建て以外の防火対象物で床面積が6,000平方メートル以上のものには、スプリンクラーを設置しなければならないとされた（自治省令で定める部分を除く）。
  - 従来は、百貨店などの建物で、売場面積の合計が9,000平方メートル以上かつ4階以下、または6,000平方メートル以上の場合は5階以上の建物が対象とされていたが、階数の規定をなくし、より設置基準を厳しくした。また平屋建てについては避難が容易であることから設置対象から外した。
  - （イ）特定防火対象物に使用する部分がある複合用途防火対象物で、特定防火対象物の用途に使われる部分の床面積の合計が3,000平方メートル以上の階のうち、当該部分がある階全体にスプリンクラーの設置が義務づけられた。
  - 従来は、雑居ビルなどの場合、用途ごとに防火対象物の基準を適用してスプリンクラー設置の有無を決めていたが、複合用途防火対象物は、使用時間が用途によって異なること、防火管理が別々に行われること、また不特定多数の不案内な人たちが多く利用することを考慮し、設置基準をより厳しくした。該当部分だけにスプリンクラーを設置したのでは消火効果が十分に発揮できないこともあり、該当する階全体に設置するよう改められた。
  - （ウ）防火対象物の11階以上の階にはスプリンクラーの設置が義務づけられた。
  - 従来は、11階以上の階に関して特定防火対象物で防火区画された部分以外の面積が100平方メートルを超える場合に設置義務があったが、高層階は消防活動が困難なことから、防火区画や建築基準の如何にかかわらず、設置を義務づけた。またスプリンクラーヘッドの技術基準も強化された（詳細省略）。

2. 自動火災報知設備
  - （ア）特定防火対象物で延べ面積が300平方メートル以上に自動火災報知設備の設置が義務づけられた。
  - 従来は、500平方メートルで設置の義務があったが、不特定多数の利用者が出入りする建物については、火災の早期発見および早期通報が重要であるとして基準が強化された。
  - （イ）複合用途防火対象物で延べ床面積が500平方メートル以上かつ当該部分の床面積が300平方メートル以上のものは、自動火災報知設備の設置を義務づけられた。
  - （ウ）防火対象物の11階以上の階に設置を義務づけた。
  - 自動火災報知設備の基準に関しては、特定防火対象物の用途に使われる部分がある複合用途防火対象物については、既存の建物においても「遡及適用」の対象とされた。この基準は1975年（昭和50年）12月1日から施行するとされ、設置完了までの猶予期間が設けられた。

3. 漏電火災警報器（省略）
4. 非常警報設備
  - 不特定多数を収容する施設においては、火災発生時に避難が円滑に行われなければならない観点から、音声による誘導が必要であるとし、放送設備の設置が義務づけられた。対象となったのは複合用途防火対象物で収容人員が500人以上のもの。劇場、キャバレー、百貨店、飲食店、サウナ公衆浴場で収容人員300人以上のもの。寄宿舎・共同住宅、学校、図書館・美術館で収容人員800人以上のもの。

5. 避難器具
  - （ア）防火対象物の3階以上の階のうち、避難階または地上に直通する階段が2以上設けられていない階で、収容人員10人のものには避難器具の設置を義務づけた。
  - （イ）避難器具の設置および維持に関する技術基準が強化された（詳細省略）。

6. 誘導灯および誘導標識
  - （ア）特定防火対象物に使われる部分がある複合用途防火対象物に避難口誘導灯、通路誘導灯、客席誘導灯および誘導標識を設ける場合は、建物全体に誘導灯を設置するように義務づけられた。従来は、用途ごとに設置基準が定められていたが、避難を一体的に行う必要があることから改められた。
  - （イ）「避難口」を明示した表示も認められることになった。従来の誘導標識は「避難する方向を明示するもの」と定められていた。

7. 適用が除外されない消防用設備
  - 消防法第十七条の二第1項で定める消防用設備等のうち、自動火災報知設備に関しては、当該規定を適用する防火対象物に特定防火対象物を新たに加えた。従来は旅館、ホテル、宿泊所、病院、療養所、文化財だけが適用の対象とされていた。

消防法施行令・別表第一に関する改正
従来の複合用途防火対象物「16項」を「16項（イ）」と「16項（ロ）」に区分した。
千日デパートのような特定防火対象物の用途に使われる部分がある複合用途の建物（いわゆる雑居ビル）は、建物に不慣れな不特定多数の人々が利用するため、火災が発生した場合に避難が困難になるおそれがあり、危険度が極めて高いことから「16項（イ）」を新たに作り分類し直した。従来の「住居兼店舗」または「住居兼倉庫」を想定した複合用途防火対象物は「16項（ロ）」とした。
従来の「16項」の条文は、「前各項（1項から15項）に掲げる防火対象物以外の防火対象物で、その一部が前各項に掲げる防火対象物の用途のいずれかに該当する用途に供されているもの」とだけ書かれており、「16項（イ）」は、新たに「前各項に掲げる防火対象物以外の防火対象物のうち、その一部が前各項に掲げる防火対象物の用途のいずれかに該当する用途に供されているもので、1項から4項まで、5項（イ）、6項または9項（イ）に掲げる防火対象物の用途に供される部分が存するもの」と定義され、「雑居ビル」および「商業ビルなどの大規模な複合用途」という概念が明確化された。

#### 消防法施行規則の改正（自治省令第13号）
1973年（昭和48年）6月1日、消防法施行規則の一部を改正する省令が公布された（自治省令第64号）。
千日デパートビル火災では、工事作業中の工事関係者による失火が火災原因と考えられていることから、防火対象物の工事に携わる管理者や補助履行者の指示および管理について、必要な防火対策を施し出火の防止に努めるよう、消防計画に定めなければならないと規定された。そのほかに地震が発生した場合の自衛消火活動、通報、避難誘導についても規定された。また特定防火対象物および複合用途防火対象物の防火管理者は、消防計画に基づいた年二回以上の避難訓練を実施しなければならず、訓練を実施する場合は管轄の消防署に連絡しなければならないと規定された。（消防法施行規則・第三条「消防計画」に付加）

#### 消防法の一部改正（法律第64号）
1974年（昭和49年）6月1日、消防法の一部を改正する法律が公布された（法律第64号）。
千日デパート火災発生から約10か月後、しばらくは治まっていた大規模なビル火災が再び起こり始めていた。1973年（昭和48年）3月8日に起きた福岡県北九州市八幡区（現・八幡東区）の済生会八幡病院火災（死者13人、負傷者3人）を皮切りに、同年5月28日には東京都新宿区歌舞伎町の第6ポールスタービル火災（死者1人）、6月18日には北海道釧路市オリエンタルホテル火災（死者2人、負傷者35人）、9月28日には大阪府高槻市の西武高槻ショッピングセンター火災（死者6人、負傷者13人）が相次いで発生した。そのような状況下で年末に向けた火災への警戒がより一層の高まりをみせていた。「昭和48年度・秋の火災予防運動（11月26日から12月2日まで）」が展開されていた最中の11月29日、熊本県熊本市下通の大洋デパートで白昼に火災が発生し、死者104人、負傷者124人を出す大惨事が再び起こった。政府や消防関係当局は、千日デパート火災の惨事を教訓に消防および建築関係法令などを改正し、避難訓練の実施を図り、消防設備などの検査や査察を強化するなど、さまざまな対策や再発防止を図ってきた。しかし、その努力が不十分だったことが明らかになり、ついに消防法令において既存不適格の防火対象物に対し「消防用設備等設置の遡及適用」を行うことになった。
消防法改正のおもな内容
既存の防火対象物に対して消防用設備などの遡及適用を新設した。特に重要な内容は、特定防火対象物のうち、劇場、キャバレー、百貨店、ホテル、旅館、病院、公衆浴場（サウナ）、複合用途、地階がある建物、地下街については適用除外を除くとしたことである。それらの用途については、たとえ既存不適格状態であっても、要件を満たした場合には例外なく法令で定められた消防用設備を技術基準に従い設置する義務を負う。また用途変更の場合も遡及適用の対象とされた。さらに法施行時に既存不適格の特定防火対象物が大規模な工事（新築、増築、改築、移転、修繕、模様替え）を行っていた場合には、消防用設備などの技術基準を遡及適用するとした。用途によって消防用設備などの設置を完了しなければならない期限を具体的に定めた。百貨店、地下街、複合用途の特定防火対象物については、1977年（昭和52年）3月31日までに（施行日は翌日の4月1日から）、また旅館、病院その他の特定防火対象物は、1979年（昭和54年）3月31日（施行日は翌日の4月1日から）までに消防用設備等の設置を完了することとし、その維持を義務づけた。

遡及適用の対象となった消防用設備
- 消火設備については、消火器、屋内消火栓、スプリンクラー設備、水噴霧消火設備、屋外消火栓、動力消火ポンプ
- 警報設備については、自動火災報知機、ガス漏れ火災警報設備、漏電火災警報器、消防機関通報設備、非常警報器具、非常警報設備
- 避難設備については、避難器具、誘導灯、誘導標識
- 消火活動に必要な施設については、連結送水管、排煙設備、連結散水設備、非常コンセント設備など。

火災等を感知して警報を発する設備や器具、または避難誘導に必要な器具等は、防火対象物の区分や用途に関わらず遡及適用の対象とした（技術基準の詳細省略）。
そのほかには、防火管理に関する事項として、防火管理者の業務が法令や規定、消防計画に従って行われていないときは、防火対象物の管理権原者に対して必要な改善措置を命令することができるようにした。命令は、消防計画を定めていない場合、消防計画を届けていない場合、避難訓練が行われていない場合に発動することができ、違反には罰則が設けられた。また消防用設備などの検査を受けること、また消防用設備などの点検および報告を行うことが義務づけられ、違反には罰則が設けられた。

#### 建築基準法施行令の一部改正（政令第242号）
1973年（昭和48年）8月23日、建築基準法施行令の一部を改正する政令が公布され（政令第242号・第13次改正）、1974年（昭和49年）1月1日に施行された。ただし第136条の改正規定は公布日から施行とされた。
千日デパート火災と1973年3月の北九州済生会病院火災においては、建築構造や防火避難設備などの建築基準法令の規制に問題があったことから、煙によって多数の死傷者を出すに至った。本政令改正のおもな要点は、煙対策と避難施設の規定に関して行われ、それらを強化する内容となった。改正のおもな内容を以下にまとめた。
防火区画に関する規定強化
常時閉鎖式防火戸の導入を規定し、原則として防火区画における防火戸の常時閉鎖（防火区画・第112条）。
耐火建築物等の防火区画に用いる甲種防火戸または乙種防火戸は、面積が3平方メートル以内で常時閉鎖状態を保持する防火戸で、直接手で開くことができ、かつ自動的に閉鎖するもの、またはその他の防火戸は以下の各号の構造にしなければならない、とされた。
（ア）随時閉鎖することができること。
（イ）居室から地上に通じているおもな廊下、階段、その他の通路に設ける防火戸は、当該戸に近接して当該通路に常時閉鎖式防火戸が設置されている場合には、従来の規定は適用されない、とした。
（ウ）当規定による区画に用いる甲種防火戸および乙種防火戸にあっては、建設大臣の定める規定に従って、火災により煙が発生した場合または火災により急激に温度が上昇した場合のいずれかに自動的に閉鎖する構造にすること、とした。
また建築基準法令の規定による区画に用いる甲種防火戸、または建築基準法令の規定による区画に用いる乙種防火戸にあっては、避難上および防火上支障のない遮煙性能を有する構造とすること、とした。
従来においても防火戸は「随時閉鎖、手動開閉可能、火災による温度急上昇で自動閉鎖」の規定はあったが、煙が発生した場合に自動閉鎖すること、煙を遮蔽する性能を有する構造に関してまでは規定していなかった。

防火ダンパーの材質、性能などを具体的に規定（防火区画・第112条の16）。
空調ダクトが耐火構造の防火区画を貫通する場合に設ける防火防煙ダンパーは、以下の場合に自動で閉鎖する構造にすること、とされた。
（ア）火災により煙が発生した場合。
（イ）火災によりダクト内が急激に温度上昇した場合。
防火防煙ダンパーの構造は、前記（ア）（イ）以外に以下の構造にすること、とされた。
（ウ）鉄製であること。また鉄板の厚みは1.5ミリ以上であること。
（エ）ダンパーが閉鎖した場合に防火上支障のある隙間が生じないこと。
（オ）建設大臣がダンパーとしての機能を確保するために必要があると認めて定める基準に適合する構造とすること。
従来も防火防煙ダンパーの設置は規定されていたが、その技術基準があいまいで「防火上、有効にダンパーを設けること」としか規定されていなかった。
2以上の直通階段設置を義務付ける用途の範囲を拡大
2方向避難の原則から2以上の直通階段を設ける場合の適用範囲を拡大（2以上の直通階段を設ける場合・第121条）。
建築物の避難階以外の階が以下の各号に該当する場合には、避難階または地上に通じる2以上の直通階段を設けなければならない、と定められた。
1. 酒場やキャバレー、ナイトクラブなどの用途に使用する階。ただし、5階以下の階で居室の床面積が100平方メートルを超えず、避難バルコニーまたは屋外通路などがあり、避難階から地上に通じる規定の直通階段が設けられており、避難階の直上または直下の5階以下の階で床面積が100平方メートルを超えないものは除外される、とした。
2. 病院または診療所に対する規定に対し、新たに児童福祉施設などを加えた。病院または診療所の用途に使われる階で、その階における病室の床面積の合計または児童福祉施設などの用途に使われ、その用途の居室面積の合計が50平方メートルを超えるもの、とした。
3. 6階以上の階に居室がある場合。ただし、1から3に掲げた用途に使用する階以外で、その階の居室床面積の合計が100平方メートルを超えず、その階に有効な避難バルコニーまたは屋外通路などおよび既定の地上へ通じる直通階段が設けられているものは除く、とした。従来は「6階以上の階」とは規定されていなかった。
4. 5階以下の階で居室の床面積の合計が直上階で200平方メートル、その他の階で100平方メートルを超えるもの。従来は「5階以下の階」とは規定されていなかった。

避難階段および特別避難階段の構造を強化（避難階段および特別避難階段の構造・第123条）。
（ア）屋内に設ける避難階段の階段に通じる出入口には、常時閉鎖式防火戸である甲種防火戸もしくは乙種防火戸、またはこれ以外の法令が規定する甲種または乙種防火戸を設置すること、また直接手で開くことができ、かつ自動的に閉鎖する戸および戸の部分が避難する方向に開くことができるものとすること、と定められた。
（イ）特別避難階段の出入口に設ける甲種防火戸または乙種防火戸の構造は、屋内からバルコニーまたは附室に通じる出入口には規定の甲種防火戸を、バルコニーまたは附室から階段に通じる出入口にも同じ甲種防火戸をつけること、と定められた。
地下街の区画の規定（地下街・第128条の3）（省略）
内装制限の強化
特殊建物に対する内装制限を強化（特殊建築物等の内装・第129条）。
特殊建築物の居室の壁および天井の室内に面する部分の内装仕上げは、3階以上で不燃材料または準不燃材料であること、と定められた。ただし、3階以上に居室を有しない建築物は従来どおり不燃材料、準不燃材料または難燃材にすることができるとした。従来は「3階以上の階」という規定がなかった。
なお以下の改正項目について当記事では省略した。木造等の建築物の防火壁（第113条）、共同住宅の住戸の床面積算定等（第123条の2）、非常用の昇降機の設置を必要としない建築物（第129条13の2）、敷地内の空地および敷地面積の規模（第136条）。

#### 消防用設備等「良」マーク表示制度の導入
1972年（昭和47年）11月28日、「予防査察の強化について」と題する自治省消防庁次長通達が自治体の知事宛てに出され（消防予第198号）、「消防用設備等『良』マーク表示制度」の導入が決められた。表示制度の適用対象は、特定防火対象物の第一種査察対象物かつ耐火建築物とされた。これは消防用設備などの設置が法令の基準を満たしている特定防火対象物に「良マーク」を与えて建物の入口などに表示させ、防火管理者などの認識を深めて消防用設備などの保守管理に完全履行を促し、防災意識を高めることを意図した制度である。国の指導による表示制度の導入は初めての試みであった。「良マーク」表示制度は、のちの「特例認定制度（適マーク）」や「優良防火対象物認定表示制度（優マーク・東京消防庁）」などの表示制度や公表制度、認定制度全般に繋がるきっかけとなった制度である。
表示制度の導入は、千日デパートビル火災の前年（1971年）から東京消防庁では予防査察の結果が極めて悪質な防火対象物を公表することと併せて検討されていた。実際に同庁では、大然閣ホテル火災および本件火災の発生を受けて、ホテル、旅館、雑居ビル、百貨店などに対して特別査察を実施し、特に悪質な26件の防火対象物をマスコミを通じて既に公表していた。その実績が行政監察当局から評価され、表示制度発足の後押しになった。だが当初において東京消防庁では、表示制度の導入にあたっては幾つかの問題点を指摘していた。それは、消防用設備等に「良」の御墨付きを与えても、その機能と有効性が建物や施設全体について、どこまで担保されるのか定かではなく、維持管理が疎かになれば「良」を与えた設備から火災が発生する可能性もあることから、行政の責任が問われる事態を懸念したからである。しかしながら社会全般の防災意識の高まりや時期的に好機だったことから、全国に先駆けて東京消防庁が「良マーク」表示制度の導入を決めた。
1973年（昭和48年）3月から4月にかけて、都内のホテルや旅館など2,735件の特定防火対象物について、東京消防庁・全67消防署が一斉に立ち入り検査を実施した。その結果、消防用設備などが完備され、防火管理も適正に行われている「95の施設」に対して「良マーク」が交付されることになった。交付は同年5月19日から開始され、有効期間は1年、立入検査の結果によって更新されるが、有効期間内であっても法令違反などがあった場合は回収する、とした。「良マーク」は、建物の出入口の見やすい位置に掲示することが義務づけられた。自治省消防庁の通達に基づいて実施される制度であることから、各消防本部の実状に応じて全国的に実施していく予定とされた。本制度の運用が広がりを見せようとした矢先、大洋デパート火災が発生し、再び甚大な被害が出てしまった。このあと消防および建築関連の法令改正が行われ、消防用設備等の技術基準も大幅に改定されたことから、既存設備が安全基準から大きく外れる事例が増えていった。法令の遡及適用が新たに導入され、消防用設備の既存不適格な状態が許されなくなったことからも新基準に適合させるまでの猶予が必要となり、消防用設備に対する安全性の尺度が不明確になっていった。それらの事情により1974年（昭和49年）12月、東京消防庁は新基準に適合した防火対象物には継続提出で表示を与え、新規で表示を与えることを中止した。同庁は「良マーク」表示制度の運用を一時凍結し、自治省消防庁と表示制度の問題点を協議することになった。

## 刑事訴訟

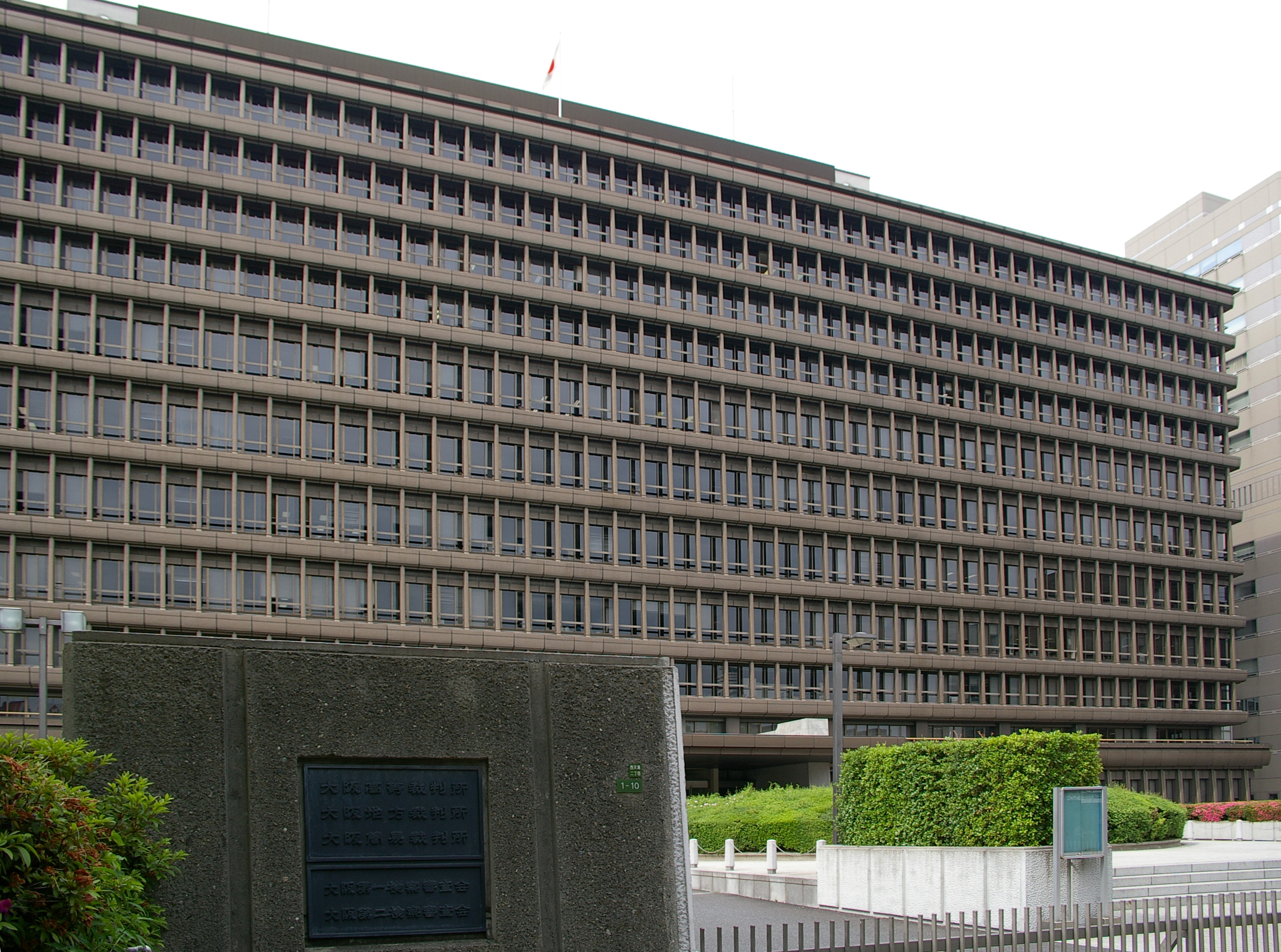
大阪高等・地方・簡易裁判所合同庁舎　第一審、控訴審の各公判が開かれた

本件火災に関して、防火管理者らの刑事責任を追及し立件を視野に捜査をおこなっていた大阪府警捜査一課・南署「千日デパート出火事件」特別捜査本部は、1973年（昭和48年）5月30日に以下の管理権原者および防火管理者らを業務上過失致死傷容疑で大阪地方検察庁に書類送検した。送検されたのは日本ドリーム観光・千日デパート管理部次長、同管理課長、同保安係長の計3名、7階チャイナサロン「プレイタウン」を経営する千土地観光・代表取締役業務部長およびプレイタウン支配人の計2名、ニチイ千日前店店長の合計6名である。
大阪地方検察庁刑事部は1973年8月10日、書類送検された6名のうち、日本ドリーム観光・千日デパート管理部次長、同管理課長の計2名、「プレイタウン」を経営する千土地観光・代表取締役業務部長およびプレイタウン支配人計2名の合計4名を業務上過失致死傷罪で起訴した。デパート管理部保安係長およびニチイ千日前店店長の計2名は、証拠不十分により不起訴処分となった。右2名の不起訴理由は、保安係長についてはデパート保安室の火災報知機によって火災を覚知しておきながら7階プレイタウンに連絡せずに同階滞在者の避難を遅らせた容疑によって送検されたところ、保安室で火災を検知したころには7階でも煙の流入を覚知していたことは明らかで、通報しなかったことに落ち度はないと判断された。またニチイ千日前店店長については、店内工事に際して監視責任を果たさなかった容疑で送検されたところ、工事立会人を置かなかったことは確かに落ち度であるが、火災発生と電気工事を関連させる証拠がないと判断され、いずれも不起訴処分が確定した。
刑事訴訟第一審は、大阪地方裁判所で1984年（昭和59年）5月16日に判決が出され、デパート管理部次長を除くその他の3被告全員に無罪が言い渡された。なおデパート管理部次長については、第一審係属中に死亡したため、1977年（昭和52年）6月30日に公訴棄却となった。検察は原審判決には事実誤認があるとして控訴した。
控訴審は、大阪高等裁判所で1987年（昭和62年）9月28日に判決が出され、原判決破棄で一転して被告人全員が有罪とされ、千日デパート管理部管理課長に禁錮2年6月・執行猶予3年、千土地観光の2被告には禁錮1年6月・執行猶予2年の有罪判決が言い渡された。3被告人は判決を不服とし、最高裁判所の判断を仰ぐため上告した。
上告審は、1990年（平成2年）11月29日に最高裁判所第一小法廷で決定が言い渡され、裁判官全員一致の意見で原審判決を支持し上告は棄却となり、3被告人の有罪が確定した。本件訴訟は、火災事件発生から裁判終結まで、実に18年6か月の歳月を費やした。
なお本件火災発生の翌日に「O電機商会」の電気工事監督が現住建造物重失火および重過失致死傷の容疑で逮捕、送検されていたが、被疑者本人の供述以外に証拠は存在せず、供述の内容も二転三転して一貫性がなく、のちに否認に転じるなど、犯人と断定する証拠がないとして1973年8月10日、大阪地方検察庁刑事部は工事監督の不起訴処分を決定した。#出火原因
→冒頭インフォボックス「最高裁判所判例」も参照。

## 民事訴訟
千日デパートビル火災では、火災犠牲者遺族や罹災テナントが火災関係各社に対して幾つもの損害賠償請求訴訟を提起した。また、仮処分も多く申請された。本件火災後に提起された民事訴訟や仮処分申請などには、おもに以下のものがあった。
- 1972年（昭和47年）7月11日、テナント17業者がデパートビル補修のために組まれた足場が「営業妨害に当たる」として、足場を設置した日本ドリーム観光と建設会社を相手取り、営業妨害禁止を求める仮処分を大阪地裁に申請[712]。
- 1972年8月4日、テナント団体「松和会（しょうわかい）」の一部会員が賃借部分の倉庫を日本ドリーム観光が取り壊す恐れが生じたために執行官保管および現状維持の仮処分を申請[713]。
- 1972年10月11日、被害者遺族が「妻の遺体を身元不明者として無断で解剖したのは許せない」として日本ドリーム観光と大阪府を相手取り、慰謝料など損害賠償請求訴訟を提起[714]。
- 1972年11月15日、「千日デパート罹災業者復興対策委員会」メンバーの一部テナント団体が日本ドリーム観光に対して賃借権確認訴訟を提起[715]。
- 1972年12月11日、ニチイが日本ドリーム観光を相手取って賃借権妨害予防に関する仮処分を申請[715]。
- 1973年（昭和48年）1月22日、日本ドリーム観光がニチイに対して損害賠償請求訴訟を提起、反訴でニチイが日本ドリーム観光に対して損害賠償請求訴訟を提起[715]。
- 1973年1月19日、火災被害者2遺族が火災関係4社を相手取り損害賠償請求訴訟を提起（個別訴訟）[716][717]
- 1973年2月3日、火災被害者2遺族7人が火災関係4社を相手取り損害賠償請求訴訟を提起（個別訴訟）[718][719]
- 1973年2月19日、「千日デパートビル火災遺族の会」の火災被害者52遺族が火災関係4社を相手取り損害賠償請求訴訟を提起（一次訴訟）[67][720][721]。
- 1973年3月13日、「千日デパートビル火災遺族の会」が千日デパートビルの取り壊しを中止し、ビルの検証を求める証拠保全を申し立て[722]。
- 1973年3月26日、「千日デパートビル火災遺族の会」の火災被害者21遺族が火災関係4社を相手取り損害賠償請求訴訟を提起（二次訴訟）[723]。
- 1973年6月1日、「松和会」が日本ドリーム観光に対して生活費支払い要求の仮処分を申請[724]。
- 1973年10月11日、「松和会」が日本ドリーム観光に対して損害賠償請求訴訟を提起[725]。
- 1974年（昭和49年）9月19日、「松和会」の一部会員が金員の仮払い請求の仮処分を申請[726]。
- 1975年（昭和50年）5月、テナントオーナー2名と業者34名がニチイに対して損害賠償請求と営業再開までの金銭的補償を求めて訴訟を提起[727]。
- 1976年（昭和51年）9月19日、「松和会」の一部会員が金員の仮払い請求の仮処分を申請[726]。
- 1977年（昭和52年）1月18日、「松和会」が大阪地裁に千日デパートビル取り壊し禁止を求める仮処分を申請、これに対し日本ドリーム観光は執行停止を申し立て。さらに「松和会」が現状維持仮処分の執行停止の更正を要求[728]。
- 1980年（昭和55年）9月18日、「松和会」がニチイに対して損害賠償請求訴訟を提起[729]。

遺族会統一訴訟は、1975年（昭和50年）12月26日に訴訟提起から約3年という短期間で和解に至り、火災関係各社が91遺族に対して補償総額18億5000万円を支払うことで解決した。これはテナント訴訟のうちの一つである「松和会訴訟」の中間判決において、千日デパートの所有者であり経営者でもある被告の日本ドリーム観光には「テナントに対する保安管理契約の存在および右契約に基づく債務不履行の責任があった」と認められたことにより、火災被害に対する右同社の責任が明確化したことで、被告である火災関係4社の態度が軟化し、遺族会との間で交渉が大きく前進した結果であった。
火災関係各社間の訴訟は、おもに日本ドリーム観光とニチイの間で争われ、お互いが火災発生について保安管理や債務不履行の責任を認めようとせず、相互に相手を訴えるという「訴訟合戦」の様相を呈した。最終的には1988年（昭和63年）4月23日に両社間で和解が成立し、ニチイが日本ドリーム観光に対して「解決金」として16億5000万円を小切手で支払うことで決着した。
テナント訴訟は、デパートビル内で営業していたテナントが170店舗ほどあったことから、日本ドリーム観光とニチイを提訴するテナントやテナント団体が多く、被告各社が出火責任および債務不履行による責任を認める態度を示さなかったために各訴訟や交渉は難航し、解決までに最長で17年を要した。テナント訴訟において代表的な「松和会訴訟」では、1975年（昭和50年）3月31日の「中間判決」を経て、1980年（昭和55年）1月14日に原告被告間で即決和解が成立した。日本ドリーム観光は「松和会」各会員に対して仮払金2億5000万円を支払うこと、新ビル入店時の賃借権を旧ビル同様に保証すること、また「松和会」会員は、日本ドリーム観光がおこなう千日デパートビルの取り壊しを認め、新ビル建設に協力することで双方が合意に達した。1981年（昭和56年）1月26日に終局判決で日本ドリーム観光は「松和会」各会員に対して総額8億0006万4050円を賠償することが決まった。その後、1989年（平成元年）7月13日に最終覚書を交わして「松和会」が提起した損害賠償請求訴訟は決着した。「松和会」は、ニチイとの間でも損害賠償請求訴訟を提起した。最終的には1985年（昭和60年）11月29日に和解が成立し、ニチイが「松和会」会員に対して見舞金として1億5000万円を支払うことで決着した。

## 労災補償および支援
労働者災害補償保険（労災保険）の補償適用を巡って、火災発生時にプレイタウンに滞在していたことで被災した客、ホステス、従業員、バンドマンについて労働基準局などが契約や雇用の実態などを調査した。客は社用などの接待でプレイタウンを利用していた場合の労災補償の適用が可能なのかどうか、またホステスとバンドマンの契約雇用実態および労働基準法が定める「労働者」に該当するのかなど、労災補償が適用されるためには、いくつかの懸念要素が存在した。遺族や負傷者に対する支援は、募金や寄付金という形で大阪を中心に広がりを見せた。

### 労災補償
千日デパートビル火災によって犠牲になった死亡者または重軽傷者は、全員が7階プレイタウンの客と従業員であるが、それらはいずれも有職者であったことから、労災保険の補償適用が如何に為されるかについて関心が高まった。大阪労働基準局（現・大阪労働局）や天王寺労働基準監督署（現・大阪中央労働基準監督署）が係官を動員し、客、ホステス、プレイタウン従業員、バンドマンについて労災保険の実態を調査した。死亡した客については、プレイタウンに個人で来店していた場合であれば労災補償の適用外であるが、業務上の接待でプレイタウンを利用していた場合に労災と認められるのかどうかの判断が難しいとされた。1968年11月に兵庫県・有馬温泉で発生した「池之坊満月城火災」の例では、会社の慰安旅行で宿泊していた客が犠牲になったケースで、「自由意思で参加する慰安旅行は、労災保険法で定める業務とは認められない」とする判断が示されたことがあり、客や会社の自己申告や一方的な証言に頼ることからも労災補償の適用は微妙だとされた。客については、実際に労災補償を申請したケースは確認されなかった。
プレイタウンのホステスの労災補償適用について、右の死亡したホステスらは、プレイタウンを経営する千土地観光との間で直接の雇用契約を結び、労働基準法に基づく雇用契約も結んでいたのは明らかであり、千土地観光も労災保険に一括加入していたことから、プレイタウンのホステス全員は、れっきとした労働者であって労災補償の適用は問題ない、とする見解を大阪労働基準局が示した。また死亡したプレイタウン従業員も同ホステスと同じく、千土地観光との間で直接の雇用契約があり、労基法による雇用契約を同社と結んでいることは明らかであるので、同局は労災補償適用は問題ないとした。負傷して入院している29人のプレイタウン従業員（うちホステス11人）については、休業補償および療養費が支給され、後遺症が出た場合には、程度に応じて障害補償金が支給されることも確認された。火災から8日後の5月21日、プレイタウン従業員および同ホステスの9遺族が天王寺労基署（当時）に労災保険による遺族補償の給付請求を出した。受取人は死亡者の親6人、妻1人、子供11人の計18人で、同労基署は基礎日額の算定を急いで翌週には支給したいとした。同月28日、天王寺労基署は同月21日に出された請求のうちの5遺族分について支給を決め、遺族は年金支給前払い（一時金）の形で葬祭料込みで同月末から受け取ることになった。労災補償の支給は、申請があり次第、算定の上で支給されるとされ、1972年8月までの時点で死傷したプレイタウン従業員および同ホステスの遺族または被災者本人ら全員に労災補償が支給された。
プレイタウンのバンドマン10名については、千土地観光との間で直接の雇用契約を結んでおらず、いわゆる「専属契約」ではなかった。バンドマンらは、請負契約の形で営業中のプレイタウン・ホール内で演奏を行っていたが、千土地観光はバンドマンらを労災保険に加入させておらず、同保険による労災補償の適用は難しいとされた。バンドマンらの場合は、バンドリーダーがバンドメンバーを雇用する形態と見做され、一括して労災保険に加入しておく必要があったが、実際にはメンバー全員が未加入であった。1972年当時の労災法では、5人以上の労働者を雇う場合は強制的に労災保険に加入することが義務付けられていたことからすれば、9人のメンバーを抱えるバンドが労災保険未加入というのは、バンドメンバーらの落ち度ではなく、リーダーの過失であると考えられた。したがって死亡したバンドマン2人や負傷した他の7人のメンバーらは、労働基準法上の労働者であることは間違いないことから、労災補償を受け取る権利と資格がある、と大阪労働基準局によって判断された。

### 遺族および負傷者への支援
千日デパートビル火災で働き手を亡くした遺族や負傷者を金銭的に支援しようとする動きが世間一般で見られ、その総額は1000万円を超えた。火災発生の翌日、デパートビル正面入口脇に花が手向けられた後に慰霊用の祭壇が設置されたが、その傍らにはいつしか「善意の箱」と名付けられた募金箱が白い布を被せた机の上に置かれていた。箱を設置した人の素性は「堺市の大工」だと本人が明かしたことで一応は判明したが、氏名までは名乗らずに立ち去った。犠牲者の霊に手を合わせる人や道行く人たちが「善意の箱」に寄付した。その合計は5月末で283万円余となった。しかしながら「善意の箱」は、警察の警備が解かれる5月末に合わせて撤去されることになった。引き続き「箱」の設置を望む声は多かったが、被災テナントで結成された「千日デパート罹災業者復興対策委員会」が「箱の管理が行き届かない恐れがある」として撤去を決め、寄付金を小切手に変えて大阪府警・南署で保管することになった。2週間程度で300万円近い寄付が任意に設置された募金箱に集まるのは珍しいケースだとされた。
「善意の箱」の他にも、一般市民や企業、全国のホステスらから「千日デパート被災者対策合同本部」、大阪市、新聞社などに寄付金が届けられており、その総額は「箱」と合わせて1071万6000円に達した。全国のホステスらは同僚との連名で寄付しているケースが多く、なかには少しでも金額を増やそうと街頭募金まで行ったグループもあった。遺族への分配は、1遺族につき一律6万2000円とし、18歳未満の遺児がいる遺族の場合は、1人につき3万円を上乗せするとした（対象の遺児は103人）。負傷者に対する分配金は、退院の見込みがない重症者には5万円、その他の入院患者には1万円、通院する負傷者には5,000円の分配とした。余剰金4万8000余円については、以降も寄せられる分と合わせて分配するとした。寄付金は「四十九日」にあたる6月29日に遺族へ届けられた。
大阪市は、遺族や被災者に対して弔慰金または見舞金を贈った。死者1人につき1万円、重症者に5,000円、軽症者に3,000円とした。

## 新ビル建設

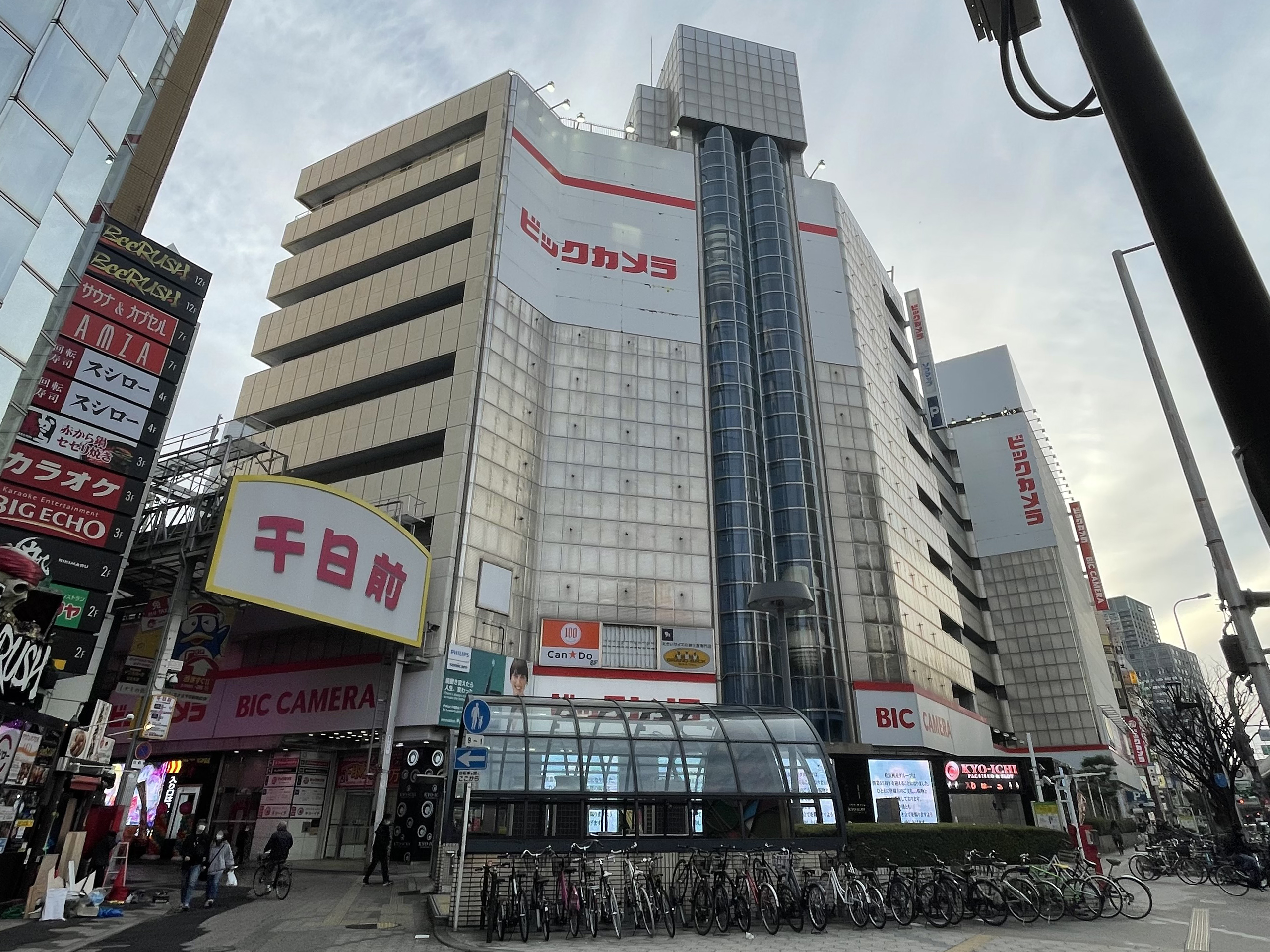
千日デパート跡地に建設されたエスカールなんばビル

千日デパートのテナント団体「松和会」が提起した損害賠償請求訴訟は、1980年1月14日に原告被告双方の間で即決和解が成立し、千日デパートビルを解体して新しい商業ビルを建設する運びとなった。和解が決まった同日にビルの取り壊しが決まり、翌月の2月から解体工事が始まった。1981年4月には解体工事が完了し、翌年の1982年6月20日に新ビルの起工式が執り行われた。起工式から1年3か月後の1983年（昭和58年）9月、施工主である日本ドリーム観光は、千日デパート跡地に新ビル「エスカールビル（エスカールなんば）」を竣工させた。
新ビルの概要は以下のとおりである。
- ビルの名称　エスカールビル（ESCALE）[注釈 72]
- 施工主　日本ドリーム観光
- 建築設計監理　大建設計
- 建築施工　大林組
- 敷地面積　4,155.90平方メートル
- 建築面積　3,639.07平方メートル
- 延床面積　3万7419.73平方メートル
- 構造　鉄骨鉄筋コンクリート造（地下3階から地上3階）および鉄骨造（地上4階から9階、屋上塔屋）、　地下3階、地上9階建、屋上塔屋3階建（3か所）、地下駐車場および地下荷捌き場設置
- 高さ　軒高39.0メートル　最高部51.0メートル　階高4.1メートル
- 設備　エスカレーター（各階2基）、エレベーター6基（売場内2基）、自動車用リフト2基
- 工期　2年8か月（1981年5月から1984年1月まで。基礎工事、躯体工事、内装工事）
- 起工　1982年（昭和57年）5月（起工式は同年6月20日）
- 竣工　1983年（昭和58年）9月
- 開業　1984年（昭和59年）1月13日

新ビル「エスカールビル」は、旧ビルに引き続いてビルの用途を複合商業施設として設計建設された。新ビルを建設するにあたって設計上で最も重要視されたのは、当然のことながら防災面であった。千日デパートビル火災の教訓を活かし、二度と当地から悲惨な災害を起こさないために最新の防災対策が盛り込まれた。避難方向の解りやすさ、二方向以上に避難路を確保する概念を重視した。建築基準法で定められた階段幅を持つ階段を集中的に配置することはせずに、屋内階段と屋外階段（避難階段）を各所に分散して配置した。行き止まり部分には避難バルコニーを設け、必ず避難階段に直結する構造にして、どの方向からでも避難路を確保できるようにした。新ビルの1、2階は、売り場面積を多く確保する観点から北側の一部が吹き抜け構造となっているが、万が一の火災発生時に煙の拡散を防ぐためにガラスシャッターで区画する構造を採用している。また地下空間の避難路確保にも重点が置かれ、ビル北側の地下空間には吹き抜け構造の広場が設けられ、避難場所の解りやすさ、地下の閉鎖性を緩和した。地下から地上への避難も2方向から地上へ出ることができる構造とした。防災面の配慮から、駐車場と荷捌き場は地下3階に設置され、電気室や機械室等のビル機械設備は、まとめて屋上塔屋内または塔屋直下の各フロア内に設けられた。
エスカールビル内には、設備管理、災害および防犯監視を一括管理する防災センターが設置されている。火災面では、ビルで発生する火災（災害）を24時間体制で集中監視し、火災発生時には自動消火装置および自動排煙設備が稼動するシステムを完備した。また火災発生時にエレベーターを階毎に監視し、非常用エレベーターを遠隔操作して避難者を安全な階へ誘導するシステムも設けた。ビルの防災設備の充実と併せて、警備員（保安係員）によってビル利用者を安全な場所へ避難誘導することも防災センターの重要な役割とした。エスカールビルの避難階段は、3階以上の基準階では11か所設けられており（内階段3、避難階段8）、それらは階段室の出入口をガラス扉または附室かバックルームで保護しており、煙による汚染を最小限に抑える対策が取られている。また各避難階段は、各階に5か所設けられた避難バルコニーにすべてが直結している。ビル西面は、全面に4つの避難階段と避難バルコニーが2か所設置されており、過剰とも思えるほどの万全な避難対策が取られている。また避難バルコニーについては、ビルの各面に必ず設置されていて、災害時に逃げ遅れた人が発生した場合でも、避難バルコニーに出さえすれば容易に救出されるか自力で地上へ脱出できるように対策が取られている。いずれの防災避難対策においても、千日デパート火災において被害拡大の問題点として挙げられた諸点を教訓として改善したものである。
エスカールビル竣工の翌年1984年（昭和59年）1月13日に、同ビルは開業した。翌14日にはキーテナント「プランタンなんば」と専門店街の各テナントが同ビルで営業を始めた。
旧千日デパートが火災焼失により休業してから実に11年8か月ぶりの営業再開だった。

## 報道
あすへの記録 - パニック 災害時の人間行動
1973年（昭和48年）4月6日22時15分から30分間放送。7階プレイタウンの滞在者らが火災の発生に気付いたとき、どのように行動し、その如何によってどのように生死を分けたかを生存者の証言や専門家の調査および動物実験などを通じて、人間がパニックに陥ったとき、なぜ冷静に行動できないのかを分析した番組。2000年（平成12年）2月18日には『NHKアーカイブス〜急成長の軋み』内で再放送された。
かんさい情報ネットten. - 深層究明 ゲキ追！ 死者118人！国内最悪 千日デパート火災から40年…いま語られる真実
2012年（平成24年）5月14日放送火災鎮圧から間もない千日デパートの内部を撮影したカメラマンと照明係の記憶、生還したバンドリーダーとバンドメンバーの証言、犠牲者の遺体が安置された大融寺住職および遺族会弁護士の回想、防災研究の第一人者・室崎益輝教授の話を交え、千日デパート火災に関わった人たちの記憶を辿り、真実に迫った番組。
報道ランナー - 史上最悪「千日デパート火災」 よみがえる50年前の記憶 人の落ちる音、見覚えのある縫い目のズボン…社会に刻まれた教訓
2022年（令和4年）5月13日放送千日デパート火災より50年、当時の映像を交え、当時の記憶と、教訓を語る人々を取材（カンテレNEWSのYouTubeチャネルの動画 - YouTube）。
奇跡体験!アンビリバボー - 日本を襲った未曾有の大惨事SP 国内史上最悪と言われたビル火災
2015年（平成27年）7月9日20時から2時間放送。本件火災について再現ドラマや生存者へのインタビューを交えながら詳細に紹介された。

## 追悼施設

### 千日前光明地蔵尊

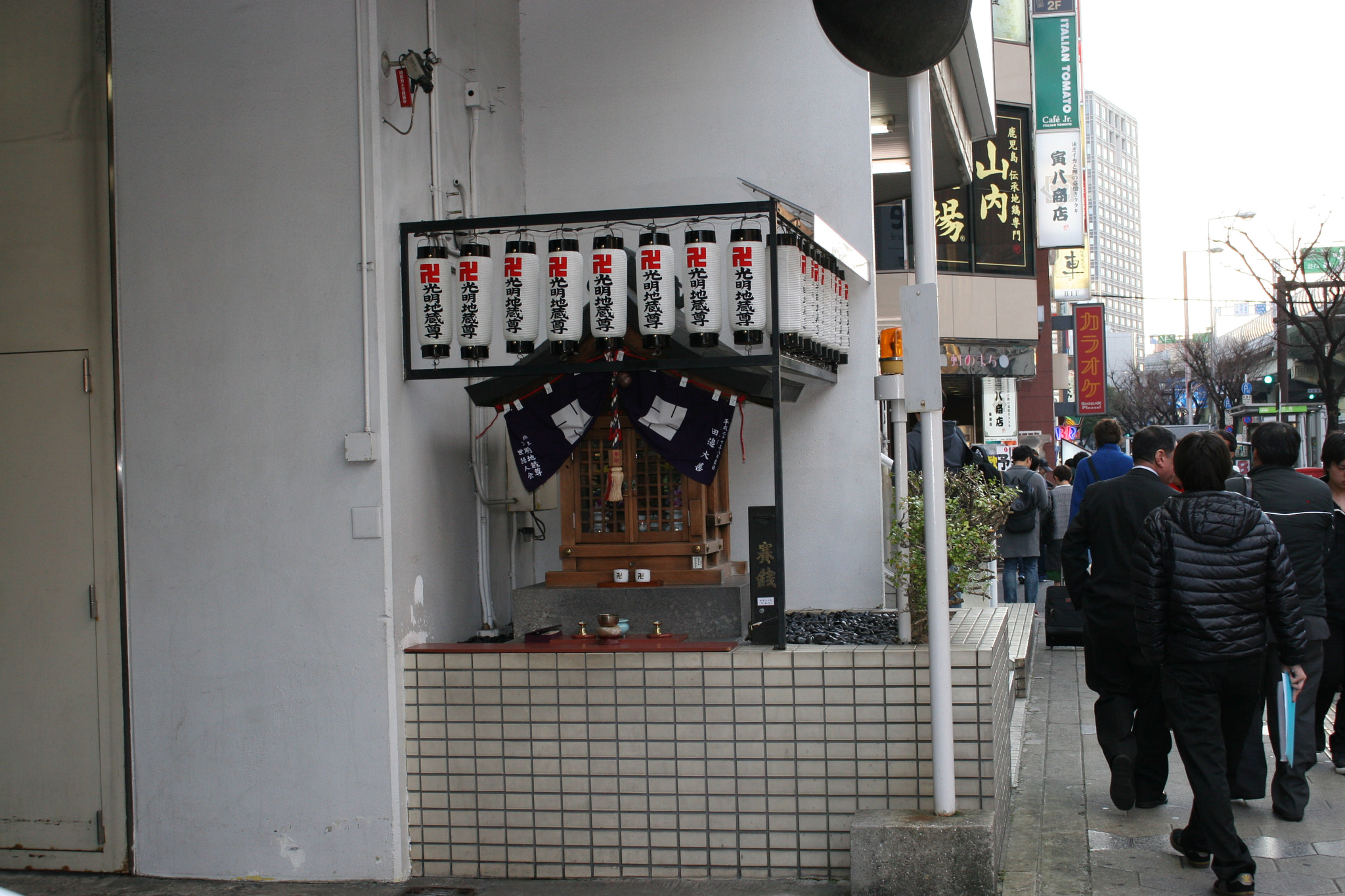
千日前光明地蔵尊

1984年（昭和59年）1月、本件火災現場の千日デパート跡地に新ビル「エスカールビル」が新築された。その際に、同ビル北西側の敷地内の一角に「光明地蔵菩薩」を祀る御堂「光明地蔵尊」が建立された。この地蔵尊は、ミナミ界隈の「六地蔵」のうちの一つに数えられ、御堂の中には御本尊として光明地蔵菩薩が一体安置されている。御堂の建立には、千日デパートの元テナント店主だった人物が犠牲者の冥福を祈ろうと私財を投じて尽力された。御堂は17張りの提灯と紫幕で飾られ、夜間には提灯に明かりが灯る。本坪鈴、賽銭箱も備わり、御参りができるようになっている。御本尊の光明地蔵は立像で、蓮華座の上に立ち、剃髪に衲衣と裳を纏い、右手に錫杖、左手には如意宝珠を持ち、背後に頭光（輪光背）が輝く典型的な地蔵菩薩の姿である（高さ、材質、製法は不明）。
千日前の光明地蔵尊については、一般的に千日デパート火災の犠牲者を慰霊するために建立されたと解釈されているが、御本尊として「地蔵菩薩」が祀られていることから犠牲者の冥福を祈る意味合いのほかに、デパート跡地および千日前界隈の繁栄と安寧、商売繁盛、現世の人々の救済を願うなどの様々な祈念を行う意味もある。実際に本件火災事故の犠牲者を慰霊する正式な追悼施設（慰霊碑）は、高野山にあり、供養法要も高野山別格本山明王院でおこなわれていることからも、デパートビル跡地の光明地蔵尊は本来の意味の追悼施設とは若干異なる側面もある。毎年8月に開かれる地蔵盆の時期には、遺族や関係者が集まって供養を行っていたが、年を重ねるごとに参列者が少なくなり、案内状を出してもその多くは遺族から送り返されるだけで関係者の参列だけが目立つようになった。そこへ2011年から毎年8月23、24日の両日に大阪ミナミで「地蔵盆千日供養（主催・地蔵盆千日供養実行委員会）」が開催されるようになった。僧侶や修験道者（山伏）約100名がミナミ界隈の地蔵尊や不動尊などを法螺貝を吹きながら巡り、般若心経を唱えて祈りを捧げるとともに道頓堀の相合橋で護摩法要を行う。巡礼には光明地蔵尊も含まれるようになり、追悼供養と合わせて盛大に祈りが捧げられ、一年のうちで最も賑わう瞬間を迎える。

### 千日デパート大火災被災者慰霊碑

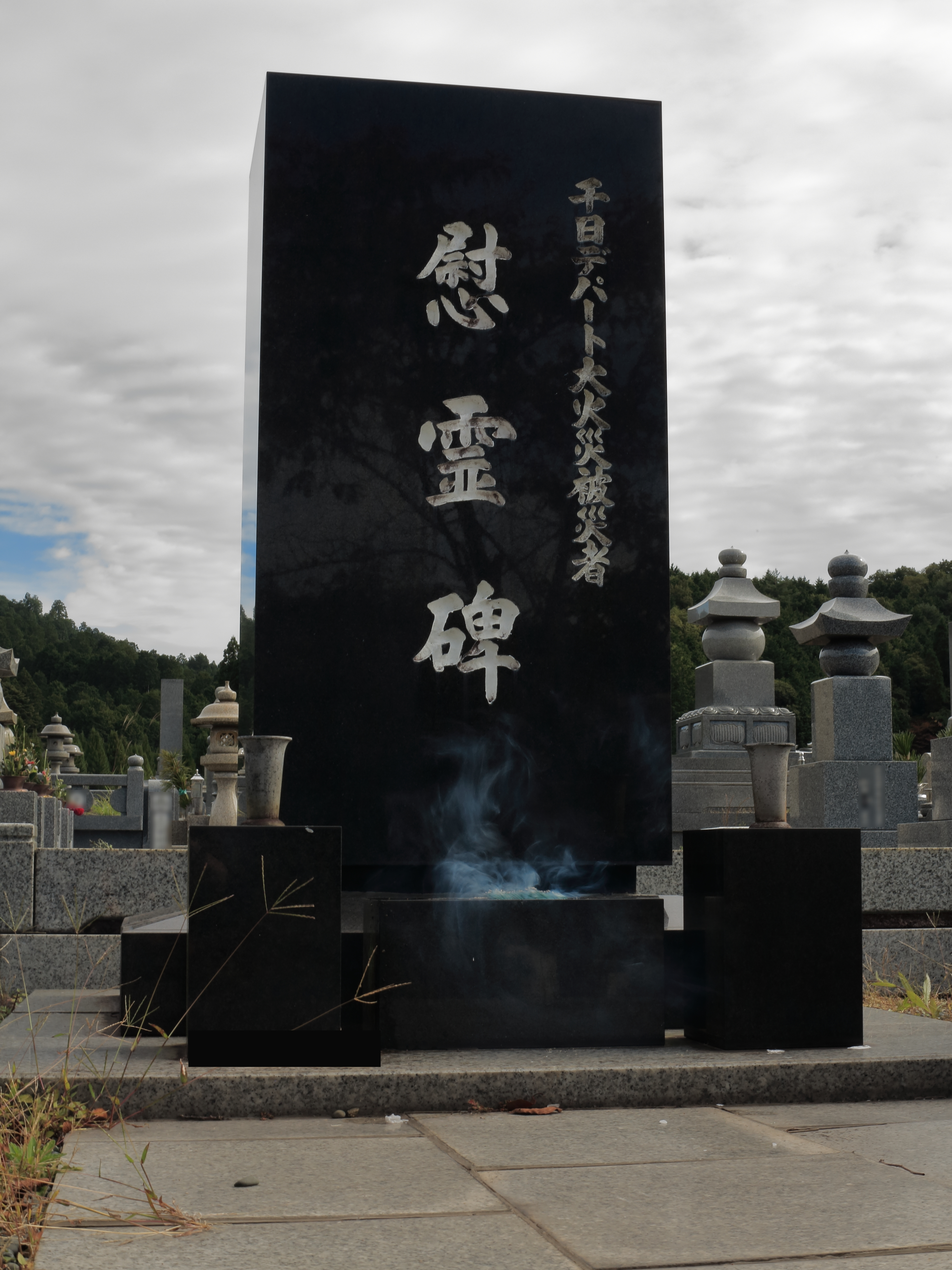
千日デパート大火災被災者慰霊碑

千日デパート火災で犠牲になった118人を慰霊する追悼施設は、1976年（昭和51年）11月13日に和歌山県・高野山大霊園に慰霊碑が建立された。同日正午より高野山別格本山明王院住職を始めとする職衆6口や遺族約170人が参列して開眼供養の法要が営まれた。法要は毎年5月におこなわれるが、火災事故から4年目となった同年5月の法要の折に遺族の間から「慰霊碑建立を」と話が持ち上がった。前年の年末に損害賠償請求訴訟において和解が成立していた。被害者遺族には早期に決着が図られたことへの安堵した感情もあったが、一方で中途半端な形で補償がまとまったことや火災関係各社の責任追及が曖昧なまま終わったことへの不満も少なくなかった。それでも遺族の心情に一定の区切りがつき、節目を迎えたことが後押しに繋がった。遺族は火災関係4社や一般の人々に呼びかけをおこない、企業42社および約1,500人から集めた合計1200万円の浄財によって慰霊碑は建立される運びとなった。当初は慰霊碑を火災現場に建てるべきだとの意見も出されたが、最終的には高野山の地に建てることで落ち着いた。慰霊碑は、霊園の見晴らしの良い丘の上に建立された。漆黒の御影石で造られた碑には「千日デパート大火災被災者慰霊碑」と刻まれ、その傍らにある碑文には、突然に命を奪われた犠牲者の無念、遺族の怒り、事故を風化させてはならない思い、惨事の再発防止に向けた願い、それらを一つにまとめた文言が刻まれている。
「逃げ場を必死に求めてその苦しさに肉親の名を呼びながら終に力尽き」「悲惨事を再び繰返えさないように願いをこめ」「地球上からの災害絶無を期し末長くより多くの人たちの命を守る慰霊碑として建立す」などの一節は最も印象的かつ象徴的である。建立同日の明王院での第5回供養法要では、遺族会代表の挨拶および各関係者からの追悼の辞が捧げられ、その後に読経の中を遺族らの焼香がおこなわれ、二度と惨事を繰り返さないよう念願された。